# Wolf
Der Wolf (Canis lupus) ist das größte heute noch lebende Raubtier aus der Familie der Hunde (Canidae). Wölfe leben meist in Rudeln, bei denen es sich um Familienverbände handelt. Hauptbeute sind in den meisten Regionen mittelgroße bis große Huftiere. Die Art war seit dem späten Pleistozän in mehreren Unterarten in ganz Europa, weiten Teilen Asiens, einschließlich der Arabischen Halbinsel und Japan sowie in Nordamerika verbreitet.
Wölfe wurden in Mitteleuropa ab dem 15. Jahrhundert systematisch verfolgt. Im 19. Jahrhundert waren sie in nahezu allen Regionen ihres weltweiten Verbreitungsgebiets vor allem durch menschliche Bejagung stark dezimiert und in West- und Mitteleuropa fast sowie in Japan vollständig ausgerottet. Seit den 1980er Jahren steht der Wolf in vielen Ländern unter Schutz. In europäischen Staaten durch die Berner Konvention, in der EU seit 1992 zusätzlich durch das Regelwerk der Fauna-Flora-Habitat-Richtlinie. In vielen Ländern, unter anderem im Nahen Osten, besteht für den Wolf kein gesetzlicher Schutz.
Seit der Jahrtausendwende ist die Anzahl der Wölfe und Wolfsrudel in Mittel- und Nordeuropa wieder deutlich angestiegen. Für den Erfassungszeitraum 2020/21 wurden bei den Wölfen in Deutschland 157 Rudel, 27 Paare und 19 territoriale Einzeltiere registriert, die in 203 Wolfsterritorien leben. Wölfe zählen zu den bekanntesten Raubtieren; sie haben frühzeitig Eingang in die Mythen und Märchen vieler Völker gefunden. Sie sind die Stammform aller Haushunde und des sekundär wilden Dingos: Hund und Wolf sind nicht durch eine Artenschranke getrennt und können daher miteinander fortpflanzungsfähige Nachkommen zeugen.
Heute wird durch Hybridisierung weltweit eine zunehmende Beimischung von Hundegenen beobachtet. Die geringste Anzahl findet sich in den Populationen des tibetischen Hochlandes und Skandinaviens.

## Merkmale

### Allgemeine Merkmale

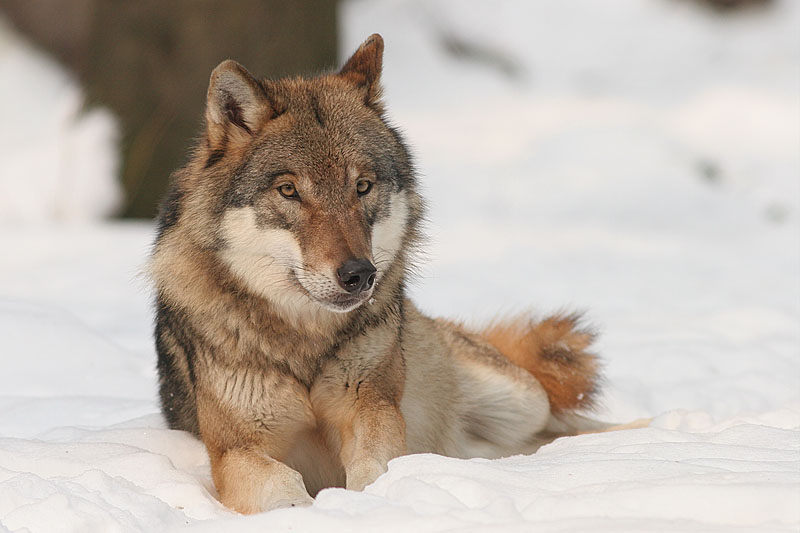
Das Fell im Bereich der Schnauze ist bei Wölfen häufig weißlich, über den Augen tragen sie oft helle Flecke; die aufrechten Ohren sind kurz und dicht behaart.

Grundsätzlich ähnelt der Wolf einem großen Haushund, wobei der Rumpf im Vergleich zu ähnlich gebauten Haushunden länger und der Brustkorb höher, aber schmaler ist. Wölfe sind vergleichsweise schlank mit langen Beinen. Der Kopf ist relativ groß mit breiter Stirn, langer Schnauze und kurzen, aufrecht getragenen, innen dicht behaarten Ohren, die nach vorn weisen. Die Augen setzen schräg an und sind ebenfalls nach vorn orientiert. Der buschige Schwanz hat etwa ein Drittel der Kopf-Rumpf-Länge.

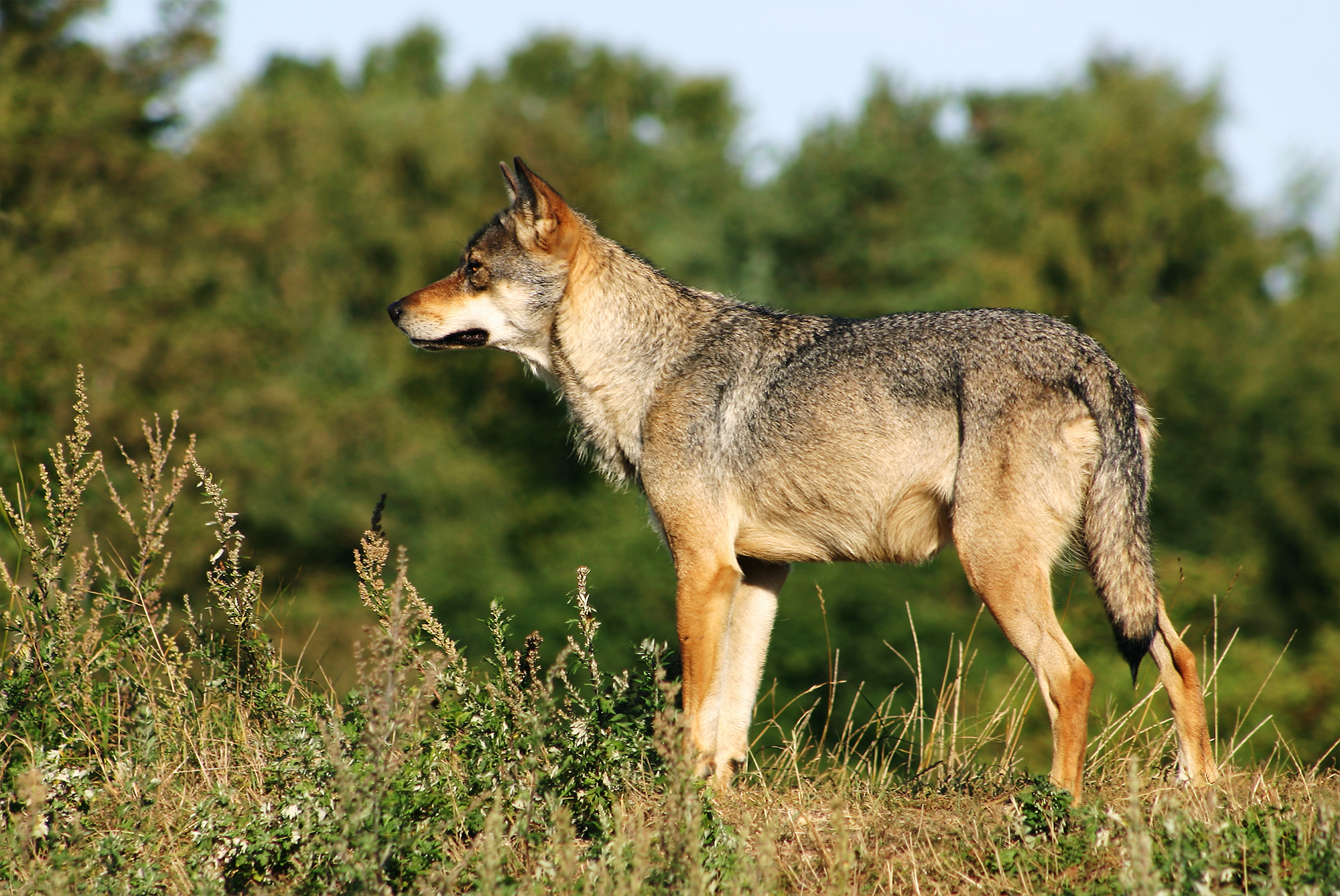
Der Umriss von Rumpf und Beinen eines Wolfes bildet näherungsweise ein Quadrat. Rücken und Oberseite des Schwanzes sind häufig dunkel gefärbt.

Körpergrößen und Gewichte von Wölfen sind aufgrund des ausgedehnten Verbreitungsgebietes sehr unterschiedlich und folgen teilweise der Bergmannschen Regel. Wölfe erreichen Kopf-Rumpf-Längen von zumeist 1,0 bis 1,6 Metern und Schwanzlängen von zumeist 35 bis 56 Zentimetern. Das auch innerhalb von Unterarten sehr variable Gewicht liegt in der Regel im Bereich von 13 bis 78 Kilogramm; Gewichte über 60 Kilogramm sind selten, nordamerikanische Wölfe können allerdings 80 Kilogramm erreichen. Männchen (Rüden) sind durchschnittlich größer und schwerer als Weibchen (Fähen). Die Schulterhöhe misst 66 bis 91 Zentimeter; die Hinterfußlänge 23 bis 27 Zentimeter. Die Länge der relativ kleinen, dreieckigen Ohren beträgt neun bis zwölf Zentimeter. Die größten Wölfe leben im mittleren Norden Russlands sowie in Alaska und Kanada. Die kleinsten Wölfe leben im Vorderen Orient und auf der Arabischen Halbinsel; das Minimum ihrer Kopf-Rumpf-Längen beträgt nur 82 Zentimeter. Männliche polnische Wölfe aus dem Białowieża-Urwald hatten eine mittlere Kopf-Rumpf-Länge von 119 Zentimetern und eine Schulterhöhe von 70 bis 90 Zentimetern, weibliche aus demselben Gebiet eine mittlere Kopf-Rumpf-Länge von 111 Zentimetern (Extremwerte: 97 und 124 Zentimeter) und eine Schulterhöhe von 60 bis 80 Zentimetern. Rüden aus dem Südosten Polens wogen 35 bis 67 Kilogramm, Fähen 27 bis 50 Kilogramm.
Die Färbung ist sehr variabel, es gibt weiße, cremefarbene, gelbliche, rötliche, braune, graue und schwarze Wölfe. In den gemäßigten Zonen Europas und Asiens überwiegen graugelbe oder braungraue Wölfe, die nördlichen Populationen zeigen größere Anteile schwarzer und weißer Tiere. Meist überwiegen dunkle Haare auf dem Rücken und dem Schwanz. Bauch, Beine und Schnauze sind meist deutlich heller gefärbt. Nach genetischen Untersuchungen beruht die schwarze Fellfarbe bei Wölfen auf einer Mutation, die zuerst unter Haushunden auftrat und später in die Wolfspopulation eindrang.

### Schädel- und Skelettmerkmale
| 3 | · | 1 | · | 4 | · | 2 | = 42 |
| 3 | · | 1 | · | 4 | · | 3 | = 42 |

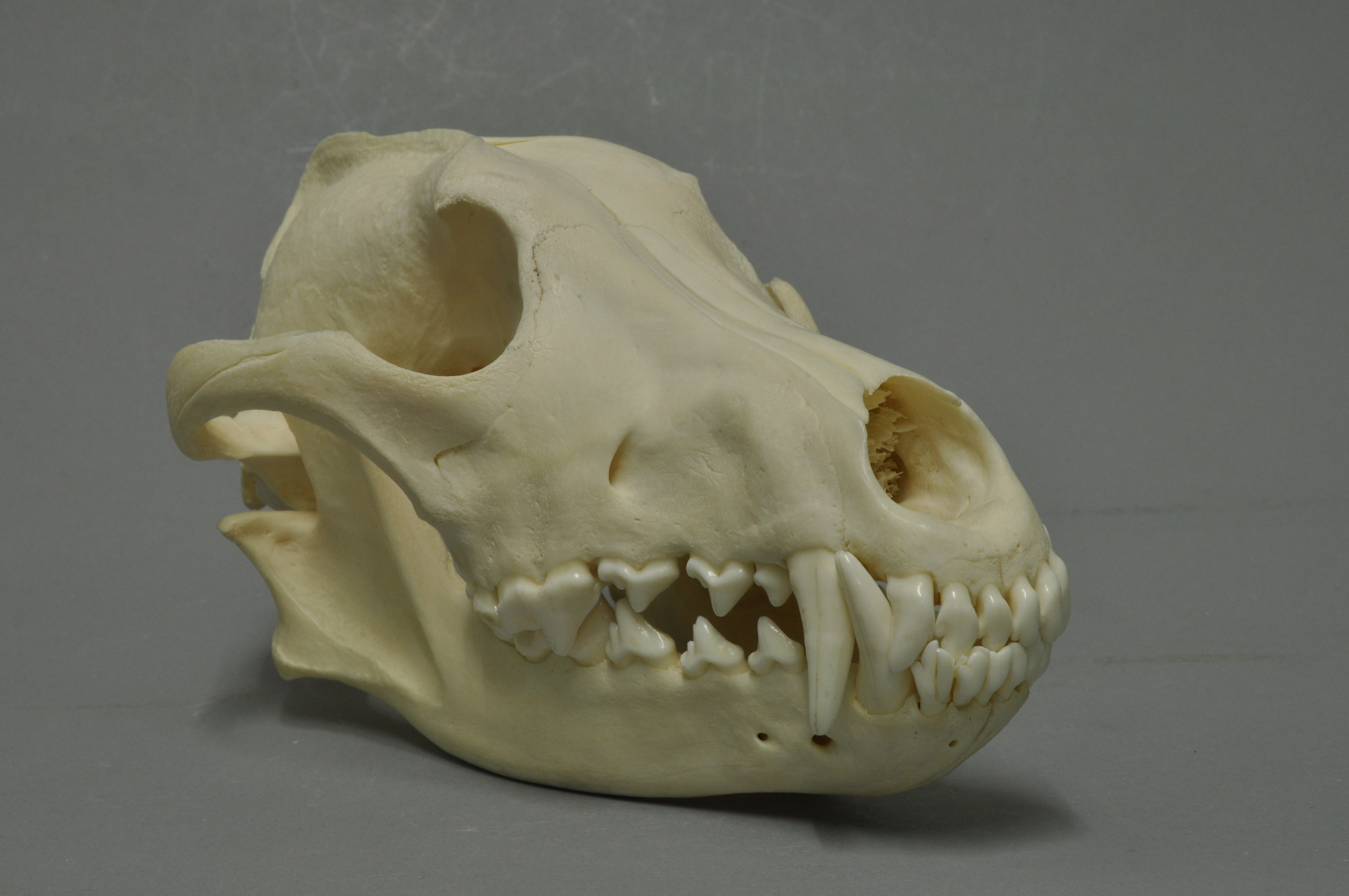
Wolfsschädel: Der Jochbogen unterhalb der Augenhöhle ist weit ausladend, der Scheitelkamm auf der Oberseite des Hirnschädels ist deutlich ausgebildet.

Der Schädel des Wolfes ist langgezogen, er hat eine Gesamtlänge von etwa 21 bis 25 Zentimetern und ist damit länger als der Schädel jeder anderen Art der Hunde. Das Nasenbein ist über die gesamte Länge leicht eingedellt. Das Gebiss des Wolfs besteht wie bei allen Hunden pro Oberkieferhälfte aus drei Schneidezähnen (Incisivi), einem Eckzahn (Caninus), vier Vorbackenzähnen (Praemolares) und zwei Backenzähnen (Molares) sowie pro Unterkieferhälfte drei Schneidezähnen, einem Eckzahn, vier Vorbackenzähnen, aber drei Backenzähnen. Insgesamt haben Wölfe somit 42 Zähne. Der Prämolar P4 im Oberkiefer hat eine Länge (nicht zu verwechseln mit der Höhe) von mehr als 20 Millimetern, er wird Reißzahn genannt und bildet im Zusammenspiel mit dem (ebenfalls als Reißzahn bezeichneten) Backenzahn M1 des Unterkiefers eine Brechschere. Der Molar M2 im Oberkiefer hat eine Kaufläche von mehr als 100 Quadratmillimetern, die von keiner anderen Hundeart erreicht wird. Wie alle Hunde besitzt auch der Wolf einen Penisknochen (Baculum). Dieser ist spitz zulaufend und hat eine durchgehende Kerbe.

### Spuren in der Natur

#### Fährte

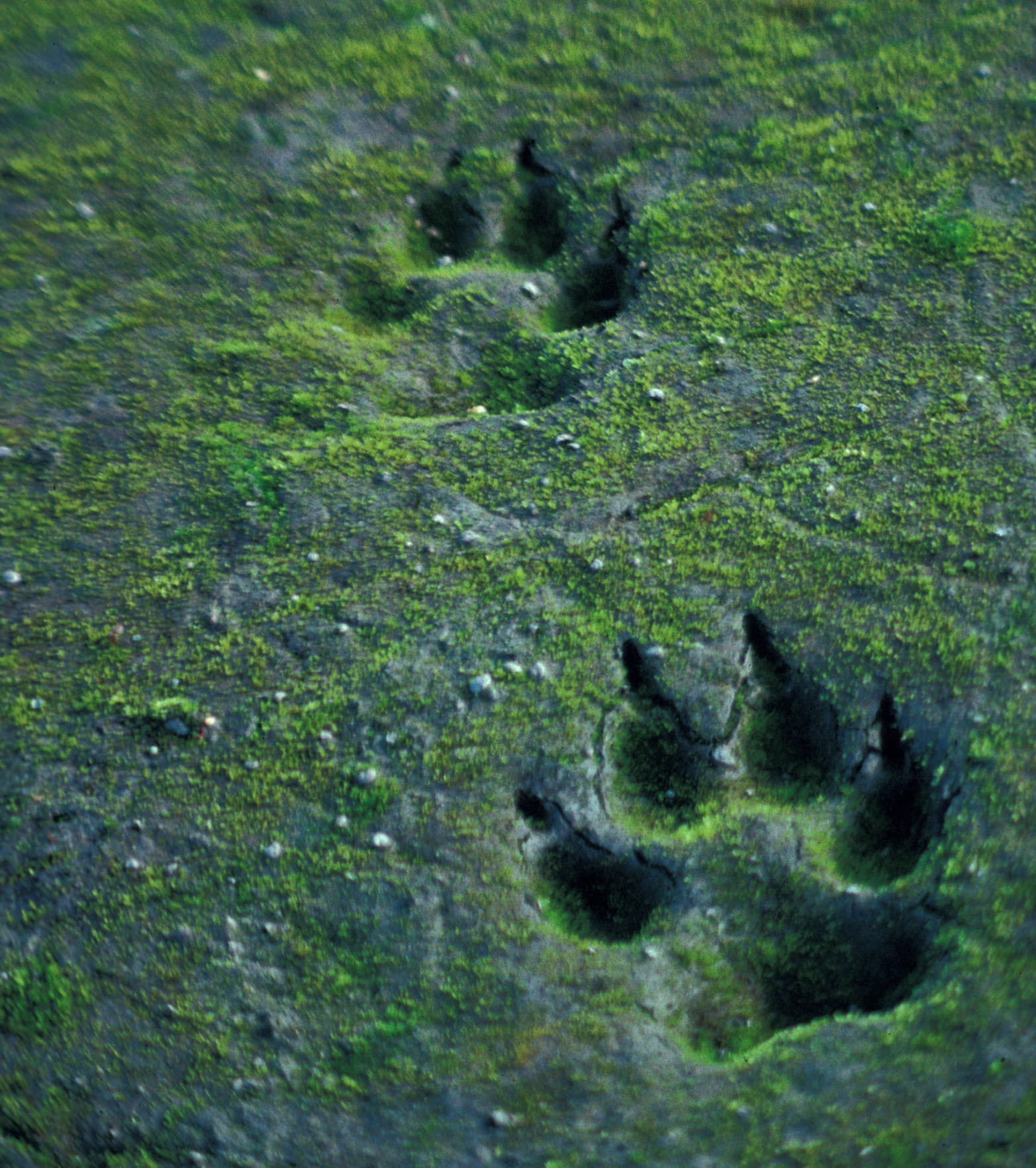
Trittsiegel des Wolfs

Die Trittsiegel sind acht bis zehn Zentimeter lang und sieben bis neun Zentimeter breit, wobei die der Vorderpfoten etwa einen Zentimeter größer sind als die Hinterpfoten. Die Vorderpfoten werden mehr belastet als die Hinterpfoten und hinterlassen deshalb tiefere Abdrücke. Die Schrittlänge beim Schnüren beträgt 1,1 bis 1,4 Meter. Die Unterschiede zur Fährte von Hunden sind weiter unten beschrieben.

#### Losung

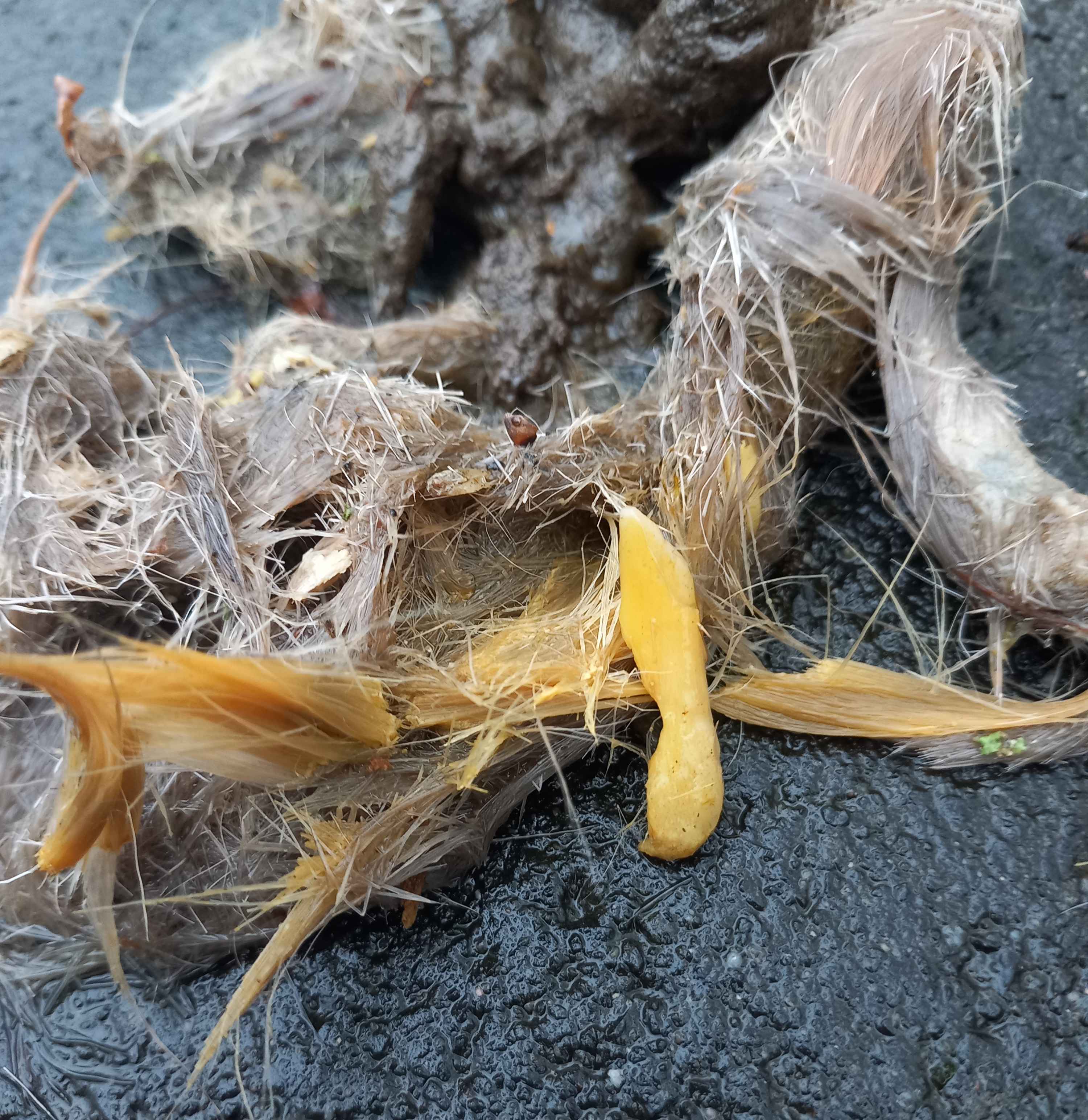
Merkmale einer Wolfslosung

Der Kot des Wolfs enthält meist viele Haare und Knochensplitter, manchmal auch Zähne und Bestandteile der Klauen seiner Beutetiere. Ein Strang ist ca. 20 Zentimeter lang und hat einen Durchmesser von 2,5 bis drei Zentimetern. Da der Wolf seine Losung auch zur Markierung seines Reviers nutzt, setzt er ihn gern an exponierten Stellen ab. Man findet den Kot an den Rändern von Wegen und Wildwechseln, manchmal auch auf größeren Steinen oder Baumstümpfen. Durch Probenentnahme und DNA-Analyse lässt sich der Kot sicher zuordnen.

#### Rissmerkmale
Das Beutetier wird meist durch einen Biss in die Kehle getötet. Der erfolgt nur einmal und wird gehalten, bis das Beutetier tot ist. Der Biss hinterlässt nur wenige äußerlich erkennbare Verletzungen. Sichtbar sind meist nur die Löcher der Eckzähne mit einem Abstand von 30 bis 40 Millimetern. Erlegte Beute wird oft in die nächste Deckung geschleppt. Beim Fressen beginnt der Wolf meist mit der Öffnung des Bauchraumes. Die inneren Organe werden vor dem Muskelfleisch bevorzugt, jedoch nicht der Magen und der Darm. Bei vollständiger Verwertung des Beutetiers bleiben am Ende nur die großen Knochen übrig.

## Sinnesleistungen

### Geruchssinn

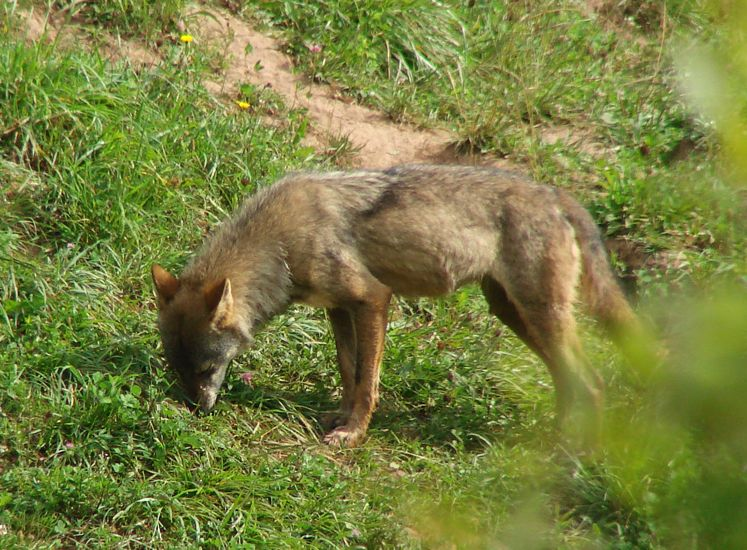
Iberischer Wolf beim Schnuppern an Geruchsmarkierungen von Artgenossen

Ein wesentlicher Teil der innerartlichen Kommunikation sowie der Jagderfolg des Wolfes hängen entscheidend von olfaktorischen Signalen ab. Der Wolf als Makrosmat lebt in einer „Riechwelt“. In seiner Nasenhöhle ist der für Geruchsreize sensible Bereich um das 14-fache größer als beim Menschen und umfasst circa 280 Millionen Geruchsrezeptoren. Weitere Sinneszellen befinden sich in seinem Jacobson-Organ. Wölfe können Beutetiere auch unter relativ ungünstigen Bedingungen aus einer Entfernung von fast 300 Metern wahrnehmen. Bei sehr günstigen Windverhältnissen, wenn der Wind vom Beutetier in Richtung Wolf weht, kann er potenzielle Beutetiere über Distanzen von mehr als 2,5 Kilometern wittern.

### Gehörsinn
Die Empfindlichkeit des Gehörs ist so hoch, dass bei Beobachtungen von Timberwolfrudeln im Algonquin Provincial Park die Wölfe auf von einem Menschen simuliertes Wolfsgeheul aus über sechs Kilometern Entfernung antworteten. Es wird angenommen, dass Wölfe wie Haushunde auch in Frequenzbereichen bis zu 26000 Hz hören, die für den Menschen zum Ultraschall zählen.

### Sehsinn
Das Sehvermögen ist gut entwickelt, der Sehsinn reagiert besonders sensibel auf Bewegungen.

## Unterschiede zum Haushund

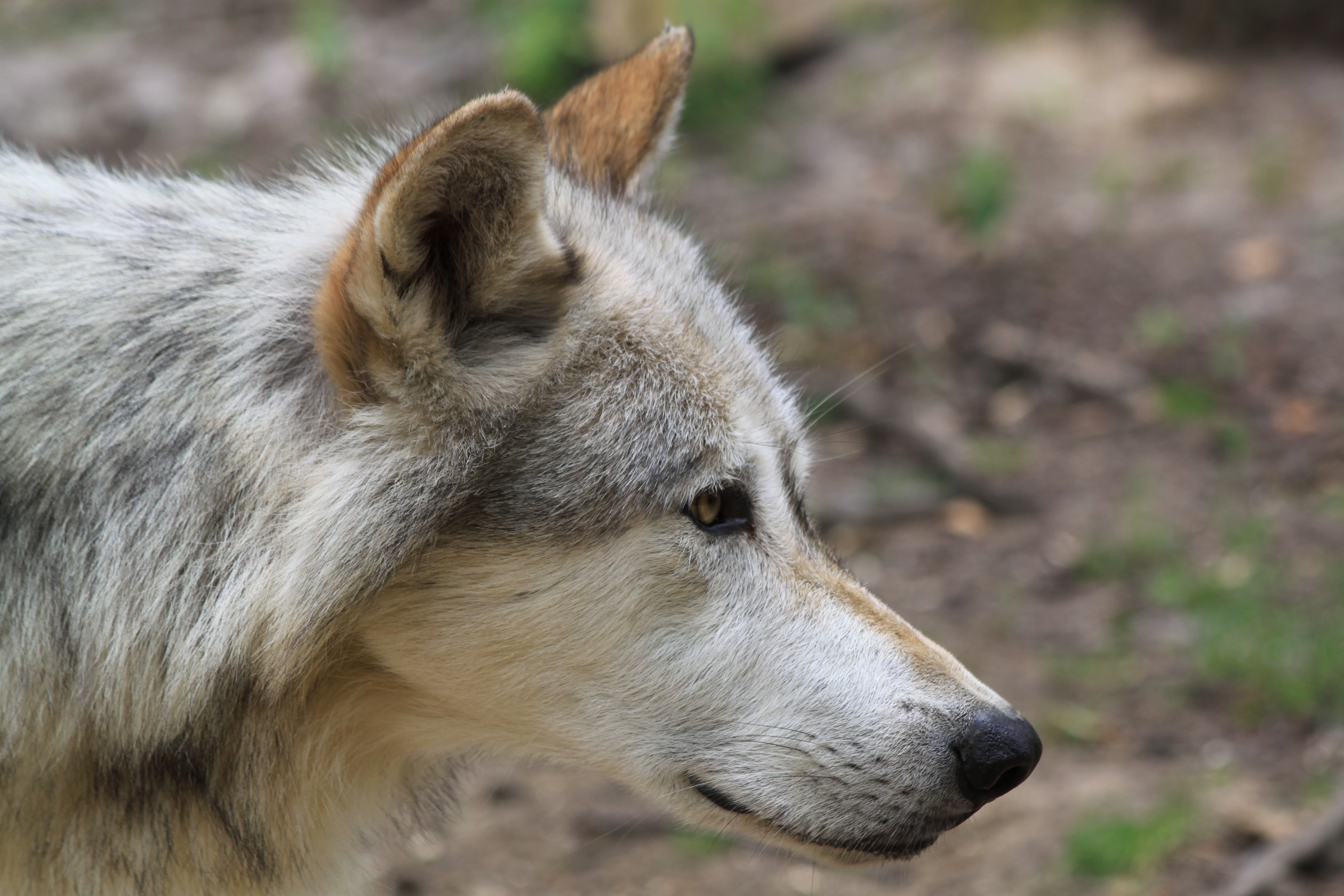
Die Schnauze eines Wolfes ist lang, seine Nackenmuskulatur ist kräftig. Der Kopf wird häufig auf Höhe des Rückens gehalten.

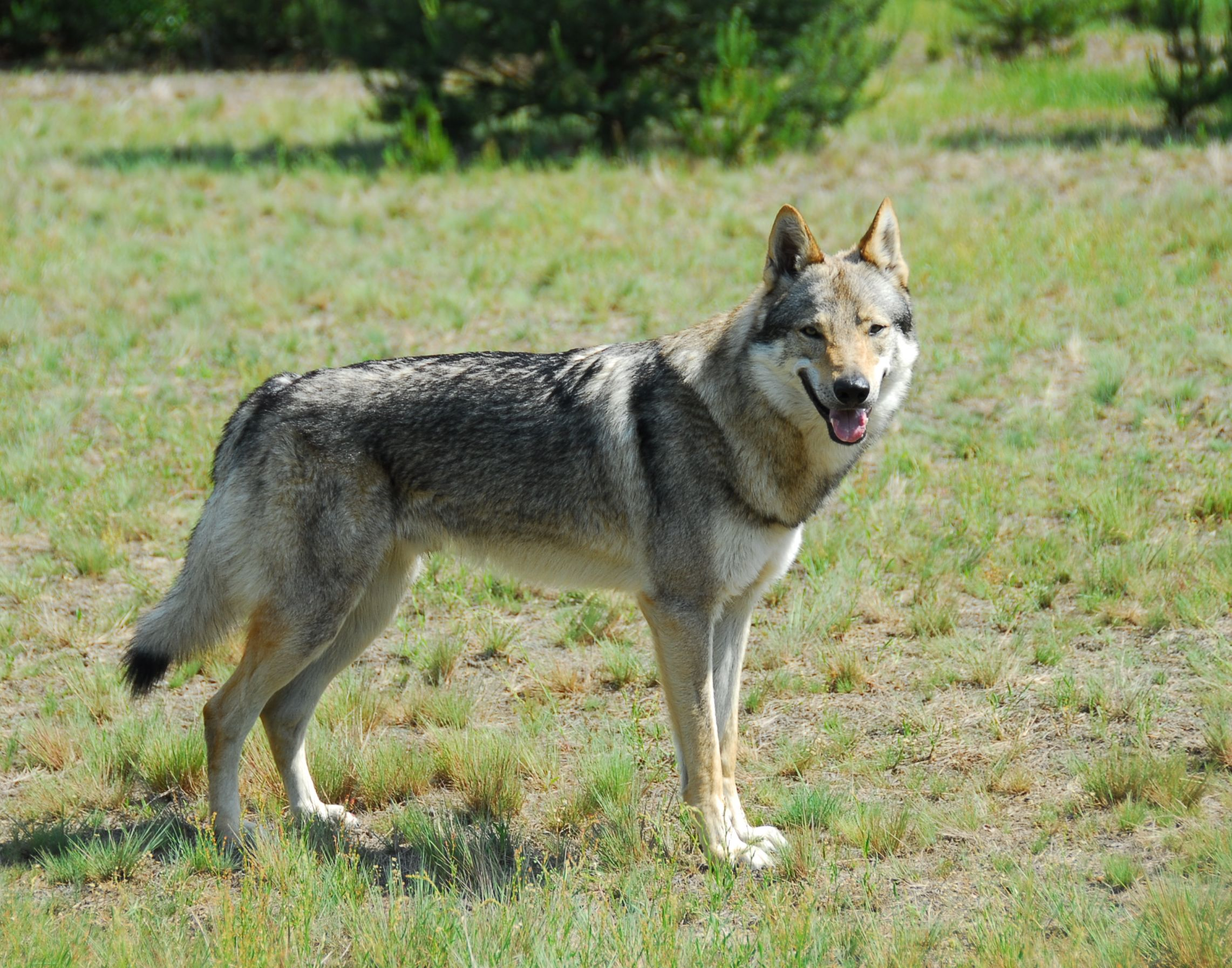
Tschechoslowakische Wolfhunde sehen Wölfen sehr ähnlich, sie haben aber ein schlankeres Abdomen

Haushunde sind domestizierte Formen des Wolfes und gehören daher ebenso wie der Dingo derselben Art (Canis lupus) an. Die Unterscheidung von Wölfen und Haushunden ist zumeist anhand einiger charakteristischer Merkmale möglich, wobei das Ausmaß der Unterschiede je nach Hunderasse stark variiert. Die Schnauze ist bei Haushunden meist kürzer als beim Wolf. Wölfe haben häufig einen hellen Fleck über den Augen, helle Wangen und eine weißliche Halsvorderseite; oft tragen sie auf dem Rücken einen dunklen Sattelfleck. Die Augen sind gelb bis gelbgrün und stehen schräg. Die stets aufrechten Ohren sind in der Regel kleiner als die von Haushunden. Bedingt durch die im Vergleich zum Haushund längeren Beine entspricht der Körperumriss im Profil (ohne Kopf, Hals und Schwanz) näherungsweise einem Quadrat; der Körperumriss von Haushunden entspricht dagegen einem Rechteck, das länger ist als hoch. Wölfe lassen ihren Schwanz (Rute) in der Ruhe meist nach unten hängen, Haushunde tragen ihn häufig nach oben oder eingerollt. In einigen Fällen ist allerdings nur mit einer DNA-Analyse zweifelsfrei festzustellen, ob ein Individuum ein Wolf ist, ein Haushund, oder eine Mischform mit Vorfahren von beiden Seiten.

### Morphologische und anatomische Unterschiede
Wölfe haben eine Violdrüse an der Schwanzoberseite, die bei vielen Haushunden fehlt oder verkümmert auftritt, bei anderen aber ein weites Drüsenfeld bildet. Insbesondere am Schädel lassen sich zahlreiche Unterschiede zwischen Wolf und Haushund feststellen. Wolfsschädel haben im Vergleich zu Haushundschädeln einen höheren Scheitelkamm, der als Ansatzstelle für die Kaumuskulatur dient. Das Profil eines Wolfsschädels ist im Stirnbereich etwas flacher als das eines Haushunds. Die unteren Schneidezähne stehen beim Wolf zumeist dichter beieinander als beim Haushund. Die Länge des Reißzahns im Oberkiefer (des Prämolars P4) beträgt beim Haushund weniger als 20 Millimeter. Die ausladenden Jochbögen des Wolfes lassen eine vom Jochbogen bis zum Schädeldach angenommene Gerade in einem kleineren Winkel ansteigen als beim Haushund, dessen Jochbögen enger anliegen. Zwischen dieser Geraden und der Ebene des Schädeldachs besteht beim Wolf ein Winkel (Augenhöhlenwinkel genannt) von 40 bis 45 Grad, beim Haushund von 50 bis 60 Grad.

### Weitere Unterschiede
Weibliche Wölfe werden nur einmal im Jahr fruchtbar, sie sind monoöstrisch, Haushunde bis zu zweimal, sie sind diöstrisch. Männliche Wölfe produzieren nur zur Paarungszeit im Winter und zeitigen Frühjahr fortpflanzungsfähige Spermien. Haushundrüden sind dagegen im Prinzip jederzeit fortpflanzungsfähig. Da die Pfotenabdrücke mit den fünfteiligen Ballen ähnlich und anhand der Größe nicht zweifelsfrei unterscheidbar sind, werden Fährten oft anhand ihres Verlaufs zugeordnet. Wölfe setzen im Schnee ihre Hinterpfoten in die Abdrücke der Vorderpfoten – sie schnüren –, im Rudel laufen sie oft hintereinander und setzen ihre Pfoten in die Abdrücke des Vorderwolfes. Dann entsteht der Eindruck, dass man der Spur eines einzelnen Wolfes folgt, bis sich die Fährte plötzlich in mehrere Individualfährten aufteilt. Der Verlauf einer Wolfsfährte ist zudem oftmals über hunderte Meter geradlinig und zielorientiert, während für Hunde das Umherlaufen und Abweichen typisch ist.

## Verbreitung und Lebensraum

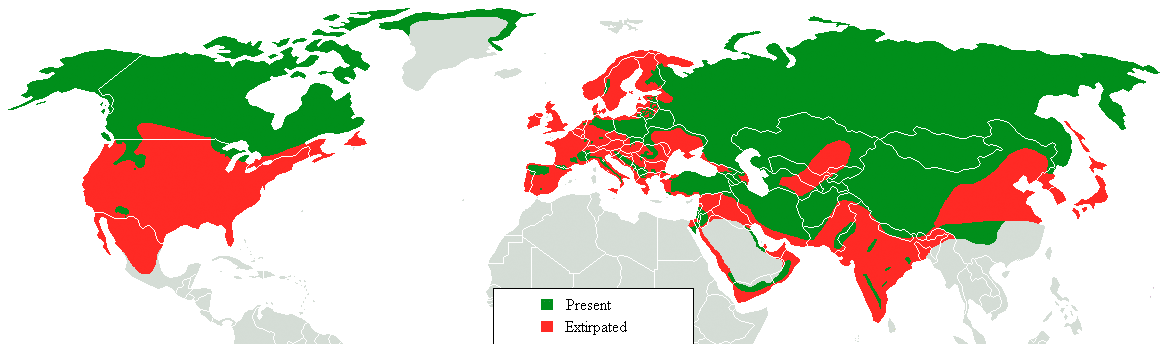
Verbreitungsgebiete des Wolfs
aktuelles Verbreitungsgebiet
ehemaliges Verbreitungsgebiet

Wölfe bewohnen eine Vielzahl von Habitaten. Ihre hohe Anpassungsfähigkeit lässt sie in der arktischen Tundra ebenso leben wie in den Wüsten Nordamerikas und Zentralasiens. Die meisten Wölfe bewohnen Grasland und Wälder; besiedelt werden auch Feuchtgebiete, Buschland, Kulturland, Felsregionen und Gebirge bis in 2400 m Höhe. Wölfe wurden vor allem als Waldtiere bekannt, weil der Mensch sie zuvor in großen Teilen der Verbreitungsgebiete aus den offenen Landschaften vertrieben hatte.
Der Wolf war vor der Entwicklung der Land- und Weidewirtschaft durch den Menschen das am weitesten verbreitete Landsäugetier der Erde. Die Lebensräume der Wölfe erstreckten sich in Nordamerika und Europa jeweils über den gesamten Kontinent sowie über weite Teile Asiens. Infolge intensiver Verfolgung durch den Menschen wurden die ursprünglichen Verbreitungsgebiete bis ins 20. Jahrhundert um etwa ein Drittel reduziert und seine Vorkommen auf weniger dicht besiedelte Gebiete beschränkt. In den meisten Gebieten Westeuropas, in Mexiko und in weiten Teilen der USA war der Wolf ausgerottet. Die weltweite Verbreitung erreichte ihren Tiefststand in den 1960er Jahren. Zu der Zeit lebten Wölfe als zusammenhängende Populationen noch in Kanada, Sibirien, in Nordost- und Osteuropa einschließlich der Karpaten und des Balkan, in der Mongolei und zu einem geringeren Grade im Iran. Die Verbindung des asiatischen Teils der Metapopulation mit dem osteuropäischen blieb immer erhalten. Bei den Wölfen in Deutschland handelt es sich im Wesentlichen um aus dem baltischen, ostpolnischen und ukrainischen Raum zugewanderte Tiere und deren Nachkommen. Kleinere weitgehend isolierte Populationen überlebten in Italien, Spanien und Portugal. Durch natürliche Ausbreitung unterstützt durch den dann eingeführten gesetzlichen Schutz des Wolfs begann seitdem eine Wiederbesiedlung ehemaliger Lebensräume. In Europa erfolgte eine territoriale Ausdehnung des italienischen Wolfs nach Frankreich und in die Schweiz. Über Karelien wanderten Wölfe nach Norwegen und Schweden ein. In manchen Regionen wurde wieder ein Günstiger Erhaltungszustand der Wolfspopulation erreicht. Die weltweite Population wird auf etwa 200.000–250.000 Individuen geschätzt.

## Lebensweise

### Soziale Organisation

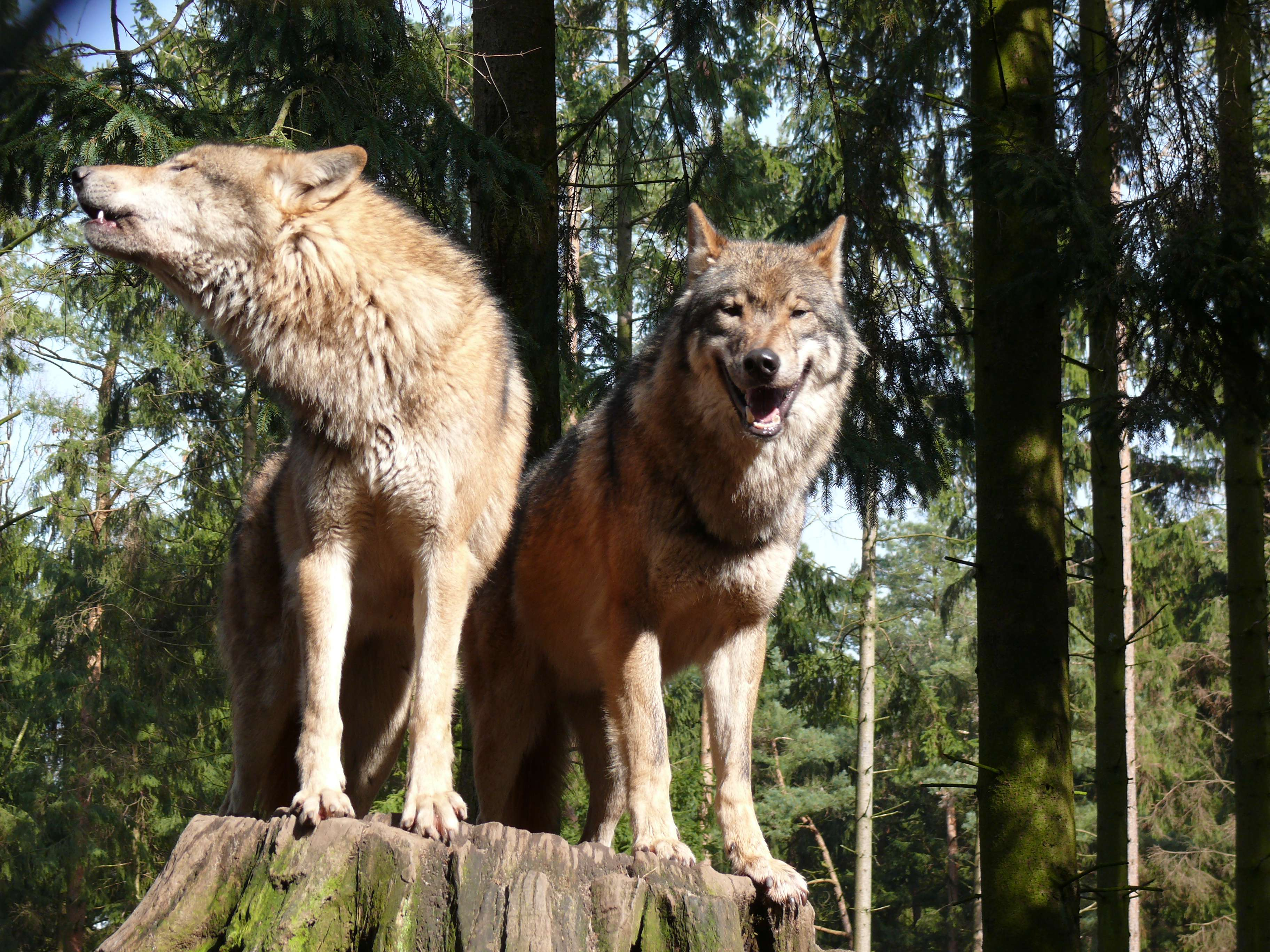
Ein Wolfspaar

Wölfe zeigen ein ausgeprägtes Sozial- und Territorialverhalten. Die normale Sozialordnung von Wölfen ist das Rudel; einzelne Wölfe, die man in der Wildnis antrifft, haben zumeist mit dem Beginn ihrer Geschlechtsreife das elterliche Rudel verlassen, um ein eigenes Rudel zu gründen. Ein Wolfsrudel besteht im Regelfall aus dem Elternpaar und dessen Nachkommen, es handelt sich also um eine Familie. Verschiedene Varianten dieser Rudelstruktur sind möglich, unter anderem können statt eines Elternpaares auch ein Männchen und zwei Weibchen den fortpflanzungsaktiven Kern eines Rudels bilden. Manchmal werden rudelfremde Wölfe geduldet, meist maximal dreijährige Männchen, die sich einem Rudel vorübergehend, für wenige Tage bis zu über einem Jahr, anschließen; möglicherweise gründen diese Zugewanderten später mit einem jungen Weibchen des Rudels ein eigenes Revier. Jungwölfe verlassen ihre Eltern zumeist im Alter von 10 bis 54 Monaten, in einem Rudel können also Jungwölfe aus vier Jahren leben. Die meisten Jungwölfe haben ihr Rudel allerdings mit drei Jahren bereits verlassen.

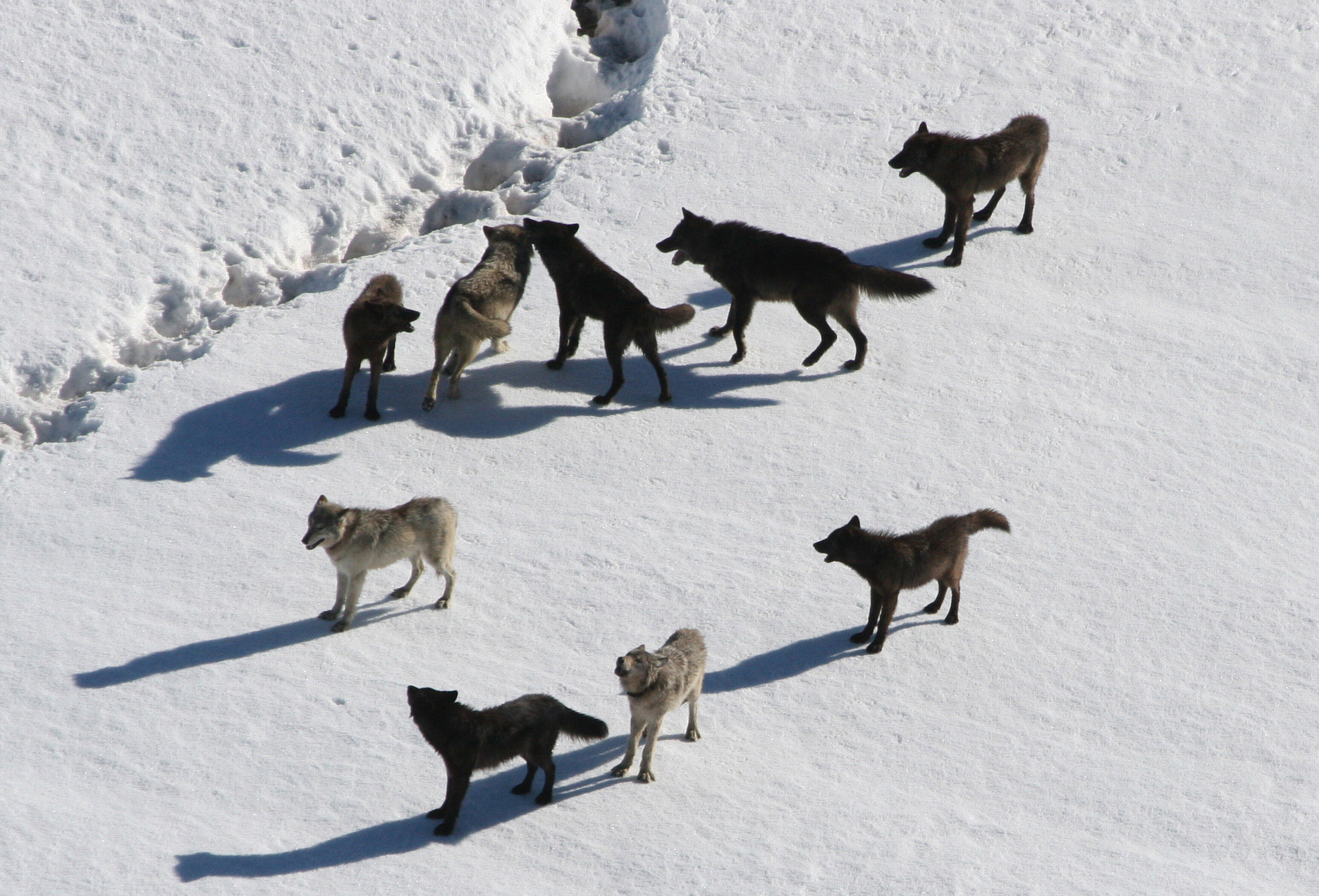
„Das Gibbon-Wolfsrudel legt in verschneiter Landschaft eine Rast ein“ (Wolfsforscher Douglas Smith über sein im Yellowstone-Nationalpark entstandenes Foto)

Die vorjährigen Jungwölfe unterstützen das Elternpaar bei der Aufzucht der neuen Welpen. Unter normalen Bedingungen besteht ein Rudel im Herbst also aus dem Elternpaar, dem Nachwuchs aus dem Vorjahr oder den Vorjahren und dem Nachwuchs aus demselben Jahr. Mit Erreichen der Geschlechtsreife wandern die Jungwölfe meist aus dem elterlichen Territorium ab und bilden ein eigenes Revier, wo sie beispielsweise mit einem auf der Wanderung getroffenen und ebenso ausgewanderten Jungwolf als Partner eine eigene Familie gründen. Solange Jungwölfe im elterlichen Rudel leben, paaren sie sich normalerweise nicht. Bei Nahrungsknappheit verlassen manchmal bereits fünf Monate alte Wölfe das Territorium, wenn sie von den Eltern nicht mehr versorgt werden; Jungwölfe sind ab diesem Alter in der Lage, Beute zu machen. Manche abgewanderten Wölfe bleiben in der Nähe des elterlichen Rudels; es wurden aber auch Wanderungen von bis zu 1190 Kilometer Luftlinie (von Niedersachsen bis Katalonien) nachgewiesen. Oft behalten Wölfe bei Fernwanderungen dieselbe Wanderrichtung bei und umgehen dabei Städte und Seen. Abgewanderte Wölfe können aber auch in einem Nachbarterritorium die Position eines umgekommenen beziehungsweise getöteten Elternwolfs übernehmen oder am Rand des elterlichen oder eines benachbarten Territoriums ein eigenes Territorium abspalten. Manche abgewanderten Jungwölfe kehren, auch mehrmals, vorübergehend ins elterliche Rudel zurück.
Rudel umfassen bis zu 36 Tiere; normalerweise liegt die Rudelgröße bei fünf bis zwölf Tieren. Wölfe, die sich vorrangig von kleinen Tieren oder Abfällen ernähren, bilden häufig kleinere Rudel als diejenigen, die vor allem große Huftiere wie Elche und Bisons erbeuten. Im ersten Fall verlassen die Jungwölfe bald ihr Rudel, im letzten Fall bleiben die Jungen aus mehreren Würfen bei den Eltern.

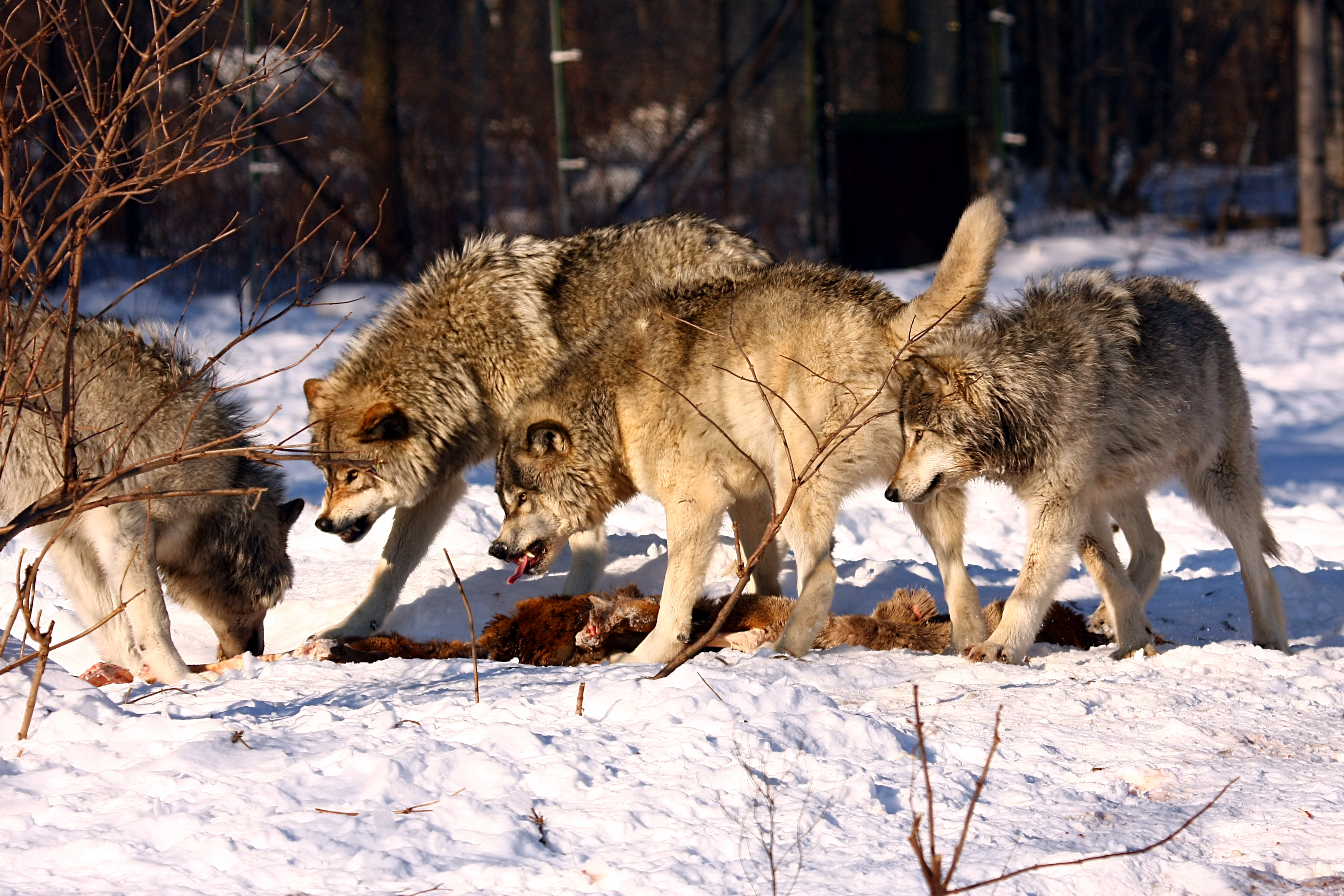
Konkurrenzverhalten mit Drohgebärden wie gesträubtem Fell, gekräuselter Schnauze, Blecken der Eckzähne und aufgerichtetem Schwanz (Wölfe im Parc Omega, Quebec, Kanada)

Die Elterntiere sind grundsätzlich dominant gegenüber ihrem Nachwuchs, Kämpfe um eine lineare Rangordnung gibt es nicht, wohl aber Konflikte, die vor allem zwischen Wölfen verschiedener Altersstufen ausgetragen werden. Unter älteren Jungtieren entstehen diese Konflikte meist innerhalb desselben Geschlechts, in aller Regel setzen sich dabei Ältere gegenüber Jüngeren durch. Die Folge ist eine mehr oder weniger nach Geschlecht und Alter abgestufte (wegen der beiden Geschlechter: zweireihige) Hierarchie. Allerdings kommt es auch zu Konflikten zwischen Männchen und Weibchen; innerhalb derselben Altersklasse dominieren zumeist die Männchen.
Soziale Interaktionen werden durch eine Fülle optischer und akustischer Signale vermittelt, wie Mimik, Lautäußerungen und die Haltung des Schwanzes. Beispielsweise tragen Wölfe ebenso wie Haushunde den Schwanz bei dominantem Ausdrucksverhalten erhoben; ein eingezogener Schwanz dagegen ist eine Demutsgebärde, die einen Kampf verhindern soll. Demutsgebärden wirken auf andere Wölfe nur dann beschwichtigend, wenn diese demselben Rudel angehören: Bei Kämpfen zwischen rudelfremden Tieren sind sie unwirksam.

### Wölfe in Gefangenschaft
In der Literatur findet sich häufig die Darstellung einer streng linearen hierarchischen Rangordnung mit einem dominanten Alpha-Paar, das im Allgemeinen die Nachkommen des Rudels zeugt, einer Gruppe nachgeordneter Tiere und einem schwachen Tier am Ende der Rangordnung in der Rolle des „Prügelknaben“ oder Omega-Wolfs. Diese Darstellungen sind das Ergebnis der Forschung an Wölfen in Gefangenschaft und nicht auf natürliche Verhältnisse übertragbar. In Gefangenschaft wurden meist Wölfe unterschiedlicher Herkunft oder Familiengruppen zusammengesperrt und gezüchtet. Hier ist weder eine Abwanderung mit Erreichen der Geschlechtsreife noch die (mit der Abwanderung verbundene) Vermeidung von Verpaarungen verwandter Tiere möglich. In diesen in Gefangenschaft gehaltenen Rudeln sind daher Auseinandersetzungen häufig.

### Reviere

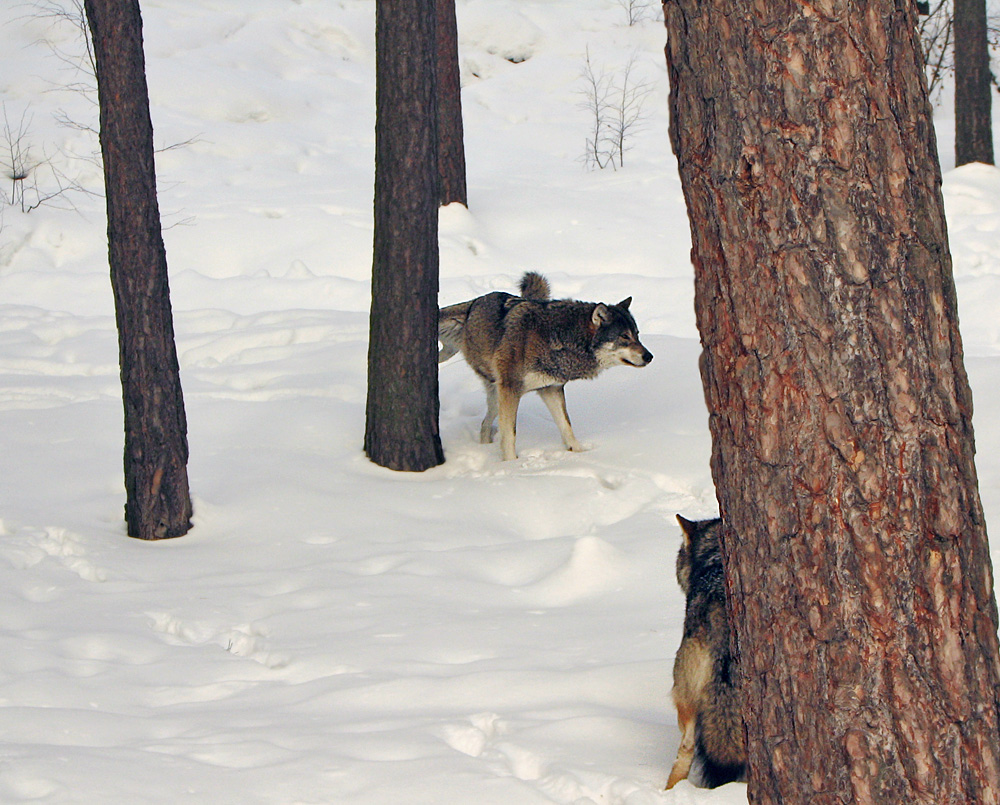
Ein Wolfsrüde markiert sein Territorium (Kolmårdens Tierpark, Schweden)

Wolfsrudel leben im Normalfall in Revieren, die sowohl gegen andere Rudel als auch gegen einzelne Artgenossen abgegrenzt und falls nötig auch vehement verteidigt werden; die Reviere benachbarter Rudel überschneiden sich daher meist nur minimal. Die Größe der Reviere wird im Wesentlichen durch die Größe der Beutetierarten und die Zahl der Beutetiere bestimmt. Die durchschnittliche Größe der Reviere variiert daher von Region zu Region stark und reicht etwa von 75 bis zu 2500 Quadratkilometern, in Alaska wurden Reviergrößen bis zu 6272 Quadratkilometern ermittelt. In Polen wurden Reviergrößen zwischen 150 und 350 Quadratkilometern festgestellt, im Białowieża-Wald waren die Reviere von vier Rudeln im Mittel 238 Quadratkilometer groß. In höheren Breitenlagen sind Wolfsreviere durchschnittlich größer, weil die Beutedichte dort meist geringer ist. Die Reviere werden regelmäßig von den Rudelmitgliedern durchwandert.

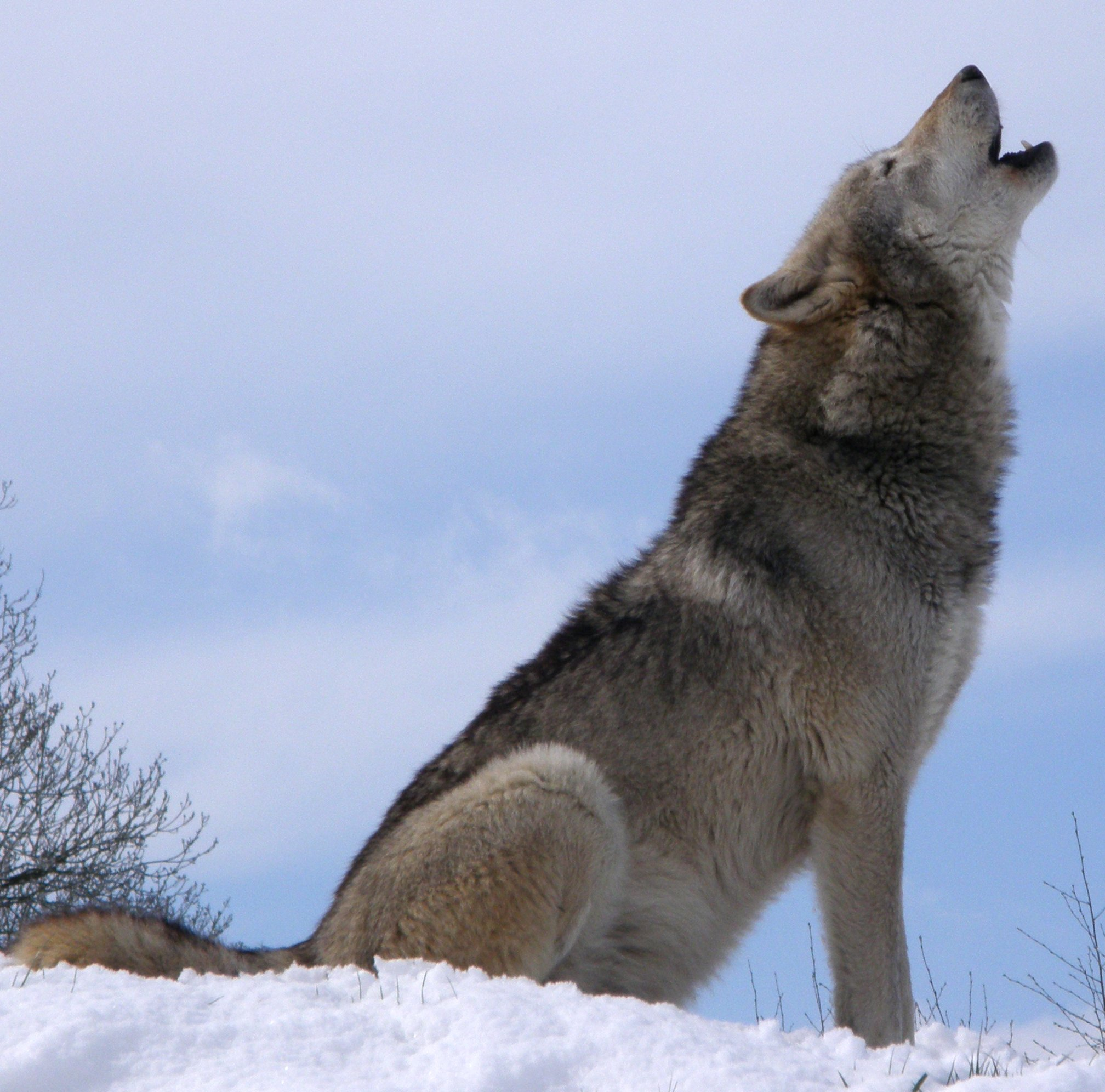
Heulender Wolf

Zur Abgrenzung der Reviere dienen vor allem Harn- und Kotmarkierungen. Bei ihren Wanderungen durch das Revier setzen Wölfe durchschnittlich etwa alle 240 Meter Harnmarken ab. Dafür werden markante, vor allem vertikale Objekte wie einzelne Bäume, Sträucher, Steine oder Pfosten ausgesucht. Wolfsrüden platzieren Harnmarken meist in der von Haushunden bekannten Körperhaltung mit erhobenem Hinterbein, Wölfinnen meist mit einem nach vorn gebeugten und angehobenen Hinterbein. Im Bereich der Reviergrenzen wird besonders intensiv markiert. Als weiteres Mittel zur Reviermarkierung dient das gemeinschaftliche Heulen der Rudelmitglieder. Dieses wird oft von benachbarten Rudeln beantwortet. Freilandexperimenten zufolge neigen Rudel, die nicht antworten, eher dazu, sich von einem heulenden Rudel zurückzuziehen, während Rudel, die antworten, bereit sind, ihren Standort zu behaupten. In bewaldeten Regionen können Wölfe das Heulen von Artgenossen offenbar auf Distanzen bis zu elf Kilometer wahrnehmen, in der Tundra bis zu 16 Kilometer. Dringen Wölfe eines anderen Rudels trotz olfaktorischer (geruchlicher) und akustischer Reviermarkierungen in das Revier ein, werden sie zumeist angegriffen. Diese Kämpfe enden oft tödlich; innerartliche Kämpfe gehören zu den häufigsten natürlichen (nicht durch den Menschen verursachten) Todesursachen bei Wölfen.

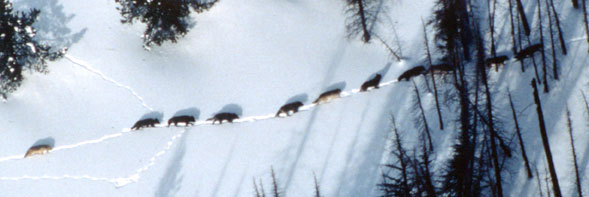
Ein Wolfsrudel folgt im Yellowstone-Nationalpark einem Trampelpfad

Zur Nahrungssuche können sich Wölfe bis zu 48 Kilometer von ihrem Bau oder ihren Jungen entfernen und innerhalb von 24 Stunden bis zu 72 Kilometer zurücklegen. Im Białowieża-Wald lag die durchschnittliche tägliche Laufstrecke der Wölfe von vier Rudeln bei 22,1 Kilometern für Weibchen und 27,6 Kilometern für Männchen. Pro Tag wurden dabei etwa neun Prozent des Reviers genutzt, die an aufeinander folgenden Tagen genutzten Revierteile überschnitten sich jeweils nur minimal. Dies dient mit hoher Wahrscheinlichkeit einerseits der Notwendigkeit, möglichst kontinuierlich im gesamten Revier präsent zu sein, um dieses gegen Artgenossen abzugrenzen, zum anderen aber vermutlich auch zur Erhöhung des Jagderfolges, da die Beutetiere auf die längere Anwesenheit der Wölfe mit erhöhter Vorsicht und Ausweichbewegungen reagieren. Wölfe folgen auf ihren Streifzügen gern Pfaden, Wegen, Ufern, Schotterbänken, gefrorenen Wasserläufen, Bergrücken und anderen Geländeformationen, die ihnen eine leichte Orientierung ermöglichen; vermutlich können sie sich so besser auf ihre Umgebung konzentrieren, ohne permanent den unmittelbar vor ihnen liegenden Weg einschätzen zu müssen. In manchen Regionen sind Wölfe über einen großen Teil des Jahres gezwungen, den Wanderzügen ihrer Beutetiere zu folgen, etwa den saisonalen Wanderungen von Karibus; sie halten andere Rudel während dieser nomadischen Lebensweise vermutlich durch Heulen auf Distanz.

### Ernährung und Jagdweise

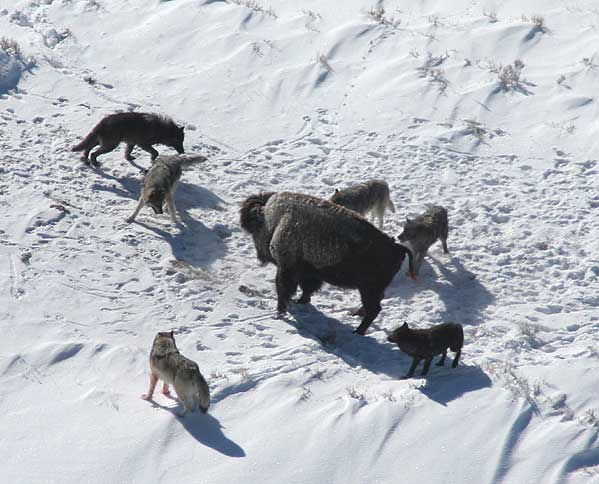
Ein Wolfsrudel umzingelt einen Amerikanischen Bison

Der Wolf ist ein Nahrungsgeneralist, der vor allem Tiere von etwa Feldhasen- bis zu Elch- und Bisongröße erbeutet, aber auch Früchte, Aas und Haushaltsabfälle frisst. Grundnahrung des Wolfes bilden im größten Teil seines Verbreitungsgebietes mittelgroße bis große pflanzenfressende Säugetiere. Im Norden jagen Wölfe überwiegend im Rudel vor allem Elche, Rentiere und andere Hirscharten, aber auch Moschusochsen. In eurasischen Wäldern der gemäßigten Klimazone sind auch Wildschweine und in Gebirgen Wildschafe, Gämsen und Steinböcke eine häufige Beute. Kleinere Säuger wie Feldhasen, Wildkaninchen, Lemminge und andere Wühlmäuse werden ebenfalls erbeutet. In Nordamerika spielen neben großen Huftieren auch Biber eine wesentliche Rolle als Beute. Die riesigen Bisonherden Nordamerikas vor der Ankunft der Europäer gingen wahrscheinlich mit der weltweit größten Wolfsdichte einher: In den Grasländern der nordamerikanischen Ebenen lebten schätzungsweise 200.000 Wölfe, die sich vorrangig von Bisons ernährten.
Im Umfeld menschlicher Siedlungen schlagen Wölfe auch Hausschafe und junge Hausrinder, aber auch Haushunde und Hauskatzen, die selbst Beutegreifer sind. Wisente, die zusammen mit Wölfen im Białowieża-Nationalpark vorkommen, werden dagegen nur selten zur Beute von Wölfen. Am Ende einer Nahrungspyramide stehend ist der Wolf ein Spitzenprädator. Häufig fressen Wölfe auch Aas, etwa Robbenkadaver, die an Strände gespült wurden. Essensreste beziehungsweise Haushaltsabfälle sind beispielsweise für Wölfe in Israel, Indien und China von großer Bedeutung; auch ein in Minnesota beobachtetes Wolfsrudel unternahm regelmäßige nächtliche Ausflüge zu einer Müllkippe. Vor allem in südlichen Regionen Eurasiens fressen Wölfe Früchte wie Beeren, Kirschen, Äpfel, Birnen und Weintrauben. Wie Haushunde verschlucken Wölfe auch Gras, möglicherweise um den Verdauungstrakt von Haaren oder Parasiten zu reinigen; Gras könnte aber auch als Vitaminquelle dienen.

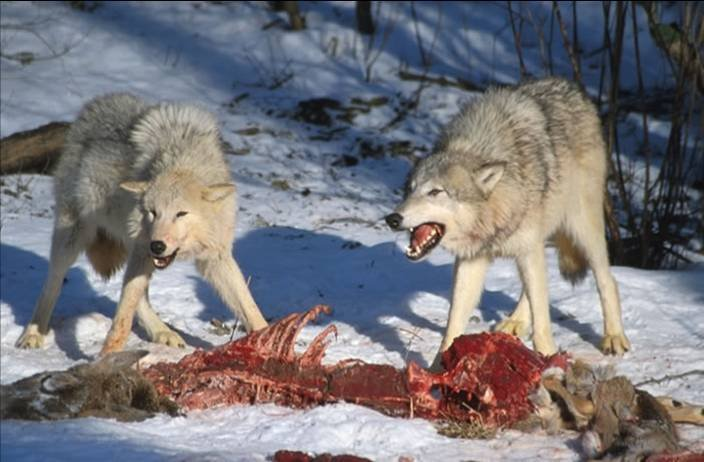
Zwei Wölfe an den Überresten einer gerissenen Hirschkuh

Untersuchungen eines Zoologenteams der University of Victoria ergaben, dass sich Wölfe in der kanadischen Küstenprovinz British Columbia im Herbst bevorzugt von Lachsen ernähren, wenn diese zum Laichen in Fließgewässer aufsteigen. Im Frühjahr und Sommer wurden hier je nach untersuchter Wolfsgruppe in 90 bis 95 Prozent der analysierten Kotbrocken Überreste von Maultierhirschen gefunden und nur ausnahmsweise Überreste von Lachsen. Im Herbst sank der Hirschanteil bei den meisten Wolfsgruppen auf unter 80 Prozent, während der Anteil der Exkremente, in denen Lachse nachgewiesen wurden, durchschnittlich 40 Prozent (maximal knapp 70 Prozent) ausmachte. Der Lachsfang ist für Wölfe einfach und gefahrlos; das fettreiche Fleisch von Lachsen hat zudem einen höheren Nährwert als das von Maultierhirschen.
In Mitteleuropa sind Rehe, Hirsche und Wildschweine die Hauptbeutearten im Nahrungsspektrum. So wurden in der Slowakei Wildschweine in 45,5 Prozent aller Wolfsexkremente gefunden, zweitwesentlichste Beute war dort der Rothirsch (23,3 Prozent), danach folgten Rotfuchs (10,4 Prozent), Haushund (7,9 Prozent) und Reh (5,5 Prozent). Im polnischen Białowieża wurden Hirsche (Rothirsche und Rehe) im Sommer in 93,1 Prozent, im Winter in 97,0 Prozent aller Exkremente nachgewiesen; dort war das Wildschwein im Sommer in 47,7 Prozent aller Exkremente und im Winter in 29,0 Prozent der Exkremente nachweisbar und damit das zweitbedeutendste Beutetier.

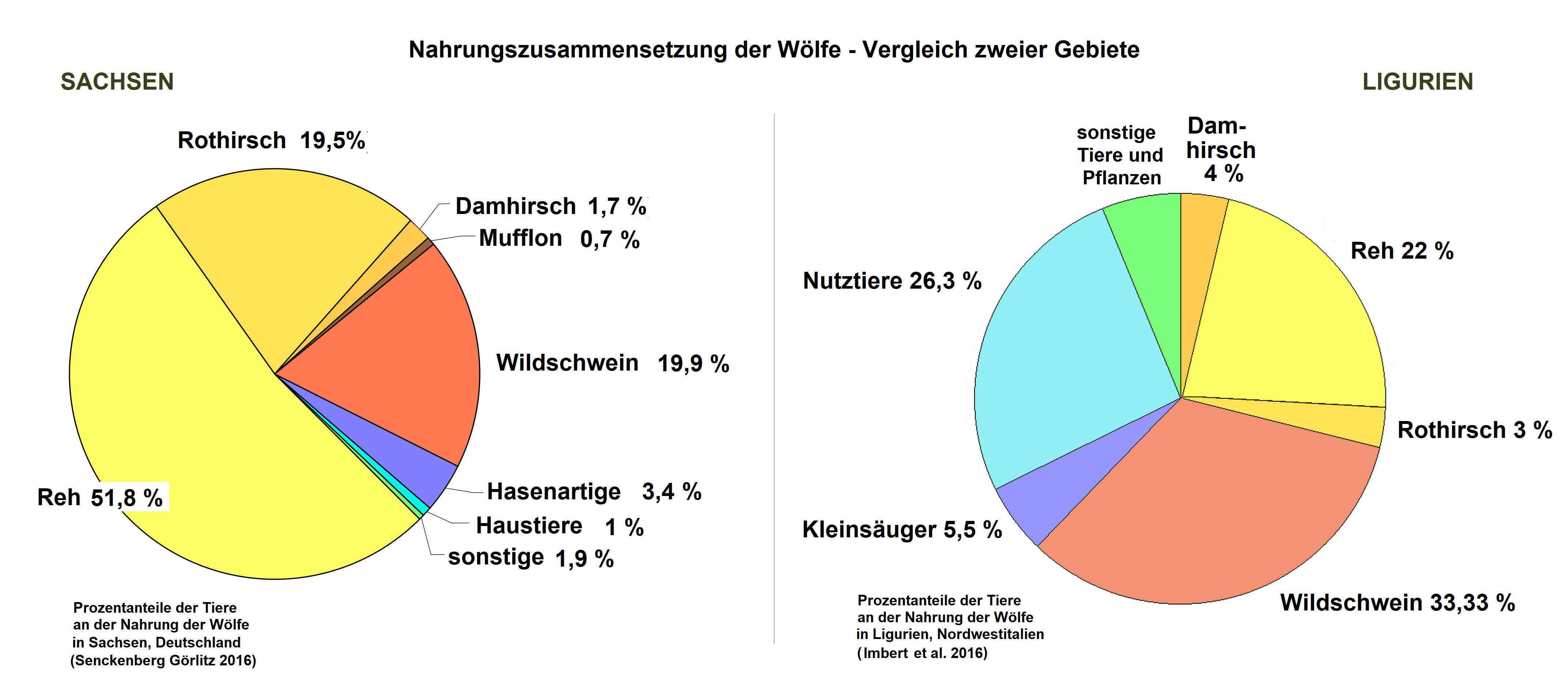
Nahrungszusammensetzung von Wölfen in Sachsen und Wölfen in Ligurien, Nordwestitalien. Die Prozentwerte bezeichnen auf der Basis von Kotanalysen errechnete Biomasseanteile

Die Hauptnahrung der Lausitzer Wölfe besteht aus wildlebenden Paarhufern (95 Prozent). Das Reh bildet den bedeutendsten Nahrungsbestandteil (53 Prozent), gefolgt von Rothirsch (21 Prozent) und Wildschwein (18 Prozent). Hasenartige (Feldhase und Wildkaninchen) machen einen Anteil von vier Prozent aus. Der Anteil von Haustieren (vor allem Schafe) und mittelgroßen Säugern, wie Nutria, Rotfuchs und Marderhund lag bei Untersuchungen in der Lausitz unter einem Prozent. Für die Karpaten wurde ein Anteil von Nutztieren mit 10 Prozent angegeben, für Norditalien 26,3 Prozent. Der Anteil kann je nach dem vorhandenen Angebot an Nahrungsquellen stark variieren. Kleinsäuger (vor allem Wühlmäuse) wurden als Gelegenheitsbeute nur selten festgestellt. Auch Vögel, Fische und Früchte, meist Äpfel, wurden nachgewiesen.
Bei ihrer selektiven Prädation bevorzugen Wölfe die Jungtiere. Eine Studie aus Skandinavien zeigte, dass 89,9 % der im Sommer (2002–2005) erbeuteten Elche Kälber waren. So werden Wildschweine vor allem im Frühling erbeutet, wenn Frischlinge eine leichte Beute darstellen. Im Sommer werden Rothirschkälber bevorzugt. Rehe werden das ganze Jahr über gleich häufig erbeutet. Eine Nahrungsauswahl nach dem Alter findet bei Rehen nicht statt: Der Anteil der Kitze in der Wolfsnahrung entspricht etwa dem Anteil der Rehkitze am Gesamtbestand der Rehe. Das seit 1970 eingebürgerte Mufflon ist in den Wolfsgebieten weitgehend verschwunden.
Wölfe töten gelegentlich Hunde. Bei Attacken auf Jagdhunde handelt es sich meist um Territorialverhalten gegen einen rudelfremden Artgenossen.
Es gibt aber auch Wolfspopulationen, die auf Hunde als Nahrungsquelle angewiesen sind. In Kroatien töten Wölfe mehr Hunde als Schafe. Wölfe in Russland scheinen Populationen streunender Hunde zu begrenzen, wobei Begegnungen mit streunenden Hunden auch zur Hybridisierung führen können. Wolfsangriffe auf Jagdhunde gelten in Skandinavien und Wisconsin als großes Problem.

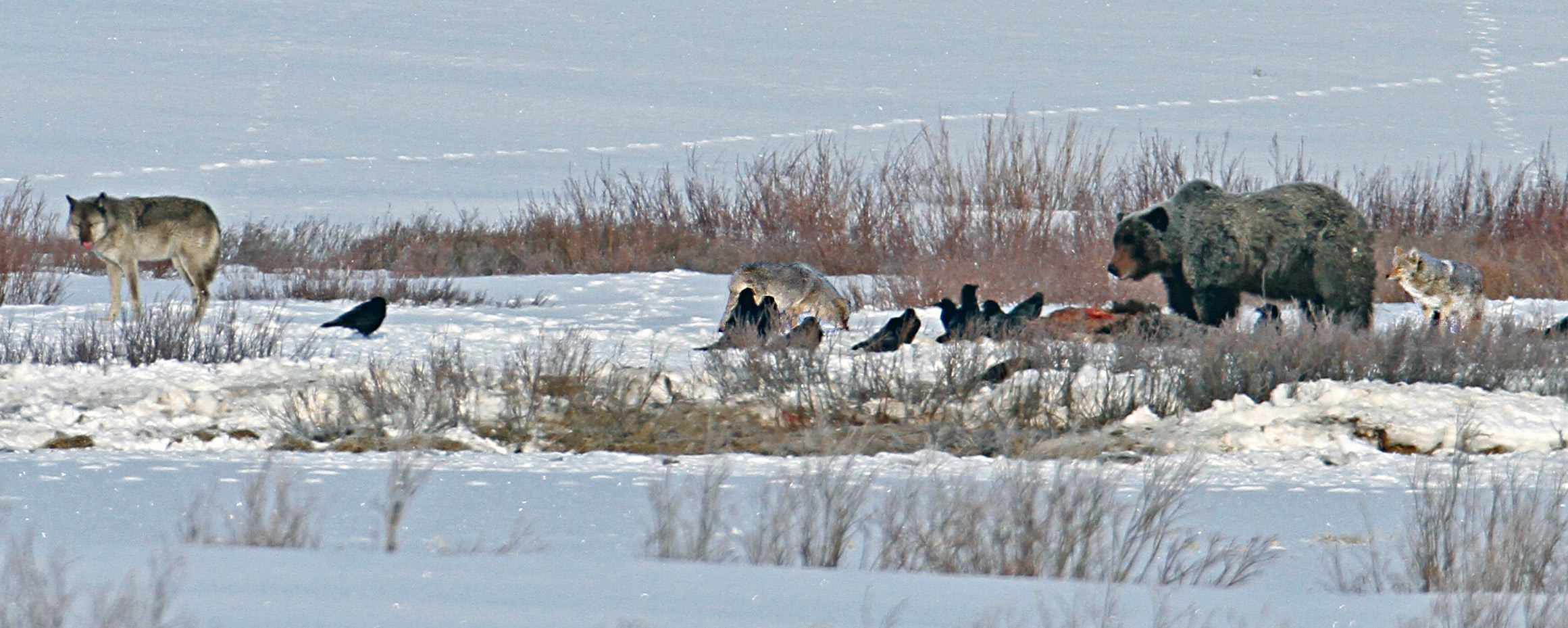
Wölfe, Rabenvögel und ein Grizzly konkurrieren im Yellowstone-Nationalpark um einen Kadaver

Die Menge an Biomasse, die Wölfe erbeuten und fressen, ist abhängig von verschiedenen Faktoren wie dem Alter, der Körpergröße und vor allem der Größe der Rudel. Dabei wurde in verschiedenen Studien festgestellt, dass größere Rudel zwar mehr Beutetiere töten als kleinere, die Menge an aufgenommenem Fleisch pro Wolf jedoch bei kleineren Rudeln größer ist. Im Yukon-Territorium in Nordkanada wurde bei kleinen Wolfsrudeln von zwei bis drei Wölfen Wapiti-Biomasse von 12,7 bzw. 17,2 Kilogramm, bei mittelgroßen Rudeln von vier bis sieben Wölfen 7,2 bzw. 7,6 Kilogramm und bei großen Rudeln mit mehr als sieben Wölfen 4,6 Kilogramm vom Beutetier pro Tag und Wolf verbraucht. Die Gründe für diese Unterschiede liegen zum einen in der interspezifischen Nahrungskonkurrenz mit anderen Raubtieren, besonders Aasfressern wie dem Kolkraben um die Reste der Beute, zum anderen in der intraspezifischen Nahrungskonkurrenz innerhalb des Wolfsrudels. Für kleinere Rudel sind die Verluste durch andere Nahrungskonkurrenten mit bis zu 75 Prozent der Beutemasse ungleich größer als für größere Rudel, die kaum Verluste erleiden, der Verbrauch setzt sich also aus der tatsächlichen Biomasseaufnahme der Wölfe und dem Verlust durch Aasfresser zusammen. Auf der Basis der Metabolismusrate, die den Energieumsatz pro Zeitspanne angibt, wurde für einen frei lebenden, 35 Kilogramm schweren Wolf ein täglicher Nahrungsbedarf von 2,8 Kilogramm errechnet. Nach anderen Untersuchungen erbeuten freilebende Wölfe täglich eine Beutemenge, die der Masse von 10 bis 21 Prozent ihres Körpergewichtes entspricht; bei einem mittleren Gewicht von etwa 40 Kilogramm also 4,0–8,4 Kilogramm pro Tag.

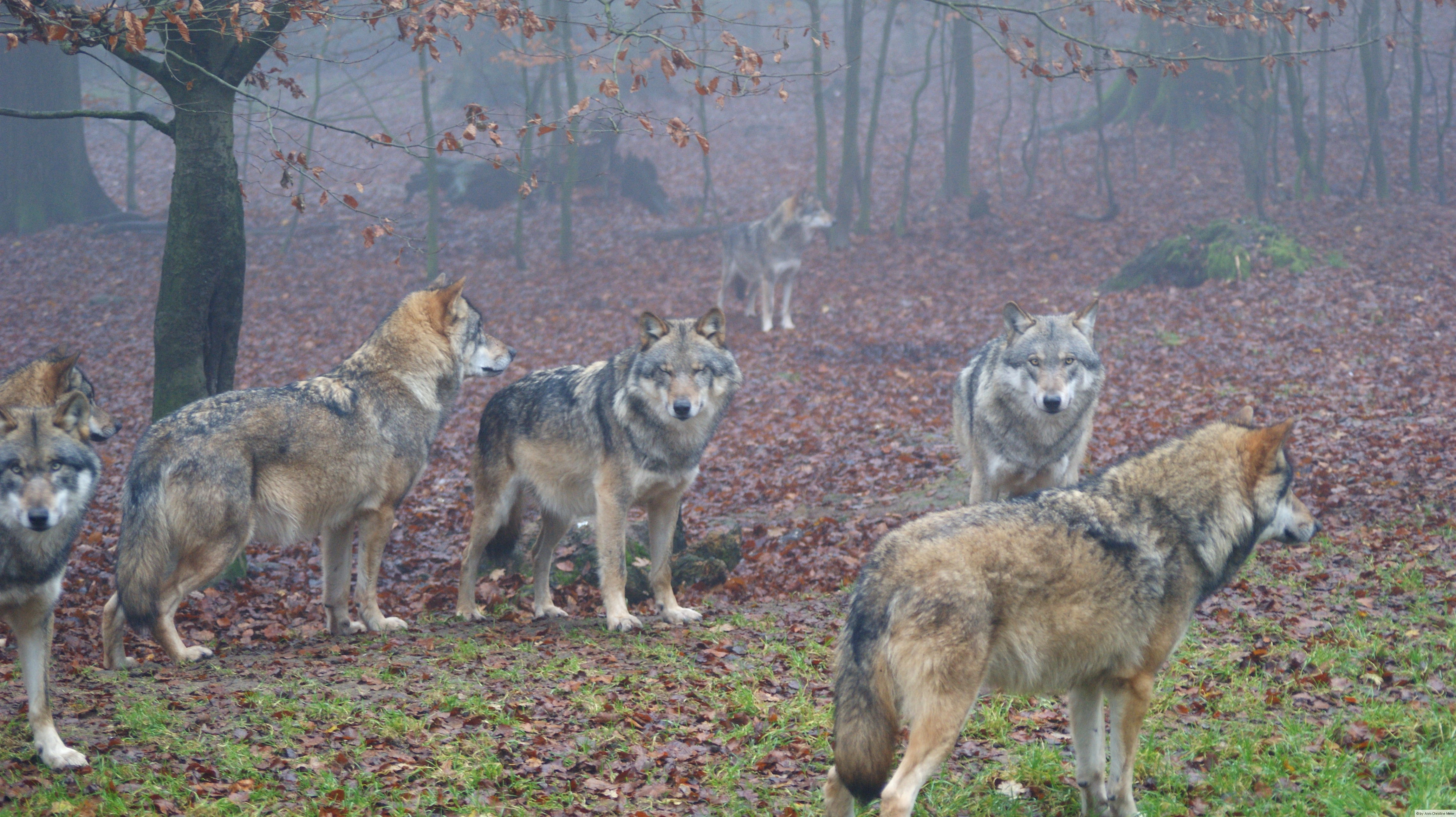
Die weißliche Farbe im Kopfbereich erleichtert einem bei Dunkelheit jagenden Rudel vermutlich, die Position von Artgenossen auszumachen (Wildpark Neuhaus, Naturpark Solling-Vogler, Niedersachsen)

Zumindest im Winter verbringen Wölfe durchschnittlich 28 bis 50 Prozent ihrer Zeit mit der Nahrungssuche. Wölfe finden Beutetiere meist direkt durch deren Geruch beziehungsweise durch die Verfolgung frischer Spuren; im offenen Gelände spielt auch der Gesichtssinn eine bedeutende Rolle. Rudelmitglieder bewegen sich meist hintereinander in gerader Linie durch ihr Revier, können jedoch in unübersichtlichem Gelände ausschwärmen, um leichter Beute aufzuspüren. Bei nächtlicher Beutejagd erleichtert die weißliche Färbung, die viele Wölfe im Schnauzenbereich aufweisen, möglicherweise die Lokalisation von Rudelmitgliedern. Wölfe versuchen sich den Beutetieren unbemerkt bis auf geringe Distanz zu nähern. Große Huftiere werden erst dann attackiert, wenn sie die Flucht ergreifen. Gelingt es den Wölfen nicht, ein gestelltes Tier zur Flucht zu bewegen, geben sie den Angriff manchmal bereits nach Minuten, manchmal aber erst nach Stunden auf. Ein fliehendes Tier dagegen wird selbst dann verfolgt, wenn die Wölfe soeben Beute gemacht haben und ein Huftier in der Nähe plötzlich die Flucht ergreift. Aus diesem Grund kommt es unter bestimmten Voraussetzungen zum Surpluskilling. Aus Herden großer Huftiere wählen Wölfe meist junge, schwache oder sehr alte Tiere aus, indem sie einige Zeit mit der Herde mitlaufen. Vor allem Haustiere, denen Schutzmechanismen gegen Raubtiere fehlen, können „im Überschuss“ erbeutet werden, ohne dass die Wölfe alle getöteten Tiere zu verwerten vermögen; bei frei lebender Beute tritt exzessives Beutemachen selten auf.
Ergreift ein Beutetier die Flucht, nimmt das Wolfsrudel die Verfolgung auf. David Mech schließt daraus, dass das Fluchtverhalten der Beutetiere den Angriff auslöst. Wölfe erreichen schnell Geschwindigkeiten von 56 bis 64 Kilometern pro Stunde, die sie mehrere Minuten halten können. Im Allgemeinen hetzen sie ein Tier über mehrere hundert Meter. Normalerweise brechen sie nach einem bis zwei Kilometern die Verfolgung ab, wenn sie das Tier nicht erreichen. Wölfe jagten Elche im Nationalpark „Isle Royal“ meist nicht länger als 800 Meter, gleichwohl wurde eine Verfolgungsjagd über 4,8 Kilometer beschrieben. Längere Hetzjagden über mehrere Kilometer sind seltene Ausnahmen. Manchmal versuchen Wölfe, für sie günstige Geländegegebenheiten zu nutzen, indem ein Teil des Rudels die Beute in Richtung anderer Rudelmitglieder treibt, die sich an einer geeigneten Stelle in Deckung aufhalten. Hinweise auf eine derartige Kooperation bei der Beutejagd, wie sie etwa bei Löwen üblich ist, sind jedoch selten. Im Winter versuchen Wölfe, Huftiere auf zugefrorene Seen oder Flüsse zu treiben, wo diese mit ihren glatten Hufen leicht ausrutschen. Auch bei hoher Schneedecke sind Wölfe gegenüber Huftieren oft im Vorteil, weil diese zumeist schwerer sind als die Wölfe und mit ihren Hufen leichter im Schnee einsinken, während Wölfe mit ihren breiten Pfoten über eine verharschte Schneeoberfläche laufen können.
Huftiere bis zur Größe eines weiblichen Rothirsches versuchen, durch Flucht zu entkommen. Große und wehrhafte Beutetiere wie Elche, Bisons, Moschusochsen oder auch Wildschweine stellen sich den Wölfen oft und verteidigen sich häufig erfolgreich. Andererseits sind auch einzelne Wölfe in der Lage, einen Elch oder Moschusochsen zu überwältigen. Elche flüchten bei Angriffen häufig ins Wasser; sie werden dann meist nicht weiter attackiert, weil sie aufgrund ihrer längeren Beine noch dort zu stehen vermögen, wo Wölfe bereits schwimmen müssen. Im bewaldeten Land kann ein Elch einen Wolf, der sich an seinem Hinterbein festgebissen hat, gegen einen Baumstamm schleudern und dabei erheblich verletzen. Große Tiere, wie Elche, werden durch Bisse in Hinterteil, Flanken, Rücken und Nase aufgehalten und zu Fall gebracht. Mech und Haber beobachteten vielfach, wie Wölfe Elche in die Nase bissen und den Biss selbst dann nicht lockerten, wenn der Elch den Wolf zur Seite schleuderte. Der Tod großer Beutetiere tritt durch großflächige Blutungen und massiven Stress ein, während kleinere Beutetiere durch Biss in die Kehle (Drosselbiss) oder in den Nacken getötet werden.
Die Wölfe öffnen, wenn das Beutetier liegt, meist zuerst die Bauchhöhle und entfernen und fressen zuerst die inneren Organe wie Lunge, Leber, Herz, Darm und Nieren; danach fressen sie das Muskelfleisch, vor allem die große Muskulatur der Beine. Am Riss kommt es häufig zu Auseinandersetzungen unter Rudelmitgliedern; in der Rangordnung unten stehende (jüngere) Wölfe müssen sich meist beim Fressen zunächst zurückhalten. Während der ersten Fressphase können große Wölfe bis zu zehn Kilogramm Fleisch fressen; danach lassen sie im Allgemeinen von der Beute ab und kommen über die nächsten Stunden immer mal wieder heran, um weitere Gewebeteile wie Haut und auch Knochenmark zu fressen. Das Opfer wird im Normalfall möglichst vollständig gefressen. Große Huftiere werden über mehrere Tage genutzt und bis auf große Knochen, die Wölfe nicht brechen können, das Fell und Teile des Darmtraktes und den Magen verwertet. In Gebieten mit größeren Wolfsrudeln und zahlreichen Aasfressern wie etwa dem Yellowstone National Park bleiben die Kadaver der Beutetiere meist weniger als 48 Stunden liegen, bis sie vollständig genutzt sind. Insbesondere Rabenvögeln gelingt es oft, einen Wolfsriss innerhalb von Minuten aufzuspüren, weil sie sich bevorzugt in der Nähe von Wölfen aufhalten und untereinander mit Rufen kommunizieren.
Übrig gebliebene Beuteanteile, auch ganze Tiere, werden häufig versteckt. Beispielsweise wird ein gerissenes Karibukalb mit Schnee bedeckt, oder es werden bereits verschlungene Fleischstücke hervorgewürgt und in einer selbst gescharrten Mulde deponiert, die dann mit der Schnauze zugeschoben wird. Einzelne Wölfe können nach der Erbeutung eines großen Tieres mehrere Depots anlegen. Das Anlegen von Depots ist vor allem für einzeln jagende Wölfe und kleine Wolfsgruppen von Bedeutung. Wolfsdepots werden häufig von anderen Aasfressern wie Füchsen oder Bären geplündert.
Wölfe, die in Gefangenschaft aufgezogen wurden, ohne den Beuteerwerb trainieren zu können, und freigelassen wurden, konnten selbständig Beute machen und überlebten im Freiland. Wölfe sind zumeist nur zur Thermoregulation, vor allem also in warmen Gebieten, darauf angewiesen, Wasser zu trinken; dennoch trinken sie, wenn sie die Möglichkeit dazu haben, weil sie so Beuteteile mit geringem Wassergehalt wie Haut und Knochen leichter verdauen können. Im Winter kommen Wölfe ohne Wasser aus, fressen aber gelegentlich Schnee, wenn sie nach einer Beutejagd überhitzt sind. Säugende Wölfinnen müssen wahrscheinlich regelmäßig trinken; Wurfhöhlen dürfen deshalb vermutlich nicht weit von einer Trinkquelle entfernt sein.

### Ökologische Funktion

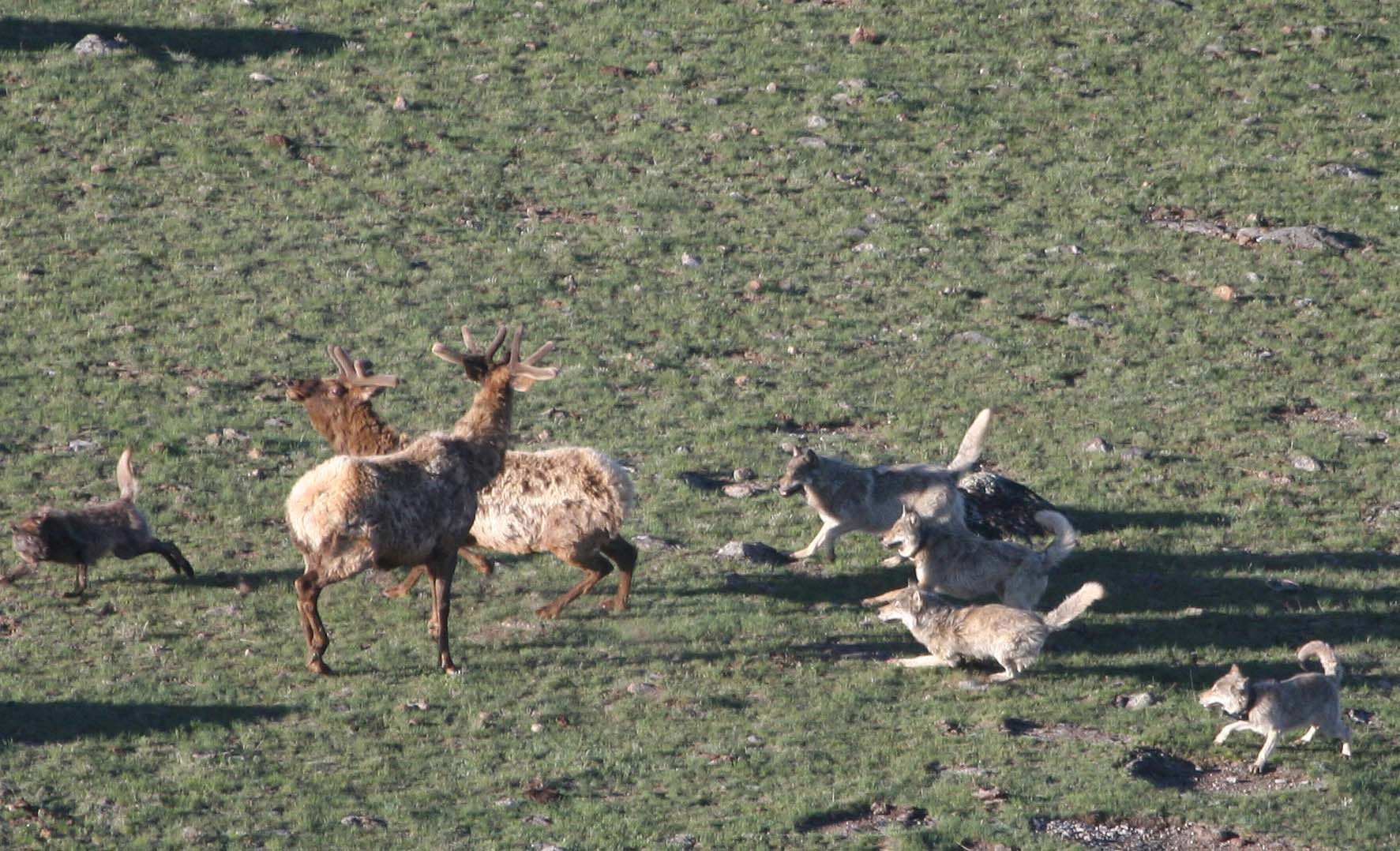
Ein Wolfsrudel greift Wapitis an

Der Wolf wird von vielen Autoren als Schlüsselspezies innerhalb eines Biotops betrachtet wegen des Einflusses auf die Populationen seiner Beutetiere (Populationsdynamik). Nach Untersuchungen zur Prädation von Wapitis im Yellowstone-Nationalpark erbeuten die Wölfe neben den bevorzugten Jungtieren auch ältere weibliche Individuen, von denen manche altersbedingte Krankheiten aufweisen. Das Erbeuten altersschwacher Tiere aus einer lokalen Population verringert die intraspezifische Konkurrenz um Nahrungspflanzen zugunsten der jüngeren Tiere. Die von den Wölfen nach dem Fressen liegen gelassenen Kadaverreste bieten zahlreichen Aasfressern eine breitere Nahrungsgrundlage. Im Yellowstone-Nationalpark sind rund ein Dutzend Tierarten Nachnutzer, unter anderem Bären, Adler und Rabenvögel. Die Anwesenheit von Wolfsrudeln verringert die Prädation durch andere Beutegreifer, sowohl bei wildlebenden Huftieren, als auch bei Weidetieren, denn sie beeinflusst die Populationen anderer Raubtiere mitunter negativ. Sie kann damit auf dem unterhalb liegenden Trophieniveau kleinere Arten begünstigen, so unter anderem durch die Trophische Kaskade vom Wolf zum Kojoten und Rotfuchs und deren Beutetieren in Nordamerika. Die Regulierung der Pflanzenfresser als Konsumenten erster Ordnung wirkt sich günstig auf die Vegetation aus, unter anderem auf die Naturverjüngung in Waldbeständen. Hiervon profitieren andere Tierarten.
Die Stellung des Wolfs als Schlüsselart wird häufig auch kontrovers gesehen. In Bezug auf die Vegetationsentwicklung und ökologische Wechselwirkungen gibt es differenzierte Untersuchungen einiger Autoren, die zeigen, dass sich weitere ökologische Faktoren günstig oder beeinträchtigend auf die Bestände der Nahrungspflanzen der Beutetiere auswirken. In den heutigen Biozönosen fehlen die meisten der früheren Nahrungskonkurrenten und Fressfeinde des Wolfs wie Höhlenlöwe, Säbelzahnkatze, Aenocyon dirus und Kurznasenbär, die in der pleistozänen Megafauna noch vorhanden waren und die ihrerseits für die Regulierung der Populationsdichte der Wölfe sorgten. Valerius Geist beschreibt, dass in Landstrichen Sibiriens und Nordamerikas, in denen gar keine Menschen leben, die mit den Raubtieren in Konflikt kommen, infolge der Prädation durch unbegrenzt anwachsende Wolfsbestände artenarme biologische Wüsten entstanden seien. Nach seiner Meinung kann der menschliche Jäger als Spitzenprädator die ökologische Nische des Wolfs ebenso besetzen. Er kann demnach auch die damalige Funktion der heute ausgestorbenen Großprädatoren erfüllen, um eine Dezimierung der Beutetiere der Wölfe als Nahrungsressourcen zu verhindern und so den Artenreichtum langfristig erhalten.
Außerdem ist zu differenzieren zwischen der ökologischen Wirkung von Wölfen in naturnahen Landschaften und in den stark vom Menschen modifizierten Ökosystemen der Kulturlandschaften. In einer Habitatmodellierung stellen die Autoren fest, „dass Wölfe auch reine Agrarlandschaften besiedeln können.“ Hier ergeben sich andere trophische Effekte und ein größeres Potenzial für verhaltensvermittelte trophische Kaskaden, zum Beispiel durch Ausweichen der beunruhigten wildlebenden Huftiere, die teilweise in Siedlungsnähe Zuflucht suchen. (siehe auch Verhaltensänderungen). L. David Mech schrieb 2010, dass die in Nationalparks beobachteten Kaskadeneffekte durch den Wolf für einen Großteil seines Verbreitungsgebietes nur geringe Relevanz hätten, da außerhalb der Schutzgebiete der anthropogene Einfluss auf die Raubtierart, ihre Beute, die Vegetation und andere Teile des Nahrungsnetzes überwiegen.

### Fortpflanzung

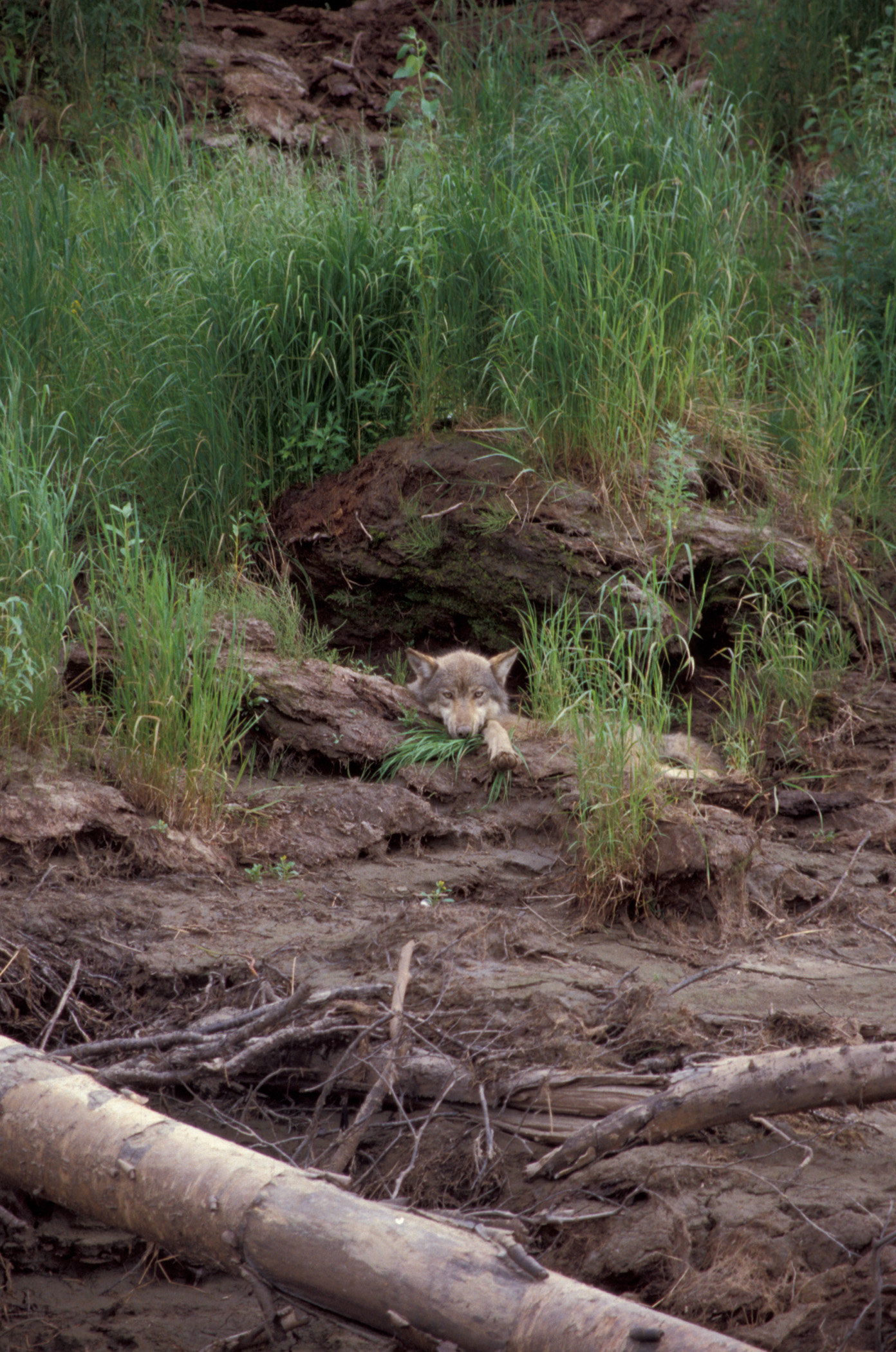
Ein Wolf ruht vor seinem Bau

Wölfe werden in der Wildnis zumeist mit zwei Jahren geschlechtsreif, gefangen gehaltene Wölfe manchmal bereits mit neun bis zehn Monaten, Haushunde mit sieben bis elf Monaten. Manche freilebenden Wölfe sind allerdings erst mit vier oder fünf Jahren fortpflanzungsfähig. In Mitteleuropa fällt die Paarungszeit in den Spätwinter und das zeitige Frühjahr von Ende Januar bis Anfang März. Die Wölfinnen sind dann fünf bis sieben Tage empfängnisbereit. Wie bei vielen Caniden wird die Paarung durch das sogenannte „Hängen“ abgeschlossen, wobei der angeschwollene Penis noch bis zu eine halbe Stunde lang in der Vagina festgehalten wird. Inzucht ist bei freilebenden Wölfen selten und kommt vor allem dort vor, wo alle Wölfe nahe miteinander verwandt sind, beispielsweise auf der 535 Quadratkilometer großen Isle Royale im Oberen See.
Die Tragzeit beträgt neun Wochen. Vor der Geburt der Jungen wird zumeist eine Erdhöhle gegraben oder von anderen Säugern wie Füchsen übernommen und vergrößert. Sowohl das Elternpaar als auch die vorjährigen Jungwölfe beteiligen sich an den Grabarbeiten. Die Höhlen haben einen oder mehrere Eingänge. Als Wurfbaue dienen auch hohle Baumstämme, Felshöhlen und in den Boden gescharrte Gruben. Im Allgemeinen befinden sich die Baue in Wassernähe und in deutlichem Abstand von den Reviergrenzen. Etwa einen Monat vor der Geburt verlassen manche tragenden Weibchen die Höhlenumgebung meist nicht mehr und werden dann von Rudelmitgliedern versorgt.

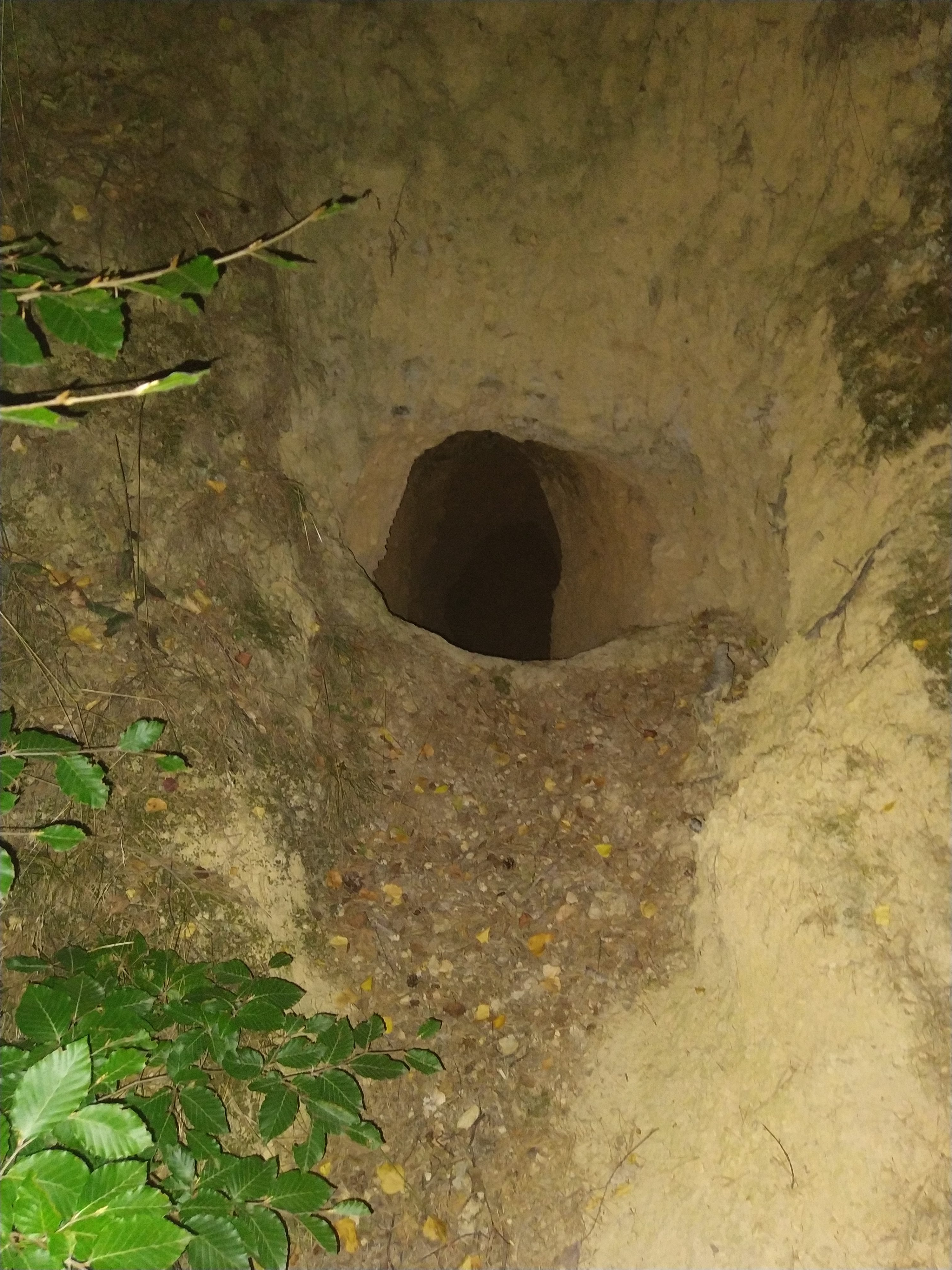
Wolfshöhle bei Rosbach vor der Höhe

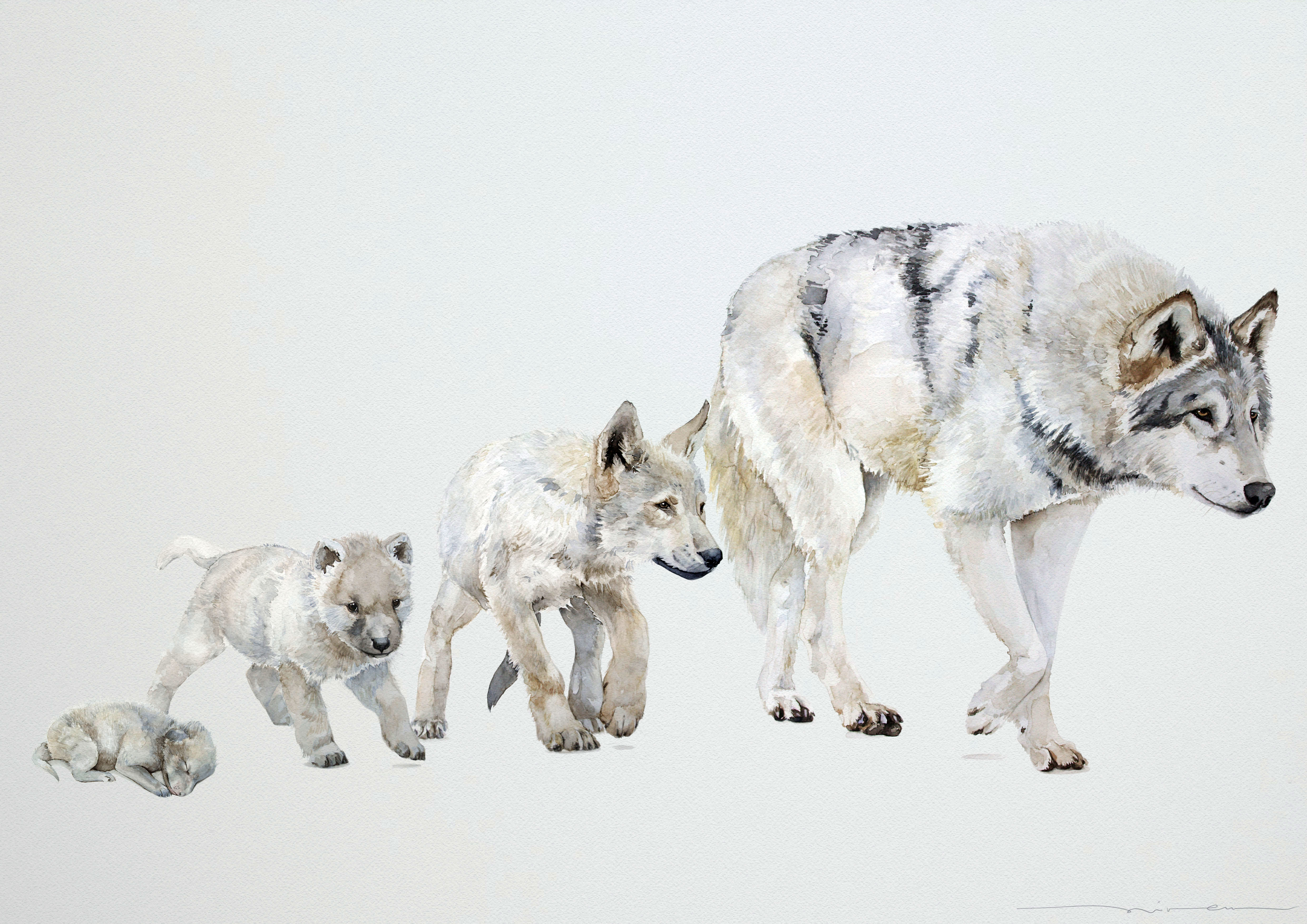
Altersstadien von Wölfen der Unterart Mackenzie-Wolf (Canis lupus occidentalis): neugeboren; drei Wochen alt; zwei Monate alt; ausgewachsen mit einem Jahr

Die Jungen werden im Bau geboren. Ein Wurf besteht aus ein bis elf, meist vier bis sechs Welpen. Die neugeborenen, noch blinden und tauben Welpen wiegen 300 bis 500 Gramm und haben ein feines, dunkles Fell. Die Augen öffnen sich nach 11 bis 15 Tagen, die Welpen können nun auch laufen, knurren sowie kauen. Auch die ersten Zähne sind erkennbar. Etwa um den 20. Tag beginnen die Jungen, Laute wahrzunehmen, verlassen erstmals die Höhle und spielen mit Geschwistern und älteren Familienmitgliedern. Ab etwa diesem Alter können die Welpen auch feste Nahrung zu sich nehmen, sie werden jedoch noch bis zum Alter von sechs bis neun Wochen gesäugt. Die mit Nahrung zurückkehrenden Rudelmitglieder werden von den Welpen am Maul beschnuppert und deren Schnauze wird mit der eigenen Schnauze umklammert, woraufhin sie Nahrung auswürgen. In ihren ersten acht Lebenswochen trägt die Wölfin die Welpen manchmal in einen anderen Bau. Von der 16. bis 20. Lebenswoche findet der Zahnwechsel statt. Nach etwa einem Jahr ist das Skelett in der Größe ausgewachsen.

### Lebenserwartung und Sterblichkeit

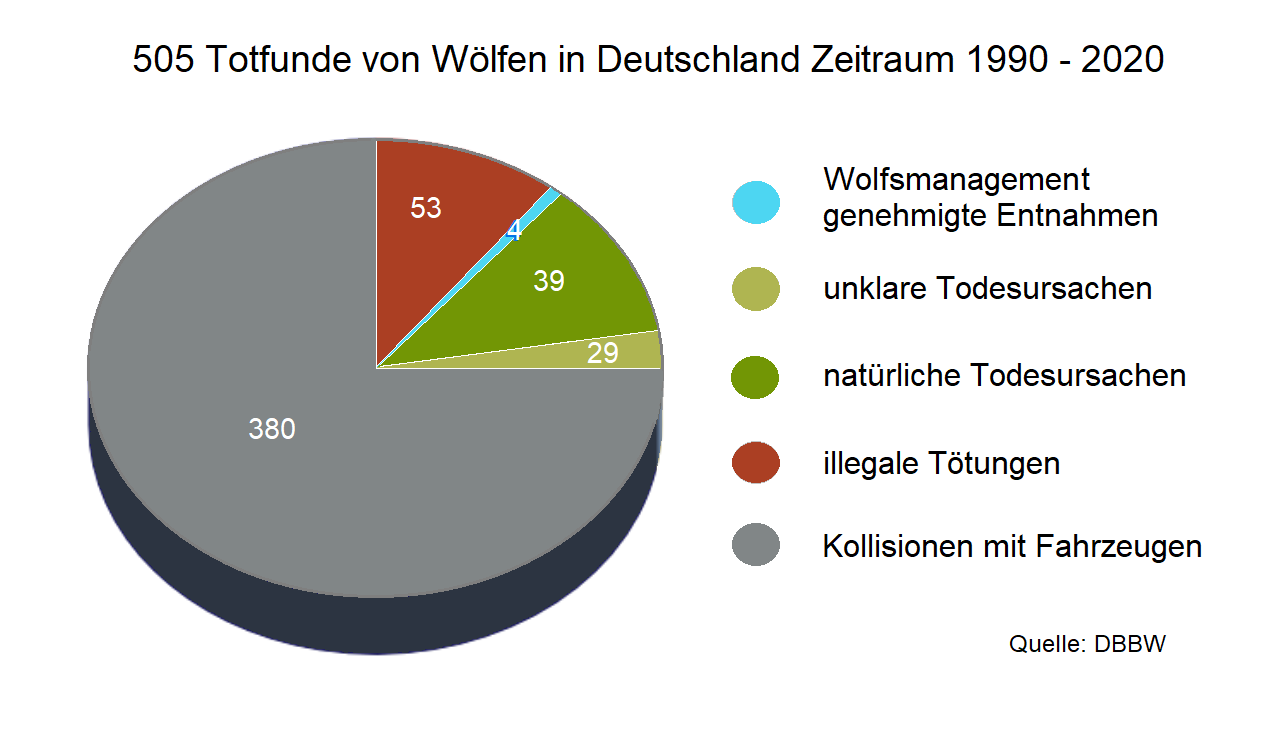
Totfunde und Todesursachen

Frei lebende Wölfe können Höchstlebensalter von 10 bis 13 Jahren erreichen, dies ergaben langjährige Untersuchungen in Minnesota. In Gefangenschaft können Wölfe 16 bis 17 Jahre alt werden. Die Mortalität ist hoch, vor allem in den ersten Lebensmonaten und in den ersten zwei Lebensjahren. Die zahlenmäßig bedeutendsten natürlichen Sterblichkeitsfaktoren sind Verletzungen durch Kämpfe mit rudelfremden Wölfen und Verhungern. Daneben spielen Krankheiten wie Tollwut, Hundestaupe, Parvovirose, Räude und Borreliose eine Rolle. In Ländern mit einem dichten Verkehrsnetz sind Kollisionen mit Fahrzeugen eine häufige Todesursache. In Ländern ohne gesetzlichen strengen Schutz, werden Wölfe legal bejagt, ohne dass die Populationen dadurch gefährdet werden. In Fällen von Wilderei werden Wölfe vergiftet, mit Tellereisen oder Schlingen gefangen und geschossen.
Wolfswelpen werden gelegentlich gezielt von Luchsen getötet. Ein ähnliches Verhalten wurde für größere Paarhufer dokumentiert.

## Systematik

### Externe Systematik
Anlässlich ihrer Vorstellung der Genomsequenz des Haushundes veröffentlichten Lindblad-Toh et al. 2005 auf der Basis molekularbiologischer Daten eine phylogenetische Analyse der Hunde (Canidae). Sie stellten dem Wolf (einschließlich Haushund) den Kojoten als Schwesterart gegenüber. Diesem aus Wolf und Kojote bestehenden Taxon ordneten sie den Goldschakal (Canis aureus) als Schwesterart zu. In dieser Forschungsarbeit wurde die Monophylie der Wolfs- und Schakalartigen (Gattung Canis) angezweifelt, da der Streifenschakal (Canis adustus) und der Schabrackenschakal (Canis mesomelas) als Schwesterarten gelten und allen anderen Vertretern der Gattung sowie zusätzlich dem Rothund (Cuon alpinus) und dem Afrikanischen Wildhund (Lycaon pictus) gegenübergestellt werden. Rothund und Afrikanischer Wildhund müssten in die Gattung Canis aufgenommen werden, damit sie als monophyletische Gattung Bestand hat, also eine geschlossene Abstammungsgemeinschaft repräsentiert. Der Rotwolf (Canis rufus) wurde nicht in dieser Arbeit einbezogen.
Weitere DNA-Analysen ergaben 2011, dass sich die ehemals als ägyptische Unterart des Goldschakals (Canis aureus lupaster bzw. jetzt Canis anthus lupaster) eingestuften Tiere genetisch stark von anderen Goldschakalen unterscheiden. Diese ägyptischen Caniden, deren Ähnlichkeit zu Indischen Wölfen (Canis lupus pallipes) bereits im 19. Jahrhundert von Zoologen bemerkt wurde, fallen genetisch in die engere Verwandtschaft der Wölfe. Sie sind auch deutlich größer und langbeiniger als eurasische Goldschakale. Neben den ägyptischen Tieren wurden Vertreter dieser Form auch im Hochland von Äthiopien 2500 Kilometer südöstlich nachgewiesen. Im Jahr 2015 wurden schließlich alle zuvor als afrikanische Goldschakale eingeordneten Caniden als Afrikanischer Goldwolf (Canis anthus) und damit als neue Art beschrieben und in die direkte Verwandtschaft des Wolfes und des Kojoten gestellt. Demzufolge gehören nur die eurasischen Vertreter der ehemals als Goldschakale eingeordneten Tiere der Spezies Goldschakal an.

### Interne Systematik
Die Gliederung der Spezies Wolf in Unterarten ist umstritten; auch bei Einbeziehung genetischer Merkmale (mit Hilfe der Mitochondrial DNA Method) sind die Ergebnisse nicht eindeutig. Dies hängt unter anderem damit zusammen, dass Wölfe regelmäßig weite Wanderungen unternehmen, die eine Durchmischung der Genpools zur Folge haben. Dennoch hat man sich weitgehend auf eine Einteilung in elf lebende und zwei ausgestorbene Unterarten geeinigt. Der Haushund (Canis lupus familiaris) sowie der australische Dingo (Canis lupus dingo) und der diesen zugeschlagene Neuguinea-Dingo sind durch Domestizierung entstandene Unterarten des Wolfs.
Eine frühere Einteilung der Unterarten wird hier nicht mehr berücksichtigt; folgende freilebende Unterarten werden nach aktuellem Stand anerkannt:
| Unterart               | Taxon              | Verbreitungsgebiet | Beschreibung | Status | Bildbeispiel  |
| ---------------------- | ------------------ | --- | --- | --- | ------------- |
| Great Plains Wolf      | C. l. nubilus      | südliche Rocky Mountains, Mittlerer Westen, Ost- und Nordostkanada, südwestlichstes Kanada und Südost-Alaska                                    | mittelgroß, meist grau, schwarz, gelbbraun oder rötlich                                                              | Dieser Wolf, der auch „Buffalo Wolf“ genannt wird, war Mitte 1960 Jahre fast überall ausgerottet. Seit 1974 ist er geschützt, so dass sich der Bestand wieder stabilisiert hat. |               |
| Dingo                  | C. l. dingo        | Australien | entwickelt aus verwilderten Haushunden                                                                               | |               |
| Eurasischer Wolf       | C. l. lupus        | Europa, Russland, China, Mongolei, Himalaya | durchschnittlich groß, gewöhnlich kurzes, graubraunes Fell; die am weitesten verbreitete Unterart Europas und Asiens | geschätzte Zahl 100.000; in einigen Gebieten legal bejagt, in anderen geschützt, stabil                                                                                         |               |
| Indischer Wolf         | C. l. pallipes     | Iran, Afghanistan, Pakistan, Indien | sehr kleine Unterart, typischerweise gelbbraun, sandfarben oder rötlich mit sehr kurzem, dichten Fell                | als Schädling verfolgt, stark gefährdet, rückläufig. Stellt möglicherweise eine eigenständige Art dar.                                                                          |               |
| Kaspischer Wolf        | C. l. cubanensis   | zwischen Schwarzem und Kaspischem Meer | relativ klein | als Schädling verfolgt, stark gefährdet, rückläufig |               |
| Mackenzie-Wolf         | C. l. occidentalis | Alaska, nördliche Rocky Mountains, West- und Zentralkanada; diese Unterart wurde 1995 im Yellowstone-Nationalpark und in Idaho wiedereingeführt | sehr groß, meist schwarz oder ein gemischtes Grau oder Braun, allerdings ist das gesamte Farbspektrum vertreten      | legal in Alaska, Idaho, Wyoming und Montana sowie Teilen Kanadas bejagt, sonst geschützt, stabil                                                                                |               |
| Mexikanischer Wolf     | C. l. baileyi      | Zentral-Mexiko, West-Texas, südliches Neu-Mexiko und Arizona                                                                                    | kleinere Unterart, meist gelbbraun oder rostfarben; seit 1998 in Arizona wieder eingeführt                           | die Zahl der wildlebenden Tiere beträgt 35–50; vom Aussterben bedroht und geschützt                                                                                             |               |
| Polarwolf              | C. l. arctos       | kanadische Arktis, Grönland | mittelgroß, weiß oder cremeweiß mit langem Fell                                                                      | legal bejagt, stabil |               |
| Russischer Wolf        | C. l. communis     | Zentral-Russland | sehr groß | legal bejagt; stabil oder rückläufig |               |
| Timberwolf             | C. l. lycaon       | Südostkanada, östliche USA | größere Unterart, sehr variable Fellfarbe von weiß bis schwarz, meist jedoch braun                                   | in Teilen Kanadas legal bejagt, gefährdet | Timberwolf    |
| Tundrawolf             | C. l. albus        | nördliches Russland, Sibirien | relativ groß, typischerweise cremeweiß oder grau                                                                     | legal bejagt, stabil |               |
| Ausgestorbene Unterart | Taxon              | ehemaliges Verbreitungsgebiet | Beschreibung | Status | Bildbeispiel  |
| Hokkaidō-Wolf          | C. l. hattai       | Insel Hokkaido | eine kleinere Unterart                                                                                               | die letzten Exemplare dieser Unterart starben 1889 aufgrund einer Vergiftungskampagne durch japanische Bauern.                                                                  | Hokkaidō-Wolf |
| Honshū-Wolf            | C. l. hodophilax   | japanische Inseln Honshu, Shikoku und Kyushu | kleinste bekannte Unterart des Wolfes                                                                                | der letzte Wolf starb 1905 in der Präfektur Nara | Honshū-Wolf   |
| Sizilianischer Wolf    | C. l. cristaldii   | Sizilien | kleiner und heller gefärbt                                                                                           | bejagt und zwischen 1928 und 1970 ausgerottet |               |

Zwei weitere Unterarten, die in Japan heimisch waren, sind ausgestorben: der Hokkaidō-Wolf (C. l. hattai) von der Insel Hokkaido, eine kleinere Unterart, die 1889 aufgrund von Nachstellungen mit Gift ausgerottet wurde, sowie der Honshū-Wolf (C. l. hodophilax) von den japanischen Inseln Honshu, Shikoku und Kyushu. Dabei handelte es sich um die kleinste bekannte Unterart; sie ist 1905 durch Tollwut und menschliche Nachstellung ausgestorben. Eine weitere ausgestorbene Unterart wurde im Jahr 2018 von Sizilien beschrieben: Canis lupus cristaldii, die wahrscheinlich in den 1940er, möglicherweise aber auch erst in den 1970er Jahren verschwand. Die Form ist kleiner und heller gefärbt als die nahen Verwandten der Italienischen Halbinsel.

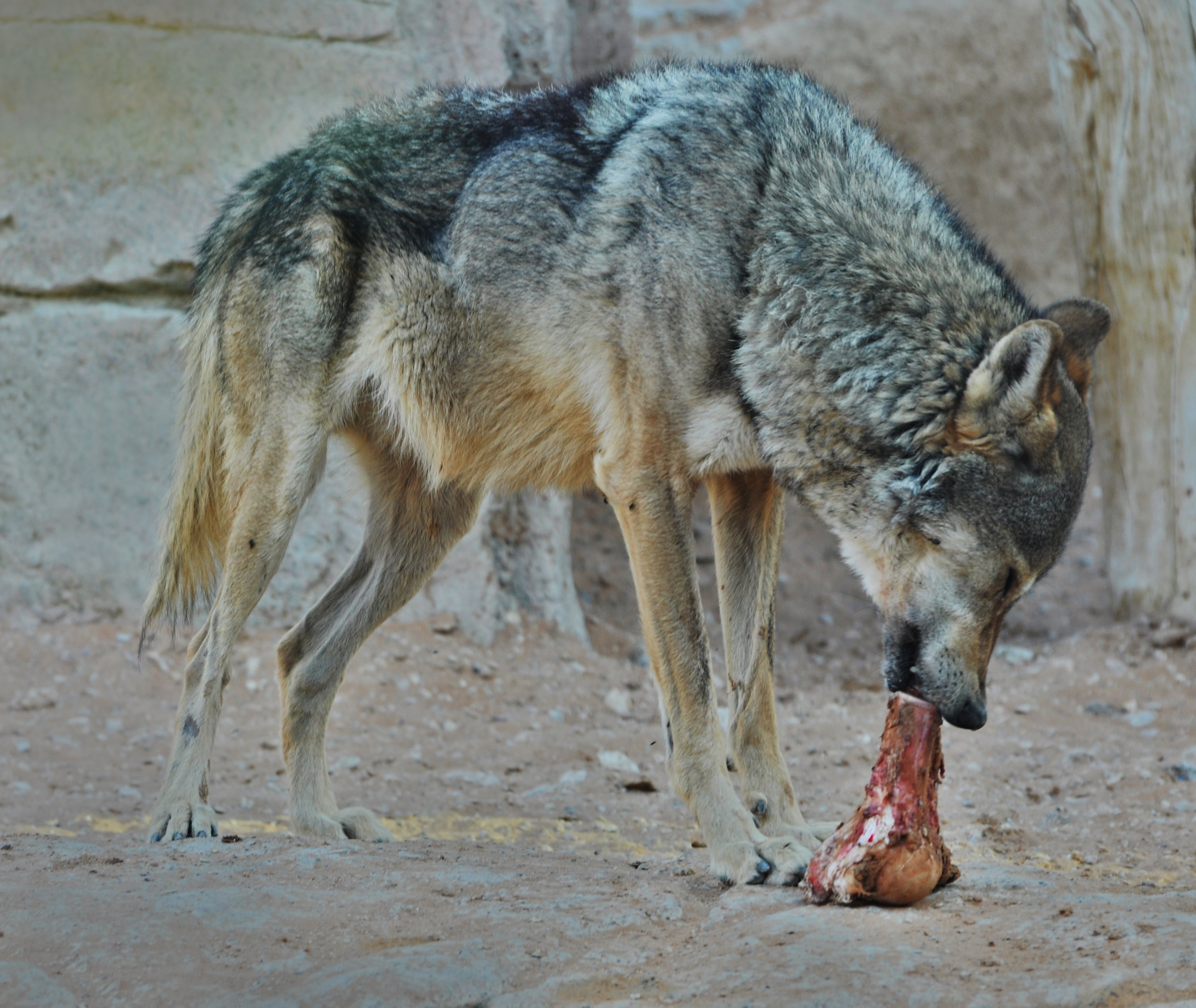
Arabischer Wolf (ehemals Canis lupus arabs)

Neben diesen Unterarten wurden in der Vergangenheit zahlreiche weitere Unterarten beschrieben und teilweise anerkannt. Dies betrifft in Asien etwa den Himalaya-Wolf (C. l. himalayensis) des Tibetischen Hochlands, den Tibetischen Wolf (ehemals C. l. chanco) aus dem Gebiet zwischen Transkaspien und dem Fernen Osten sowie den Arabischen Wolf (ehemals C. l. arabs) in Saudi-Arabien, Jemen und Oman. Ersterer könnte laut genetischen Untersuchungen aus dem Jahr 2017 eine eigenständige taxonomische Einheit bilden, wobei ein Unterart- oder ein Artstatus in Diskussion ist. In Europa wurden der Iberische Wolf (ehemals C. l. signatus) in Spanien und Nordportugal und der Italienische Wolf (ehemals C. l. italicus) auf der Italienischen Halbinsel als eigene Unterarten betrachtet. Beim Italienischen Wolf sprechen laut genetischen Untersuchungen aus dem Jahr 2017 zwei nur in der dortigen Population vorkommende Haplotypen dafür, dass es sich möglicherweise doch um eine abgetrennte Unterart handelt. Dagegen wird die Eigenständigkeit des Kaspischen Wolfs in Frage gestellt, da er nach anderen genetischen Studien mehrere Haplotypen mit den Wölfen Westasiens und Osteuropas teilt und so einem beständigen Genfluss ausgesetzt ist.

## Stammesgeschichte

### Ursprung und Entwicklung
Die Gattung Canis ist wenigstens seit dem Oberen Miozän belegt, die ältesten Funde bisher kamen im südlichen Nordamerika zu Tage. Ältere aus Europa berichtete Fossilreste, etwa aus Spanien, mit einem Alter von 8 bis 7 Millionen Jahren werden gelegentlich zu Canis gestellt, gehören aber höchstwahrscheinlich einer anderen Gattung an. Von Nordamerika aus erreichte Canis Eurasien, wo die Gattung seit dem Pliozän vor rund 3,4 Millionen Jahren nachgewiesen ist. Der Ursprung des heutigen Wolfes ist nicht eindeutig geklärt. Zahlreiche Wissenschaftler bevorzugen eine Herleitung von Canis mosbachensis. Der „Mosbacher Wolf“, benannt nach den fossilreichen Mosbacher Sanden, repräsentiert eine mittelgroße Form der Gattung Canis und trat in einem Zeitraum von vor 1,5 Millionen bis etwa 400.000 Jahren auf, was dem Unter- und Mittelpleistozän entspricht. In die unmittelbare nähere Verwandtschaft gehört wahrscheinlich auch Canis borjgali, eine gleichfalls mittelgroße Form aus der bedeutenden unterpleistozänen Fundstelle Dmanissi in Georgien, die zahlreiche Ähnlichkeiten zu Canis mosbachensis aufweist.

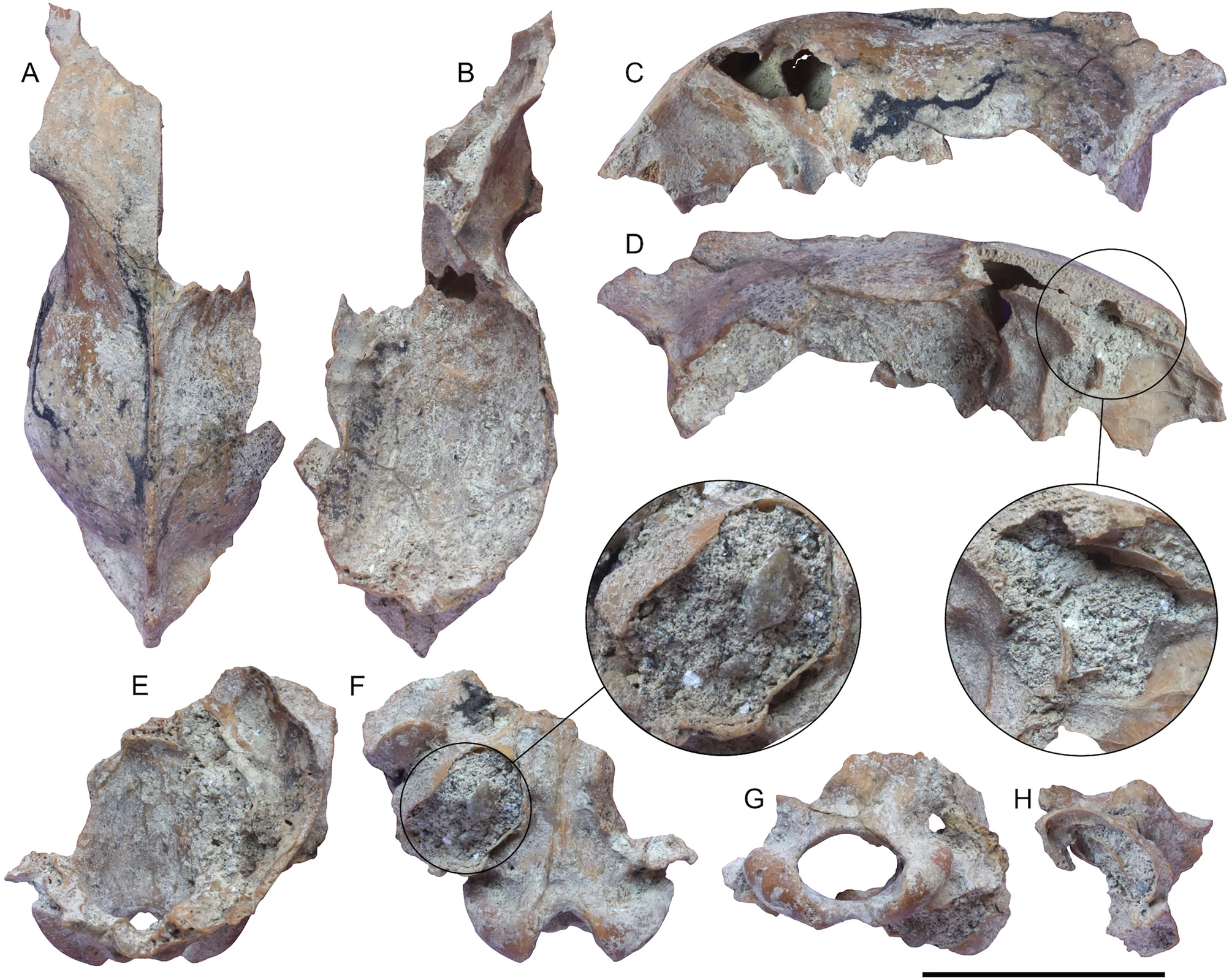
Schädelfragmente von Ponte Galeria in Rom als einer der ältesten Nachweise des Wolfes in Europa

Der früheste Nachweis des heutigen Wolfes datiert in das ausgehende Unterpleistozän. Unter anderem kam ein Zahn am Old Crow River im kanadischen Territorium Yukon zu Tage, der Cripple Creek Sump bei Fairbanks im US-Bundesstaat Alaska hingegen erbrachte zahlreiches Gebissmaterial und Teile des Körperskeletts. Absolutchronologisch sind beide Fundstellen rund eine Million Jahre alt. Es wird aufgrund dieser frühen Funde im Hohen Norden Nordamerikas angenommen, dass sich der Wolf im Bereich der Beringia herausbildete. Von dort aus erreichte er dann das westliche Eurasien, wo er spätestens vor rund 400.000 Jahren eintraf. Darauf verweisen Funde aus der Höhle Lunel-Viel in Frankreich. Nahezu zeitgleich ist der Wolf auch auf der Apenninhalbinsel nachgewiesen, so in Ponte Galeria in Rom und La Polledrara di Cecanibbio. Diese frühen Vertreter waren im Vergleich zum heutigen Wolf eher kleine Tiere, in der Regel werden sie der Unterart C. l. lunellensis zugewiesen. In der Folgezeit tritt der Wolf europaweit regelmäßig an paläontologischen und archäologischen Fundstellen auf, beispielhaft genannt seien hier als mitteleuropäische Lokalitäten Bilzingsleben in Thüringen, Schöningen in Niedersachsen oder das Geiseltal in Sachsen-Anhalt. In der Regel handelt es sich um Einzelfunde. Als ökologisch anpassungsfähige Art war der Wolf aber sowohl in den Warmzeit- als auch in den Kaltzeitfaunen präsent. Eine merkliche Größenzunahme des Wolfes lässt sich erst zum Ende des Mittelpleistozäns feststellen. Dies gipfelt in der letzten Kaltzeit in der großen Unterart C. l. maximus. Aus dieser Phase sind auch einige selten überlieferte Spurenfossilien erhalten, so aus den Niederterrassen-Ablagerungen der Emscher bei Bottrop. Ein Fährte eines Wolfes bestehend aus 14 einzelnen Trittsiegeln von jeweils rund 9 bis 10 Zentimetern Länge und 6 bis 8 Zentimetern Breite lässt auf ein Tier schließen, das mit einer Geschwindigkeit von rund 5,8 Kilometern pro Stunde die Landschaft querte.
Im Gegensatz zu dem sehr frühen Auftreten des Wolfes im nördlichsten Teil von Nordamerika, erreicht die Art die zentralen und südlichen Bereiche des Kontinentes erst im Verlauf der letzten Kaltzeit, ähnlich wie einige ihrer Beutetiere. Molekulargenetische Untersuchungen an Fossilien von Wölfen aus Sibirien mit Altersdaten von über 50.000 bis um 14.000 Jahren vor heute ergaben ein variables Verwandtschaftsverhältnis. So zeigen die ältesten analysierten Wolfsfunde der Region keine Bindung zu einer der heutigen Linien und stellen eigenständige Entwicklungen dar. Zu dieser Gruppe gehört auch ein mumifizierter Kadaver eines Welpen aus dem Permafrostgebiet bei Dawson City im kanadischen Yukon-Territorium, der den Spitznamen „Zhùr“ erhielt und rund 57.000 Jahre alt ist. Einige Fossilreste mit Alterswerten um 35.000 bis 32.000 Jahren vor heute stehen hingegen dem Eurasischen Wolf (C. l. lupus) nahe, während die jüngsten untersuchten Funde enger an die heutigen nordamerikanischen Wölfe anschließen. Die Befunde zeigen auf, dass die damals nordasiatischen Wölfe trotz teils übereinstimmender Morphologie keine in sich geschlossene Gruppe bildeten.

### Funde mumifizierter Kadaver
Bei dem bereits erwähnten Fund von „Zhùr“ handelt es sich um ein knapp 42 cm langes und rund 670 g schweres weibliches Jungtier, das im Alter von rund sechs Wochen durch den Einbruch seines Baus starb. Der Kadaver wurde im Jahr 2016 an einem kleinen Nebenarm des Last Chance Creek im Klondike-Gebiet des Yukon-Territoriums entdeckt. In der Sprache der lokalen Tr’ondek Hwech’in bedeutet „Zhùr“ soviel wie „Wolf“. Mehrere weitere Eismumien wurden in Jakutien (Nordasien) gefunden. Von Bedeutung sind zwei gut 14.000 Jahre alte Welpen aus Sjalach nordöstlich der Ortschaft Tumat im Gebiet Ust-Janski. Nach dem Ort werden sie als „Tumat 1“ und „Tumat 2“ bezeichnet. Sie kamen im Jahr 2011 beziehungsweise 2015 zum Vorschein. Beide Individuen sind weitgehend intakt mit Körperlängen von 55 sowie 48 cm und jeweils einem 15 cm langen Schwanz. Sie sind beide weiblichen Geschlechts, laut genetischen Analysen stellen sie Wurfgeschwister dar. Im Vergleich mit rezenten Wölfen verstarben beide im Alter von sieben bis neun Wochen. Offensichtlich befanden sich die Jungtiere zu dem Zeitpunkt in der Entwöhnungsphase. Zu ihrer letzten Mahlzeit gehörten Reste eines Wollnashorns. Aus der Region von Belaja Gora stammt ein rund 18.000 Jahre alter männlicher Welpe, der „Dogor“ benannt wurde und vermutlich mit etwa zwei Monaten verendete.

## Bestand und Gefährdung

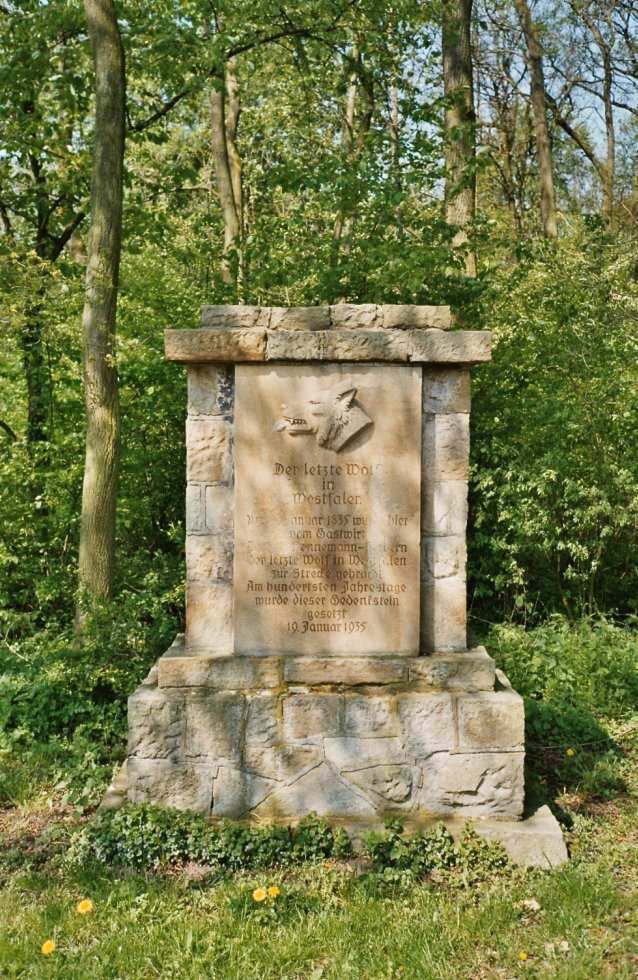
Wolfsstein als Denkmal für die Erlegung des letzten freilebenden Wolfs in Westfalen bei Ascheberg

Im Jahr 2003 wurde die weltweite Wolfspopulation auf 300.000 Exemplare geschätzt. Ein Rückgang der Wolfspopulation wird seit den 1970er Jahren aufgehalten. Der Wettstreit mit Menschen um Vieh und Wildtiere, Bedenken über die ausgehende Gefahr von Wölfen gegenüber Menschen sowie die Habitattrennung stellen jedoch weiterhin eine Bedrohung für den Wolf dar. Durch legale Schutzmaßnahmen, Veränderungen in der Landnutzung sowie die Landflucht konnte eine Wiederbesiedlung und Einführung in ehemalige Territorien gefördert werden. Die IUCN ordnet den Wolf wegen des relativ großen Verbreitungsgebietes und der stabilen Population als „nicht gefährdet“ auf der Roten Liste ein (IUCN least concern). Die Art wird von dem Washingtoner Artenschutzübereinkommen im zweiten Anhang aufgeführt, was darauf hinweist, dass sie nicht vom Aussterben bedroht ist. Jedoch werden die Wolfspopulationen, die in Bhutan, Indien, Nepal und Pakistan leben, im ersten Anhang aufgeführt. Dies zeigt auf, dass sie ohne Einschränkungen im Handel möglicherweise aussterben werden.
Der Wolf galt seit dem 19. Jahrhundert in weiten Teilen Nord- und Mitteleuropas sowie in Großbritannien als ausgestorben, ebenso in einigen Staaten der USA, teilweise in Mexiko und in Japan, und in den übrigen Regionen als stark dezimiert. Hauptursache ist laut IUCN die Verfolgung durch den Menschen, weil Wölfe Weidevieh und frei lebende Huftiere erbeuten sowie aufgrund „übertriebener Bedenken der Öffentlichkeit“ („exaggerated concern by the public“) bezüglich der Gefährlichkeit von Wölfen. Zudem spielt die Fragmentierung der Lebensräume für den Rückgang der Wolfsbestände eine bedeutende Rolle.
Mitte bis Ende des 20. Jahrhunderts kamen in Nordamerika größere Bestände nur in Alaska und Kanada und im US-Staat Minnesota vor und einige isolierte Populationen in verschiedenen anderen Regionen der Vereinigten Staaten. Europäische Wolfspopulationen gab es noch in Galizien, Kroatien, der Krain, Serbien, Bosnien und Herzegowina, Rumänien, Bulgarien, Griechenland und Albanien, in Polen, der Slowakei und Russland. Kleinere Vorkommen fanden sich zudem in den Bergregionen von Italien, Spanien und Portugal sowie Schweden, Norwegen und Finnland. Verbreitet blieb der Wolf in Asien, so in Kasachstan, Kirgisistan, Tadschikistan, Usbekistan, Turkmenistan, Afghanistan, in der Mongolei, in der Volksrepublik China, in Indien, Korea, Irak, im Iran, in der Türkei, in Armenien, Georgien, Aserbaidschan, Saudi-Arabien, Syrien und Israel. Daten und Zahlen hierzu gelten allerdings als fragmentarisch und unzureichend.
Obwohl Wölfe seit den 1970er Jahren international unter zunehmend hohem Schutz stehen und eine direkte Jagd in den meisten Ländern verboten ist, werden sie weiterhin aktiv verfolgt. In manchen Staaten bestehen nach wie vor offizielle Jagdquoten, ein Problem stellen außerdem Wilderei und illegale Abschüsse dar. Nach Informationen der Dokumentations- und Beratungsstelle des Bundes zum Thema Wolf (DBBW) wurden in Deutschland im letzten Jahr 13 Wölfe illegal getötet. Von insgesamt 125 tot gefundenen Tieren kamen 93 durch Verkehrsunfälle ums Leben. Diese Anteile finden sich auch in der langjährigen Betrachtung wieder: Seit 1990 gab es 684 Totfunde, davon 71 durch illegale Tötung und 513 durch Verkehrsunfälle. Institutionen des internationalen und regionalen Naturschutzes und Maßnahmen des Wolfsmanagements wirken dem Bild des „bösen Wolfs“ entgegen und bemühen sich um Veränderungen in der gesellschaftlichen Wahrnehmung.

### Bestand in Europa

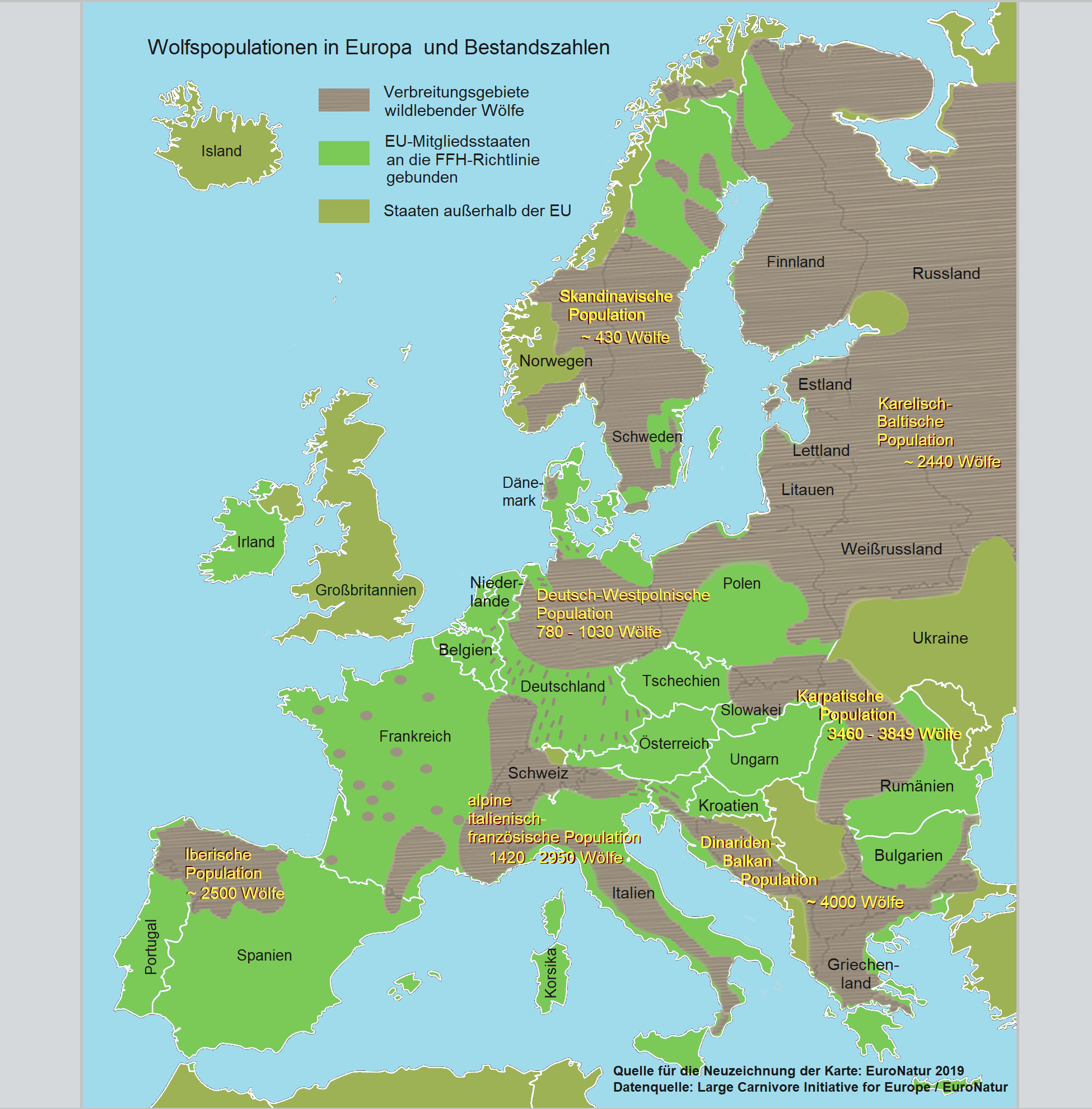
Wolfspopulationen in Europa und geschätzte Bestandszahlen (nach unvollständigen Monitoringdaten 2019)

Die Bestände des Wolfs sind seit Anfang des 21. Jahrhunderts in vielen europäischen Ländern stabil oder nehmen zu; speziell in Albanien, Finnland, Mazedonien, Portugal und in der spanischen Sierra Morena kam es jedoch zu rückläufigen Bestandsentwicklungen. Nach Erhebungen durch das Wolfsmonitoring in den Jahren zwischen 2009 und 2013 ging man von etwa 12.000 bis 18.000 Wölfen in Europa ohne die Bestände in Russland und der Ukraine aus. Im Jahr 2018 bezifferte die Weltnaturschutzunion IUCN den gesamteuropäischen Bestand (ohne Russland) auf mehr als 17.000 Wölfe, für die 28 Staaten der Europäischen Union auf insgesamt 13.000 bis 14.000 Wölfe. Das Verbreitungsgebiet der Art nimmt nach extremen Rückgängen der 1960er und 1970er Jahre zu und erstreckt sich teilweise wieder auf Regionen, in denen der Wolf ausgerottet war. Für Europa insgesamt ordnete die IUCN die Spezies 2018 in die Kategorie nicht gefährdet ein (englisch Least Concern), wobei die Menge und Qualität der Monitoringdaten in den europäischen Ländern sehr unterschiedlich ist. Die Initiative Großraubtiere für Europa (LCIE) – eine Arbeitsgruppe der Kommission zur Erhaltung der Arten der IUCN – unterscheidet in Europa zehn Populationen des Wolfs, die aufgrund des genetischen Austauschs zwischen den Populationen von der IUCN auch als Subpopulationen einer gesamteuropäischen „Metapopulation“ eingestuft werden.
| Region             | Population                   | EU-Staaten                                   | Nicht-EU-Staaten                                                   | Rote Liste IUCN (Stand: 2018)                                 |
| ------------------ | ---------------------------- | -------------------------------------------- | ------------------------------------------------------------------ | ------------------------------------------------------------- |
| Iberien            | Nordwestlich                 | Spanien, Portugal                            |                                                                    | NT – potenziell gefährdet                                     |
| Iberien            | Sierra Morena                | Spanien                                      |                                                                    | CR (D) – vom Aussterben bedroht (möglicherweise ausgestorben) |
| Alpin / Italien    | Westalpen                    | Frankreich, Italien                          | Schweiz                                                            | VU (D1) – gefährdet                                           |
|                    | Italienische Halbinsel       | Italien                                      |                                                                    | NT – potenziell gefährdet                                     |
| Dinarischer Balkan | Dinarischer Balkan           | Slowenien, Griechenland, Bulgarien, Kroatien | Bosnien und Herzegowina, Serbien, Montenegro, Mazedonien, Albanien | LC – nicht gefährdet                                          |
| Karpaten           | Karpatisch                   | Tschechien, Slowakei, Polen, Rumänien        | Ukraine, Serbien                                                   | LC – nicht gefährdet                                          |
| Skandinavien       | Skandinavisch                | Schweden                                     | Norwegen                                                           | VU (D1) – gefährdet                                           |
| Nordosteuropa      | Karelisch                    | Finnland                                     | Russland                                                           | NT – potenziell gefährdet                                     |
| Nordosteuropa      | Baltisch                     | Estland, Lettland, Litauen, Polen            | Russland, Belarus, Ukraine                                         | LC – nicht gefährdet                                          |
| Mitteleuropa       | Mitteleuropäisches Flachland | Deutschland, Polen                           |                                                                    | VU (D1) – gefährdet                                           |

Die Rote Liste ist ein Fachgutachten. Ein gesetzlicher Schutz resultiert aus der Zuordnung zu bestimmten Kategorien nicht (siehe Artenschutz).

#### Mitteleuropäische Flachlandpopulation
Da der früher verwendete Begriff „deutsch-westpolnische Population“ nicht der geografischen Verbreitung dieser Population entspricht, wurde stattdessen die Bezeichnung „mitteleuropäische Population“ vorgeschlagen. Im aktualisierten Statusbericht für die Europäische Kommission heißt diese Population „Central European Lowland Population“ (mitteleuropäische Flachlandpopulation).
Neuere Forschungen belegen, dass die Bestände in Deutschland und Westpolen entgegen bisherigen Annahmen weder eine eigenständige Population bilden noch weitgehend isoliert sind, sondern lediglich den westlichen Rand einer deutlich größeren, nordosteuropäisch-baltischen Population darstellen, welche sich von Russland bis nach Niedersachsen und Schleswig-Holstein erstreckt. Zuwanderungen von Tieren aus Nordostpolen nach Westpolen und Deutschland aber auch Rückwanderungen in östlicher Richtung sind kein Einzelfall, sondern häufig. Der festgestellte Inzuchtkoeffizient beispielsweise des Bestandes in Brandenburg beträgt 0,01 und ist damit vergleichsweise niedrig. Nachdem im Bayerischen Wald im Jahre 2018 erstmals Welpen eines Wolfspaares dokumentiert wurden, dessen Eltern unterschiedlichen Populationen entstammen (nordosteuropäisch-baltisch und abruzzo-alpin), ist mittelfristig zu erwarten, dass beide Populationen sich wieder zu einer Metapopulation verbinden.
Während 2005 für Deutschland sechs und für Westpolen 13 erwachsene Wölfe angegeben waren, wurden 2012 in Deutschland bereits 14 Rudel und drei reviertreue Paare, in Polen 22 Rudel und zwei Paare gezählt. Die Anzahl aller adulten Wölfe wurde danach auf etwa 150 geschätzt.
Im Jahr 2013 wurden in Deutschland insgesamt 24 Wolfsrudel oder -paare und vier Einzelwölfe nachgewiesen. 2016 gab es in Deutschland 120 bis 130 erwachsene Wölfe, die sich auf 46 Wolfsrudel, 15 Wolfspaare und vier sesshafte Einzelwölfe verteilten.
Auch in Polen kamen 2014 weitere Rudel hinzu. Dort etablierte sich ein Bestand von 31 Wolfspaaren; im Monitoringzeitraum davor waren es 26 Rudel. Im Erfassungszeitraum 2017/18 lebten in Deutschland 73 Rudel, 31 Paare und drei territoriale Einzeltiere. 2019 sind laut Bundesamt für Naturschutz in Deutschland mindestens 275 bis 301 erwachsene Wölfe erfasst, die in 105 Rudeln leben. Nach Hochrechnungen des Deutschen Jagdverbands (DJV) lebten im Frühsommer 2019 insgesamt rund 1300 Wölfe in Deutschland, erwachsene und Jungtiere.
Im nordwestlichen Mitteleuropa ist ein außergewöhnlich dynamisches Wachstum dieser Wolfspopulation zu beobachten, die sich genetisch von anderen unterscheidet. Die genetischen Folgen dieses Prozesses sind noch nicht vollständig verstanden.

#### Alpine italienisch-französische Population

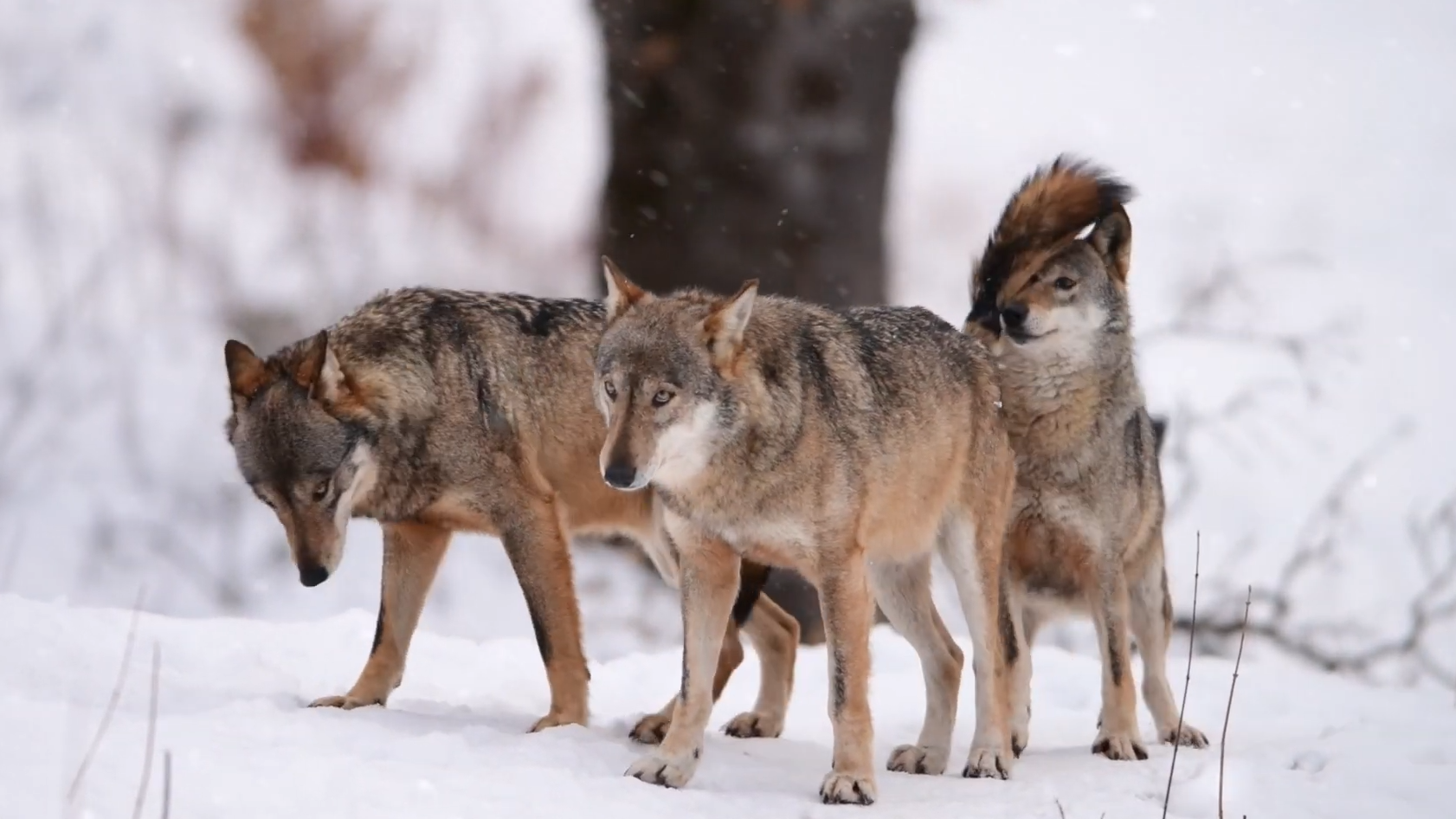
Italienischer Wolf im Nationalpark Abruzzen, Latium und Molise

Der Wolf wurde im Alpenraum komplett und in Italien weitgehend ausgerottet. Ein Restbestand von rund 100 Wölfen überlebte in den Abruzzen. Nachdem Italien die Art Mitte der 1970er Jahre unter Schutz gestellt hatte, erholte sich der Bestand und breitete sich im gesamten Apennin wieder aus. Im Jahr 2018 lebten auf der Italienischen Halbinsel wieder 1100 bis 2400 (wahrscheinlich etwa 1600) Wölfe. Der WWF schätzt, dass in Italien jedes Jahr 20 Prozent des Bestandes illegal geschossen werden.
Im Jahr 1985 wurde erstmals ein Wolf aus dem Apennin in den italienischen Alpen nachgewiesen, 1987 einer in den französischen Alpen. Die erste Rudelbildung erfolgte hier 1992. Die Ausbreitung schreitet seither weiter voran. In die Schweizer Alpen gelangten die ersten Wölfe 1995. Die Erhebungen im Winter 2010/2011 zeigten, dass im südwestlichen Alpenraum insgesamt 37 Wolfsrudel lebten, davon 16 in Frankreich, 14 in Italien und sieben grenzüberschreitende. Der minimale Bestand in den Rudelterritorien betrug 118–153 Tiere, insgesamt ging man von 250 bis 300 Wölfen in den Alpen aus. Weitere Rudelbildungen erfolgten seither in der Schweiz (2012), in den östlichen italienischen Alpen (2013) und im französischen Alpenbogen. In Frankreich gibt es seither auch Wolfsvorkommen in den Vogesen, im Zentralmassiv und in den Pyrenäen, im Winter 2018/19 insgesamt 80 Rudel und rund 530 Wölfe.

#### Skandinavische Population
Die sehr kleine Population in Skandinavien gilt vor allem wegen ihrer geringen genetischen Vielfalt als gefährdet. Der Bestand an freilebenden Wölfen in Skandinavien geht auf nur drei Gründertiere zurück, die aus der finnisch-russischen Population stammen; zwei davon wanderten 1983 ein, ein drittes kam 1991 dazu. In jüngster Vergangenheit wanderten aber mehrere Wölfe aus der finnisch-russischen Population zu, so dass sich die genetische Problematik entschärfte. Im Winter 2012/2013 wurden in Schweden 30 Rudel und 20 reviertreue Paare gezählt, in Norwegen drei Rudel und vier Paare. Fünf weitere Rudel und zwei Paare hatten grenzüberschreitende Reviere. Der Bestand wurde auf 380 (±30) Wölfe geschätzt sowie im Jahr 2018 auf 430.

#### Karelisch-Baltische Population
Für Estland, Lettland und Litauen wurden 2018 zwischen 1713 und 2240 Wölfe angenommen, für Belarus 1000 bis 1500 und 1600 für die angrenzenden russischen Verwaltungsbezirke. Die Schätzungen für Finnland belaufen sich auf 204 bis 234 Wölfe.

#### Karpatische Population
Die karpatische Population wurde 2018 auf 3460 bis 3840 Wölfe geschätzt, von denen die meisten in Rumänien und in der Ukraine lebten; in den polnischen Karpaten lebten etwa 380 Wölfe. Für die Slowakei ging man von 300 bis 400 Wölfen aus.

#### Dinariden-Balkan-Population
Die Populationsgröße im Gebiet der Dinariden und des Balkan wurde für 2018 mit 3750 bis 4000 Wölfen angegeben. Deutliche Bestandserholungen wurden in Kroatien und Slowenien verzeichnet, in Serbien sowie Bosnien und Herzegowina waren aufgrund der Verfolgung durch den Menschen Bestandsrückgänge wahrscheinlich.

#### Iberische Population
Die Gesamtzahl der iberischen Population wurde 2018 mit 2160 bis 2880 Tieren angegeben; davon lebten über 80 Prozent in Spanien.
Die größten spanischen Vorkommen befinden sich in der autonomen Region Kastilien und León (Provinzen León, Zamora, Palencia, Burgos, Valladolid, Avila, Soria) sowie in Galicien, Asturien, Kantabrien, La Rioja, in der Provinz Álava (País Vasco), im Norden der Autonomen Gemeinschaft Madrid und im Norden der Provinz Guadalajara; die Lage in der Provinz Salamanca ist unklar. Einen isolierten und rückläufigen Bestand von Wölfen zeigte die Sierra Morena. Während man 2005 noch von 63 bis 77 Tieren ausging, konnte 2012 nur noch ein Rudel festgestellt werden, und seit 2014 gibt es keinen Nachweis mehr. Es gab einige kleine Populationen in der Provinz Cáceres (Sierra de Gata und Sierra de San Pedro), die inzwischen ausgestorben sind beziehungsweise ausgerottet wurden.
In Portugal findet man Vorkommen fast ausschließlich nördlich des Douro: in Serras de Alvao, Arga, Peneda, Larouco, Geres, Soajo, Marao, Montesinho und Mogadouro. Südlich des Flusses leben Wölfe in folgenden Gebirgen: Serra de Leomil, Montemuro, Gralheira, Arada und möglicherweise Serra de Malcata.
Aus den französischen Seealpen sind Wölfe nach Spanien in den Naturpark Cadí-Moixeró vorgedrungen (katalanische Pyrenäen); dieses neue katalanische Vorkommen ist relativ klein.

### Der Wolf in Deutschland

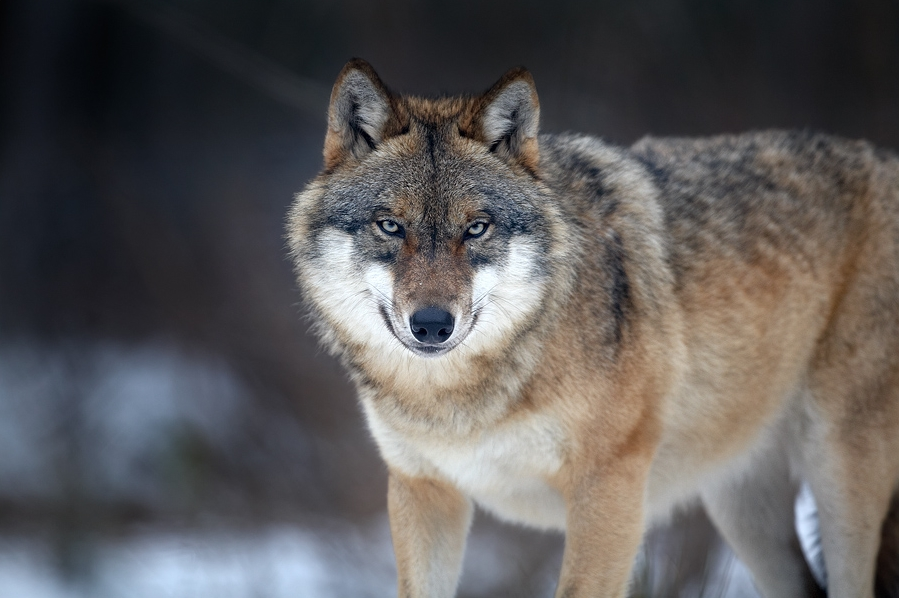
Wolf im Nationalpark Bayerischer Wald

Die letzten ursprünglich im Gebiet des heutigen Deutschland lebenden Wölfe wurden bis spätestens 1850 ausgerottet. Die ab der Mitte des 19. Jahrhunderts bis Ende des 20. Jahrhunderts in Deutschland angetroffenen Wölfe waren wahrscheinlich ausnahmslos Zuwanderer. Im Jahr 2000 wurde im sächsischen Teil der Lausitz erstmals wieder eine erfolgreiche Reproduktion (Welpenaufzucht) des Wolfes in Deutschland nachgewiesen. Seitdem hat der Bestand an Wölfen kontinuierlich zugenommen; das Verbreitungsgebiet hat sich beständig vergrößert und auf große Teile der Bundesrepublik ausgedehnt. Im Erfassungszeitraum (Monitoringjahr) 2020/21 gab es in zwölf Bundesländern insgesamt 184 Rudel oder Paare; die Geburt von 556 Welpen wurde registriert. Durchziehende Einzeltiere wurden in allen Bundesländern einschließlich der drei Stadtstaaten sowie seit September 2023 auch im Saarland beobachtet. Die Studie „Habitatmodellierung und Abschätzung der potenziellen Anzahl von Wolfsterritorien in Deutschland“, die im Auftrag des Bundesamts für Naturschutz entstand und im Mai 2020 veröffentlicht wurde, schätzt, dass es in Deutschland einschließlich möglicher Territorien von Einzeltieren und Paaren ein Potenzial für 700 bis 1400 Wolfsterritorien gibt.
Bis Ende April 2023 haben sich mindestens 184 Wolfsrudel, 47 Wolfspaare und 22 residente Einzeltiere in der Bundesrepublik etabliert.
Mit der wachsenden Zahl an Wölfen haben Angriffe von Wölfen auf Weidetiere zugenommen, insbesondere auf Schafe und Ziegen. Fast alle Bundesländer sehen deshalb Ausgleichszahlungen an Weideviehhalter vor und fördern Herdenschutzmaßnahmen wie Elektrozäune. Wölfe, die ihre natürliche Scheu vor Menschen vermissen lassen, versucht man durch Vergrämung fernzuhalten; auch Ausnahmegenehmigungen zur „Entnahme“ eines Wolfs aus dem Bestand beziehungsweise zu seiner Tötung können erteilt werden. Von 1990 bis Anfang Januar 2022 wurden in Deutschland 684 Wölfe tot aufgefunden; 513 davon waren Verkehrsopfer, 71 waren illegal getötet worden. Der Wolf ist in Deutschland eine durch das Bundesnaturschutzgesetz streng geschützte Tierart; die vorsätzliche Tötung eines Wolfes gilt als Straftat und kann, ebenso wie der versehentliche Abschuss eines Wolfes, mit einer Freiheitsstrafe geahndet werden.

### Der Wolf in Österreich
Nach der Eiszeit waren Wölfe im Großteil des heutigen Staatsgebietes verbreitet. 1846 erlegte Erzherzog Franz Karl von Österreich den letzten im Wienerwald lebenden Wolf. Das Hauptverbreitungsgebiet der Wölfe war die Steiermark, wo sie bis 1882 vorkamen; in diesem Jahr wurde der letzte in Österreich heimische Wolf getötet. In den folgenden Jahrzehnten in Österreich erschienene Wölfe gelten als Zuwanderer, etwa ein im März 1914 in der Koralpe erschossener Rüde, der als „Bauernschreck“ Hunderte von Weidetieren und frei lebende Huftiere getötet haben soll; etliche Hinweise sprachen allerdings dafür, dass in der betroffenen Region Großraubtiere aus Gefangenschaftshaltung entkommen waren. Bis zur Jahrtausendwende konnte sich keine Population mehr dauerhaft etablieren, ein sich 1954 erfolgreich fortpflanzendes Paar in Osttirol blieb ein Einzelfall.
Seit 1970 stieg die Zahl der Sichtungen im Grenzgebiet Österreich/Tschechien. Im oberösterreichischen Bezirk Rohrbach wurde bis 1989 nur ein Wolf gesichtet, zwischen 1990 und 2004 waren es zehn Tiere in derselben Region. Aus dieser Zeit sind Meldungen über Abschüsse im Bezirk Rohrbach, bei Eibiswald in der Steiermark und bei Eisenkappl in Kärnten bestätigt.
Besonders seit 2009 nimmt die Zahl der Wolfsnachweise in Österreich zu. Für das Jahr 2010 schätzte der WWF, dass sich in Österreich drei bis fünf Tiere in den östlichen Bundesländern aufhalten. Seit 2009 wurden zudem in Tirol mindestens drei Wölfe nachgewiesen. Die europäische Kommission gab 2013 für Österreich zwei bis acht Tiere an. Bemerkenswert ist, dass diese Wölfe aus drei verschiedenen Populationen stammen: aus den Westalpen, dem Balkan und den Karpaten. Im Jahr 2016 wurden auch Spuren eines einzelnen Wolfes im Waldviertler Truppenübungsplatz Allentsteig gefunden. Im August 2016 registrierte dort eine Fotofalle vier Wölfe, darunter zwei Jungtiere, also eine Familie; damit wurde nach über hundert Jahren erstmals Nachwuchs gesichtet. Anfang August 2017 wurde über elf Wölfe am Truppenübungsplatz Allentsteig berichtet und über 24 gemeldete Risse durch Wölfe im laufenden Jahr. Im Jahr 2020 wurden in Tirol zehn verschiedene Wölfe nachgewiesen, welche 281 Schafe rissen und aus drei Herkunftspopulationen stammen.

### Der Wolf in der Schweiz
Nach ihrer Ausrottung sind Wölfe in der Schweiz erstmals wieder 1996 eingewandert. Die erste Sichtung eines Wolfes, nachdem dieser als ausgestorben galt, wurde aber bereits 1990 dokumentiert. Mit wenigen Ausnahmen stammen alle Wölfe aus der italienischen Population und der Alpenpopulation. 2012 entstand das erste Rudel im Calandagebiet im Kanton Graubünden. Im Verlauf der Jahre wanderten immer mehr Tiere in die Schweiz ein oder wurden hier geboren. So waren es im Jahr 2018 vier Rudel, 2020 elf Rudel und 2022 bereits 26 Rudel. Ein Teil der Rudel lebt in einem grenzüberschreitenden Gebiet nur teilweise in der Schweiz.
Im November 2023 gab Umweltminister Albert Rösti bekannt, dass der Bundesrat seine Anpassung an der Jagdverordnung gutgeheissen hat. In der neuen Verordnung wurden die Abschusskriterien gelockert und es sind nun präventive Abschüsse möglich. Dabei darf eine minimale Anzahl von zwölf Rudeln schweizweit nicht unterschritten werden. In begründeten Fällen soll es in Zukunft sogar möglich sein, dass ganze Rudel ausgerottet werden. Die neue Verordnung trat bereits Anfang Dezember 2023 in Kraft.
Recherchen der Onlinezeitung watson legen nahe, dass die Zahl von zwölf Rudeln willkürlich gewählt wurde. Das Bundesamt für Umwelt schlug vor, einen Wolfsrudelbestand von minimal 20 Rudeln vorzusehen, um sicherzustellen, dass die Schweiz nicht gegen die Berner Konventionen verstößt. Albert Rösti ignorierte den Vorschlag. Außerdem verzichtete er, entgegen den Empfehlungen der damit beschäftigten Bundesämter, auf eine Vernehmlassung. Die Umweltverbände wollen die Abschussverfügungen gerichtlich prüfen lassen. Dafür reichen ProNatura, WWF Schweiz und BirdLife Schweiz Beschwerden gegen sieben der 15 Abschussverfügungen beim Bundesverwaltungsgericht ein. Diese haben eine aufschiebende Wirkung, was bedeutet, dass die Tiere nicht reguliert werden dürfen, bis sich das Gericht entschieden hat. Eine Analyse des SRF im Frühjahr 2024 hat ergeben, dass ein Großteil der geschossenen Wölfe im Wallis nicht zu den Problemtieren gehört hat.

### Gesetzlicher Schutz
Der Schutz des Wolfs mit dem Ziel seiner Wiederausbreitung wurde von der 1970 gegründeten Wolf Specialist Group der IUCN mit finanzieller Unterstützung des WWF als Vorhaben in Planung genommen, um den Erhaltungszustand des Wolfes unter der Aufgabenstellung zu untersuchen, „Wölfe als lebensfähige Spezies in der holarktischen Umwelt der Welt für wissenschaftliche, erzieherische und wirtschaftliche Zwecke auf Dauer zu erhalten und das Verständnis und die Wertschätzung des Wolfes als wichtiges und nützliches Element natürlicher Ökosysteme zu verbessern, so dass die Menschen durch ihre Anwesenheit in wilden Lebensgemeinschaften Freude und Zufriedenheit gewinnen“.
In Europa ist der Wolf durch folgende Regelwerke geschützt:
- Dem Washingtoner Artenschutzabkommen (CITES, Convention on International Trade in Endangered Species of the Wild Fauna and Flora) vom 3. März 1973 gehören 152 Staaten an. Es stellt Richtlinien für den Handel mit geschützten Tieren und deren Erzeugnissen auf und schränkt die Ein- und Ausfuhr der Tiere oder ihrer Teile (Felle, Schädel, Knochen …) ein. Der Wolf ist hier in Anhang II (gefährdete Tierart) aufgeführt, einige vom Aussterben bedrohte Subpopulationen in Anhang I.

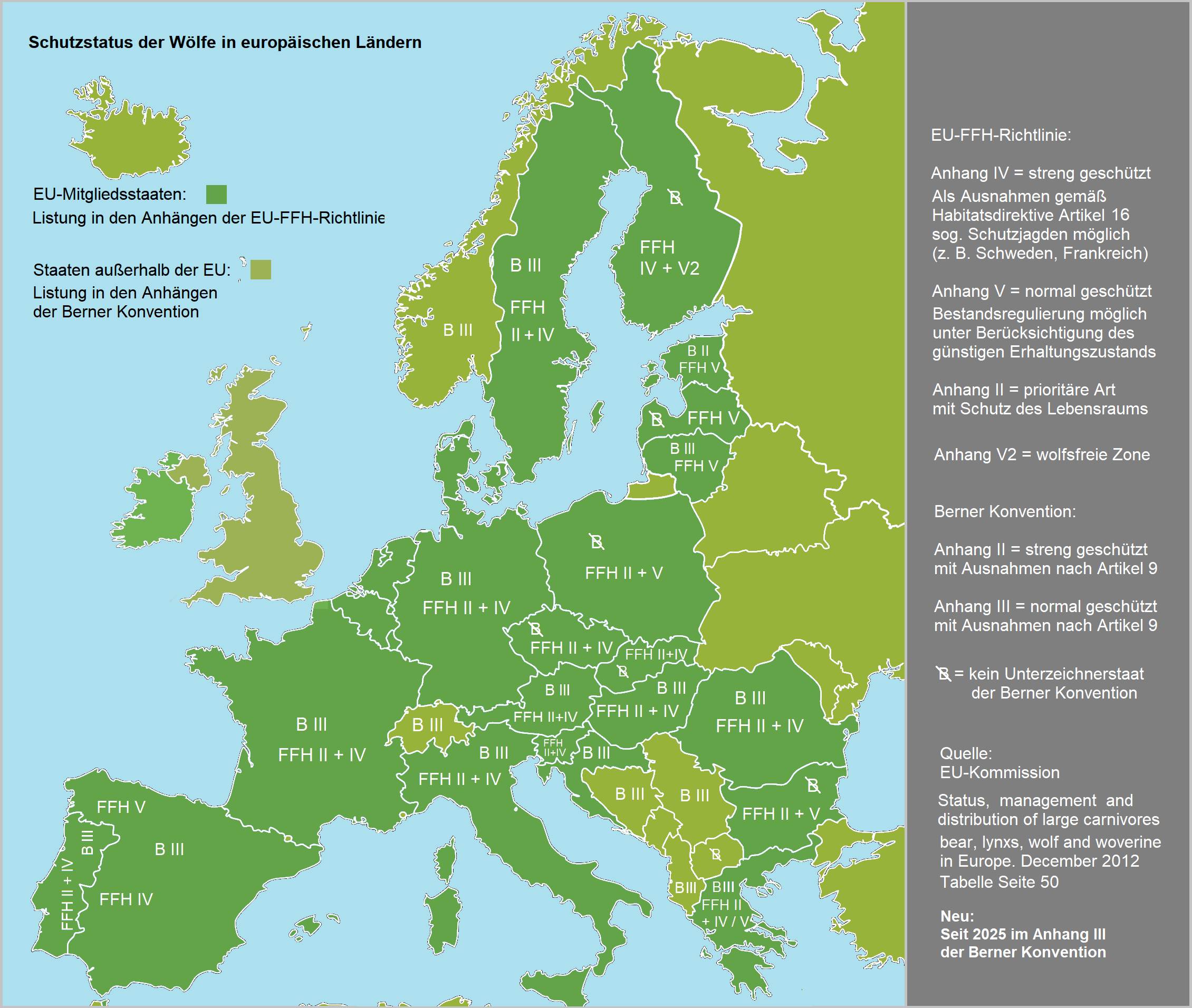
Gesetzlicher Schutz des Wolfs in Europa durch Listung in den Anhängen der Berner Konvention und/oder in den Anhängen der EU-FFH-Richtlinie

- In der Berner Konvention des Europarates haben sich 49 Staaten und die Europäische Union (EU) auf die Erhaltung und den Schutz wildlebender Pflanzen und Tiere und ihrer Lebensräume verständigt.[190] Der Wolf war in Anhang II der Konvention aufgeführt.[191] Im August 2018 hat die Schweiz einen Antrag um Rückstufung des Wolfs von „streng geschützt“ zu „geschützt“ in der Berner Konvention eingereicht.[192] Im Dezember 2024 wurde ein entsprechender Antrag der EU angenommen.[193] Die Änderung trat am 7. März 2025 in Kraft und der Wolf ist seitdem in Anhang III aufgeführt.[194][195]
- Die FFH-Richtlinie (Fauna-Flora-Habitat-Richtlinie. 92/43/EWG)[196] wurde 1992 von der Europäischen Union in Kraft gesetzt und soll EU-weit die Ausweisung und Erhaltung von Lebensräumen und Wildtieren regeln. Der Wolf ist in der überwiegenden Zahl der Mitgliedsstaaten der EU in Anhang IV aufgeführt, sein Lebensraum in Anhang II.[197] Die FFH-Richtlinie ist von allen EU-Mitgliedsstaaten jeweils in nationales Recht umzusetzen.[198] Für im Anhang IV geführte Arten besteht strenger Schutz. Ausnahmen gemäß Artikel 16 der Habitatsdirektive sind möglich.[199][200] Estland, Lettland, Litauen, Polen, die Slowakei, Bulgarien und Griechenland führen den Wolf im Anhang V als geschützte Art. Spanien führt den Wolf nur im nördlichen Teil des Landes im Anhang V. In Finnland gibt es wolfsfreie Zonen mit Rentierzucht, in denen der Wolf auch im Anhang V geführt wird.[201][202] In Finnland, Estland, Lettland, Litauen und Griechenland gibt es keine gleichzeitige Nennung im Anhang II. Die Schweiz und Norwegen als Nicht-EU-Länder sind ebenfalls Unterzeichnerstaaten der Berner Konvention mit entsprechender Verpflichtung den Wolf zu schützen.[203] Gemäß Artikel 9 Absatz 1 der Berner Konvention kann jede Vertragspartei Ausnahmen zulassen unter der Voraussetzung, dass es keine andere befriedigende Lösung gibt und die Ausnahme dem Bestand der betreffenden Population nicht schadet.[204][205][206]
- In Deutschland setzt das Bundesnaturschutzgesetz (BNatSchG) die FFH-Richtlinie in bundesdeutsches Recht um und stellt den Wolf gemäß § 7 Abs. 2 Nr. 14 Buchstabe a und b BNatSchG unter strengen Schutz. Er unterliegt außerhalb Sachsens nicht dem Jagdrecht, in Sachsen ist er ganzjährig geschont.[207]
- Ebenso gilt in Österreich nach dem Wiener Naturschutzgesetz und in allen EU-Mitgliedsstaaten, die den Wolf im Anhang IV der FFH-Richtlinie führen, der Status streng geschützt. In verschiedenen Landesjagdgesetzen Österreichs gilt er als nicht jagdbar oder ist ganzjährig geschont. Das österreichische Tierseuchengesetz regelt nach § 41 die Tötung von Wölfen, bei denen die Wutkrankheit (Tollwut) ausgebrochen ist.[208]
- In den EU-Mitgliedsstaaten, bei denen der Wolf im Anhang V der FFH-Richtlinie geführt wird, gilt ein normaler Schutzstatus, aufgrund dessen eine Bestandsregulierung unter Berücksichtigung des günstigen Erhaltungszustands der Population möglich ist.

Für EU-Mitgliedsstaaten bedarf ein Antrag auf Änderung in der Listung des Wolfs in den Anhängen der FFH-Richtlinie der Zustimmung der Abteilung für Großraubtiere in der EU-Kommission, in der Mitglieder der LCIE beratende Funktion haben. Staaten außerhalb der EU, die zu den Unterzeichnerstaaten der Berner Konvention gehören, können einen entsprechenden Antrag auf Änderung des Schutzstatus beim Ständigen Ausschuss der Berner Konvention einreichen, in dem ebenfalls die LCIE beratende Funktion hat. Beispielsweise hat die Schweiz 2006 einen solchen Antrag gestellt, der damals abgelehnt wurde. 2018 beantragte die Schweiz die Senkung des Schutzstatus erneut. Aufgrund des passiven Verhaltens der Large Carnivore Initiative for Europe verzögert sich die Bearbeitung. Im November 2022 wurde der entsprechende Antrag abgelehnt. In der Schweiz dürfen ab dem 1. Dezember 2023 unter bestimmten Bedingungen bis zu ganze Rudel präventiv abgeschossen werden. Die Jagdverordnung wurde entsprechend angepasst.

### Bestand in Nordamerika
In Kanada leben 50.000 bis 60.000 Wölfe in 80 % ihres historischen Verbreitungsgebietes. Unter dem kanadischen Gesetz sind indigene Völker ohne Einschränkungen zur Jagd von Wölfen zugelassen. Jedoch müssen andere Einwohner Lizenzen für die Jagdsaison erwerben. Bis zu 4000 Wölfe werden jedes Jahr in Kanada gefangen. Der Wolf ist unter dem Canada National Parks Act eine geschützte Spezies in Nationalparks.
In Alaska wurden zwischen 7.000 und 11.000 Wölfe, auf 85 % der Landesfläche verteilt gefunden, welche eine Größe von 1.517.733 Quadratkilometer einnimmt. Wölfe können mittels Lizenz gejagt und gefangen werden. Rund 1.200 Wölfe werden jährlich gefangen. In den aneinandergrenzenden US-Staaten wird der Rückgang von Wölfen durch die Expansion der Landwirtschaft, die Dezimierung der Hauptbeute, wie beispielsweise den Bisons, und durch Ausrottungskampagnen ausgelöst. Unter dem Endangered Species Act von 1973 wurde Wölfen Schutz geboten, jedoch bestanden die bis dahin einzigen überlebenden Populationen aus mehreren hundert Wölfen, welche in Minnesota und auf Michigans Isle Royale lebten. Unter Bundesschutz wuchs die Wolfspopulation in Minnesota auf 3.000 Individuen in der Mitte der 2000er Jahre an. Zudem wiederbesiedelten mehrere hundert Wölfe Wisconsin und die Obere Halbinsel von Michigan.
In den späten 1970er Jahren begannen Wölfe aus dem Südwesten Kanadas den Nordwesten Montanas zu durchqueren, um im Jahr 1986 ein Geburtshöhlengebiet im Glacier-Nationalpark zu gründen. Im Jahre 1995 siedelte die Bundesregierung wieder Wölfe im Yellowstone-Nationalpark an, wo diese seit den 1930er Jahren abwesend waren. Außerdem auch in Zentralidaho, als Teil des Rocky-Mountains-Wiederherstellungsplans. Seitdem nehmen Wölfe ein großes Gebiet der nördlichen Rocky Mountains ein, mit mindestens 1704 Wölfen in Montana, Idaho und Wyoming im Jahr 2015. Außerdem haben diese auch Populationen in Washington und Oregon aufgebaut. Im Jahr 2018 wurde die Wolfspopulation in Washington auf ein Minimum von 126 Exemplaren geschätzt. Weiter wanderte im April 2019 ein Wolfsrudel von Oregon nach Kalifornien ein und brachte drei Welpen zur Welt.
In Mexiko arbeiteten die amerikanische und mexikanische Regierung zusammen, um alle wilden mexikanischen Wölfe einzufangen und damit ihrem Aussterben entgegenzuwirken. Zwischen 1977 und 1980 wurden fünf wilde mexikanische Wölfe (vier männliche und ein trächtiges Weibchen) lebend gefangen, um für ein beginnendes Zuchtprogramm in Gefangenschaft eingesetzt zu werden. Ab 1997 wurden in diesem Zuchtprojekt geborene Wölfe Wachstationen in Arizona und New Mexico übergeben, um die Wiederbesiedlung ihres historischen Bestands zu beginnen. Laut einer Bestandsaufnahme von 2018 lebten zu dieser Zeit 230 Wölfe in Mexiko, 64 in Arizona, 67 in New Mexico und 240 Exemplare in Zucht in beiden Ländern.

## Mensch und Wolf

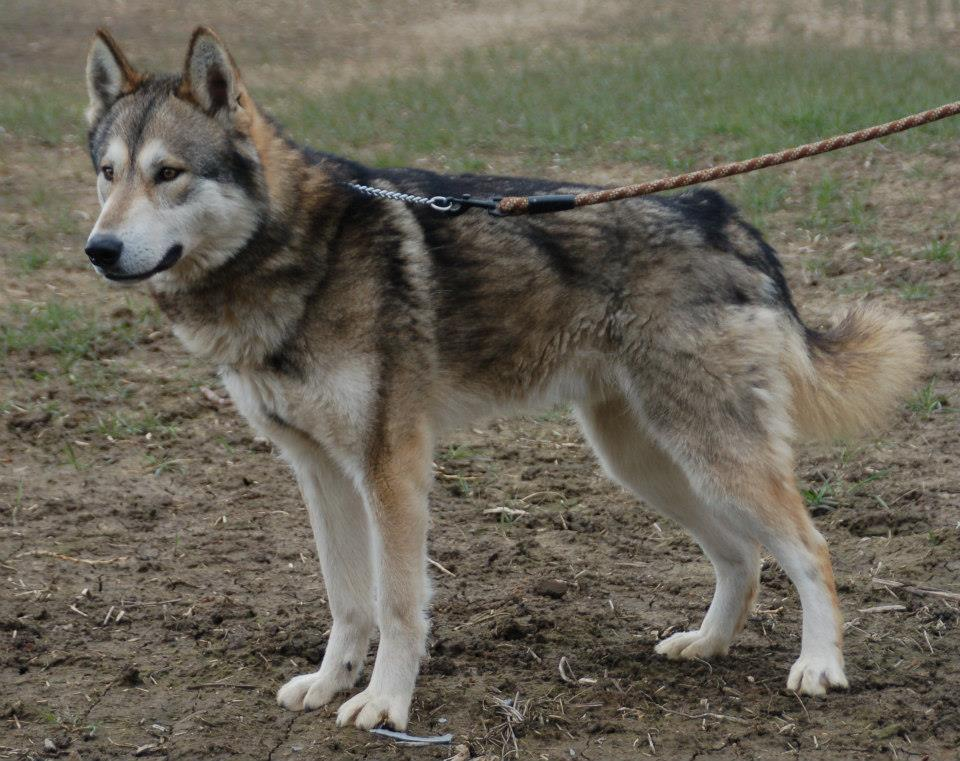
Der Tamaskan entspricht dem Wolf nur im Aussehen, nicht im Verhalten.

### Domestizierung
Der Wolf ist der alleinige Vorfahr des Haushundes. Wie Wölfe domestiziert wurden, ist unbekannt. Die Verwandtschaft zum Wolf zeigt sich recht deutlich bei einigen Hunderassen; Samojede, Siberian Husky, Alaskan Malamute, Kanaanhund oder der Shiba und Akita weisen einen ursprünglichen Typ mit spitzem Fang, spitzen Stehohren und quadratischem Körperbau auf; auch andere Rassen wie der Deutsche Schäferhund zeigen eine gewisse äußere Ähnlichkeit zum Wolf. Diese Rassen sind jedoch nicht enger mit dem Wolf verwandt als andere. Das Lautverhalten der Wolfs- und Schlittenhunde ähnelt dem der Wölfe; sie bellen kaum und wenn, dann nicht anhaltend, stattdessen jaulen und heulen sie in vielen Variationen. Gemeinsamkeiten und Unterschiede in Fähigkeiten und Verhalten von Wölfen und Hunden erforscht das Wolf Science Center.

### Verhältnis des Menschen zum Wolf

#### Verehrung
Viele Völker, die von der Jagd lebten, etwa in Nordeuropa und Nordamerika, sahen im Wolf einen ihnen ebenbürtigen oder überlegenen Konkurrenten, dessen Ausdauer und Geschick bewundert und begehrt waren. Der Wolf wurde auch als Beschützer oder als übernatürliches Wesen betrachtet und verehrt. Krieger identifizierten sich mit dem Wolf (Therianthropie); Vornamen wie Wolf, Adolf, Wolfgang oder Wolfhard erinnern an seine Wertschätzung. Verschiedene Teile des Wolfs galten auch in Deutschland als heilkräftig. So sollten Schuhe aus Wolfsfell Knaben zu tapferen Männern heranwachsen lassen. Während der Wolf von vorchristlichen europäischen Völkern verehrt wurde, nachweislich den Kelten der Eisenzeit und den Germanen der Römerzeit, wurde die Beziehung des Menschen zum Wolf in Europa im Zuge der fortgeschrittenen Christianisierung, besonders ab dem Mittelalter und in der Frühen Neuzeit, zunehmend von Angst und Dämonisierung geprägt.

#### Konflikte zwischen Mensch und Wolf
Da der Wolf sowohl Nutztiere reißt als auch Menschen angreifen kann, wird er von vielen als bedrohlich angesehen. Zudem ernährt er sich vorrangig von Wild und war deshalb in historischer Zeit ein bedeutsamer interspezifischer Konkurrent des Menschen. Dies betraf Naturprodukte wie Fleisch, Felle und Knochen. Die starke Ausbreitung menschlicher Siedlungs- und Agrarflächen sowie die offene Viehhaltung, hier vor allem die bis ins 19. Jahrhundert verbreitete Waldweide von Rindern, Schafen, Schweinen und Pferden, führte zu zahlreichen Haustierverlusten durch Wölfe. Auch wenn die angegebenen Verluste in manchen Fällen übertrieben waren oder durch wildernde Hunde verursacht wurden, waren die wirtschaftlichen Schäden bei dieser Art der Viehhaltung für die Bauern häufig bedeutend. Typisch waren Beschreibungen wie die im Grossen vollständigen Universal-Lexicon aus dem Jahr 1758. Dort wird behauptet, der Wolf sei „gar sehr gefräßig, grausam, arglistig, und der gefährlichste Feind der wilden und zahmen Thiere, sonderlich der Schaafe“, ferner das „schädlichste Geschöpf Gottes“, welches „die Menschen angreiffet, zerreisset und frisset.“ Berichte und Geschichten über „Wolfsplagen“ und Angriffe auf Menschen (zum Teil mit Todesfolge) finden sich bis in die Neuzeit in zahlreichen schriftlichen Quellen. So wird schon 1197 von einer „Wolfsplage“ an der Mosel berichtet, die angeblich mehrere menschliche Opfer forderte.
Ziel der Verfolgung des Wolfs in West- und Mitteleuropa, vor allem durch große Treibjagden, war die völlige Ausrottung. Mit sogenanntem Wolfzeug (Seile, an welchen Lappen hingen) wurden die bekannten Rückzugsgebiete umspannt. Die Wölfe schlüpften nicht unter diesen Seilen mit Lappen hindurch, sondern blieben im abgesperrten Bereich. Die Treiber trieben die Wölfe auf eine Schützenkette zu, wo diese dann erschossen wurden. Zu den Treibjagden wurde das Jagd- und Forstpersonal, ferner die zu Jagdfrondiensten verpflichtete Bevölkerung aufgeboten. Diese Wolftreibjagden waren bei der Bevölkerung verhasst, da sie im Winter bei Neuschnee durchgeführt wurden. Denn nur bei Neuschnee konnte man den Spuren der Wölfe gut folgen und deren Rückzugsgebiete feststellen. Die Jagden dauerten viele Stunden, ja Tage. Bei der zu Jagdfrondiensten verpflichteten Bevölkerung handelte es sich meist um arme Tagelöhner und Bauern. Diese Treiber verfügten häufig nur über unzureichende Winterbekleidung, was immer wieder zu Erkrankungen führte. In der Oranienburger Region wurden zu Beginn des 18. Jahrhunderts zwischen 10 und 25 Jagden pro Jahr angesetzt. Gemeinden und Städte versuchten immer wieder, sich von der Stellung von Treibern zu befreien. Die Stadt Neu-Ruppin zahlte 1672 mehrere hundert Reichstaler, um die Verpflichtung loszuwerden.
Neben den Treibjagden gab es noch andere Jagdmethoden. Um den Anreiz für die Wolfsjagd zu erhöhen, wurden in Mitteleuropa vom ausgehenden Mittelalter bis ins 19. Jahrhundert Fangprämien ausgelobt. Diese wurden in Form von Naturalien oder Bargeld ausgezahlt. In Niederhessen erhielt man beispielsweise Mitte des 17. Jahrhunderts für die Tötung eines Wolfs ein Klafter Holz, im Spessart ebenfalls um diese Zeit für einen toten Wolf ein Malter Roggen. Die Höhe der Geldprämien variierte im Lauf der Zeit stark; um die Mitte des 17. Jahrhunderts wurden für einen erwachsenen Wolf etwa ein bis vier Reichstaler gezahlt, im 18. und 19. Jahrhundert 50 bis 100 Reichstaler. Als Beleg für die Tötung eines Wolfs wurden das Fell, die Pfoten oder der Kopf akzeptiert. Die Auslobung von Fangprämien trug erheblich zur Ausrottung des Wolfs bei. Es wurden u. a. mit Arsen oder Blauem Eisenhut vergiftete Köder eingesetzt, im 19. Jahrhundert auch Strychnin. Auch Wolfsgärten, von hohen Zäunen umgebene und mit Ködern ausgestattete Flächen, in denen eingedrungene Wölfe getötet wurden, und Wolfsgruben wurden angelegt. Eine weitere Methode waren aus Eisen geschmiedete Wolfsangeln. Die mit Widerhaken versehenen Enden wurden mit Ködern bestückt und an einem Baum so hoch aufgehängt, dass der Wolf danach springen musste, um zuschnappen zu können. Der Wolf blieb mit dem Maul hängen und verendete in einem langen Todeskampf.
Schon im 18. Jahrhundert wurden westlich der Oder im Deutschen Reich nur noch Einzelwölfe festgestellt. Nur in Ostpreußen konnte sich die Wolfspopulation noch halten. So betrug die Jagdstrecke in Ostpreußen im Winter 1747/48 noch immer 241 Wölfe, während in den drei westlich angrenzenden Provinzen zusammen nur noch 24 Wölfe zur Strecke kamen. Noch 1764 forderte die brandenburgische Provinzialregierung eine Erhöhung des Schussgelds, weil zehn Wölfe festgestellt wurden, die bald darauf (ohne Erhöhung des Schussgeldes) erschossen wurden. Der Wolf wurde nach und nach in immer mehr Gebieten ausgerottet.
Der Wolf wurde unter anderem in Großbritannien (letzte Erlegung 1743), Dänemark (1772), Luxemburg (1893) und Deutschland (spätestens 1904) ausgerottet. In Süd- und Osteuropa gelang es in historischer Zeit nie, die Bestände bis zur annähernden Ausrottung zu dezimieren.

#### Schutzmaßnahmen gegen die Erbeutung von Nutztieren
Schutzmaßnahmen sind für alle Weidetiere, vor allem aber für Schafherden wichtig. Zum Schutz werden heute in erster Linie wolfssichere Nachtpferche, Elektrozäune und Herdenschutzhunde eingesetzt, des Weiteren auch Herdenschutzesel. Herdenschutzhunde sind von Hütehunden zu unterscheiden, die dem Schäfer helfen, die Herde zusammenzuhalten und die Bewegung der Herde zu lenken.

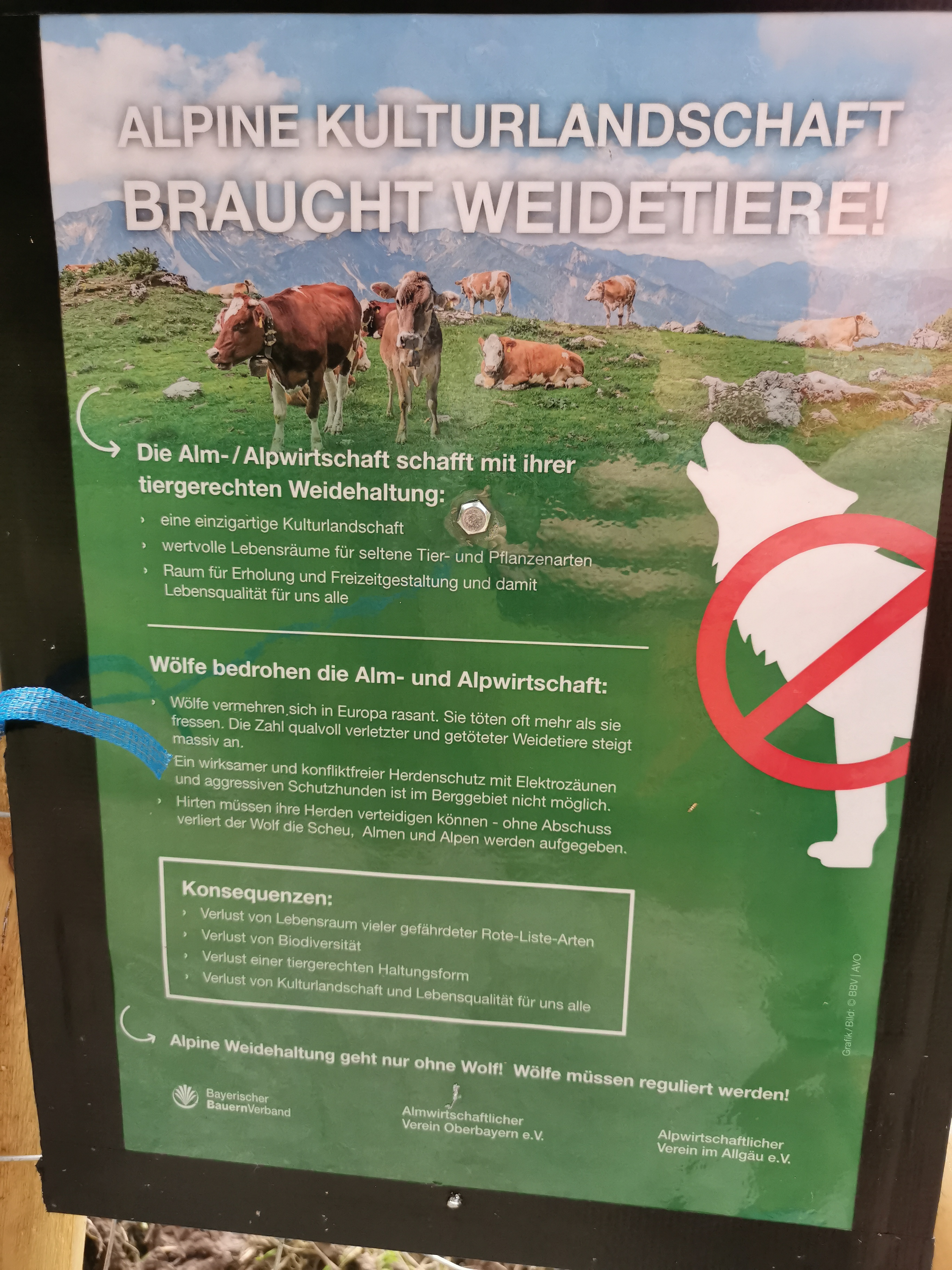
Bayerischer Bauernverband sieht die Almwirtschaft und Kulturlandschaft bedroht.

Von Seiten der Landwirtschaft gibt es Forderungen wie „100-prozentige Übernahme der Kosten für wolfssichere Zäune zum Schutz von Weidetieren; das Einrichten von wolfsfreien Zonen; die „Entnahme“ aller Wölfe, die sich bei den Weidetieren bedienen; die Aufnahme des Wolfes ins Jagdrecht sowie den 100-prozentigen Ersatz aller durch Isegrim getöteten, verletzten oder durch Frühabort geschädigten Weidetiere.“

#### Angriffe auf Menschen
|                            |            | Tollwut | ohne Tollwut | Summe |
| -------------------------- | ---------- | ------- | ------------ | ----- |
| Europa ohne UdSSR/Russland | Angriffe   | 38      | 12           | 50    |
|                            | Todesopfer | 5       | 4            | 9     |
| weltweit                   | Angriffe   | 799     | 342          | 1141  |
|                            | Todesopfer | 50      | 281          | 331   |
| Indien                     | Angriffe   | 77      | 311          | 388   |
|                            | Todesopfer | 5       | 273          | 278   |
| Iran                       | Angriffe   | 474     | 0            | 474   |
|                            | Todesopfer | 22      | 0            | 22    |

Nach einer umfangreichen Untersuchung des Autorenkollektivs Linnell et al. gab es von 1950 bis 2000 in Europa (ohne UdSSR/Russland) 50 Angriffe auf Menschen mit neun Todesopfern; 38 dieser Angriffe mit fünf Todesopfern entfielen auf tollwütige Wölfe. Weltweit ereigneten sich im selben Zeitraum 1141 Angriffe mit 331 Todesopfern. Sieben von zehn Angriffen, aber nur jedes siebte Todesopfer, wurden von tollwütigen Wölfen verursacht. Eine Sonderrolle spielte Indien: Dort fanden 91 Prozent der tollwutfreien Angriffe statt, die 97 Prozent der Todesopfer zur Folge hatten; außerhalb von Indien gab es in den 51 betrachteten Jahren acht Todesopfer nicht tollwütiger Wölfe. Auffällig war auch die Lage im Iran, wo es zu 59 Prozent der weltweit durch Tollwut verursachten Angriffe kam.
Die tödlichen Angriffe tollwutfreier Wölfe in diesem Zeitraum betrafen in vier von fünf Fällen Kinder unter zehn Jahren. Das übrige Fünftel betraf die Altersgruppe der 10- bis 18-Jährigen sowie eine über 18-jährige Frau. Dagegen waren bei Angriffen tollwütiger Wölfe erwachsene Männer die größte Opfergruppe.
Linnell et al. publizierten 2021 ein Update, in dem sie ihre Untersuchungsergebnisse für 2002 bis 2020 darstellten. Für Europa und Nordamerika ermittelten die Autoren in dem untersuchten Zeitraum zwölf Wolfsangriffe, bei denen insgesamt 14 Menschen angegriffen wurden; zwei dieser Angriffe, beide in Nordamerika, verliefen tödlich. Da in Nordamerika etwa 60 000 Wölfe leben und in Europa etwa 15 000 Wölfe, deren Lebensräume sich mit denen von Hunderten Millionen Menschen überschneiden, ist das statistische Risiko eines Wolfsangriffs den Autoren zufolge hier zwar größer als Null, aber bei Weitem zu gering, um daraus eine aussagekräftige Zahl abzuleiten. Weltweit ermittelten die Autoren im untersuchten Zeitraum 67 Angriffe, bei denen Wölfe Beute machen wollten („predatory“), neun davon verliefen tödlich. Hinzu kamen 380 Angriffe tollwütiger Wölfe (vor allem in der Türkei, in Indien und in der Ukraine), einschließlich 14 Todesopfern, sowie 42 Fälle mit drei Todesopfern, bei denen die Wölfe sich gegen Menschen verteidigten („defensive/provoked“). Die Autoren gehen davon aus, dass sie, abgesehen von der gut dokumentierten Situation in Europa und Nordamerika, nur einen Teil der Angriffe erfassen konnten. Allerdings würden Berichte über angebliche Wolfsangriffe oftmals fälschlich oder ohne Überprüfung als Wolfsangriffe deklariert, etwa in einer Liste der englischsprachigen Wikipedia.
Neben räuberischen Angriffen und Tollwut kommen weitere Ursachen für Wolfsangriffe infrage. Dazu gehört die Gewöhnung an Menschen, etwa bei Gehegewölfen oder weil frei lebende Wölfe gefüttert wurden. Ein weiterer Punkt könnten solche Veränderungen der Lebensräume sein, bei denen Wölfen der Zugriff auf wild lebende Beutetiere durch Landnutzungsänderungen unmöglich gemacht wird; stattdessen werden Nutztiere oder Abfälle gefressen, wodurch ebenfalls eine Gewöhnung an den Menschen erfolgen kann. Schließlich kann es zu Angriffen von Wölfen auf Hunde kommen; möglicherweise werden dabei auch Menschen angegriffen, wenn diese versuchen, einen Hund zu verteidigen.

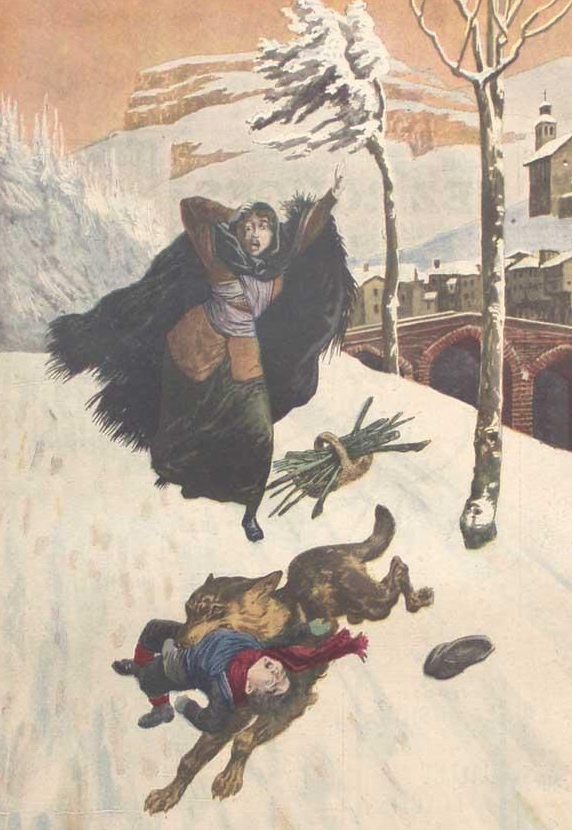
Ein Wolf erbeutet ein Kind. Illustration in einer Ausgabe des Le Petit Journal von 1914.

Historische Aufzeichnungen berichten von häufigeren und schwerwiegenden Angriffen. Linnell et al. registrierten für das 18. Jahrhundert bis zur ersten Hälfte des 20. Jahrhunderts folgende ungefähren Fallzahlen: 18. Jahrhundert: 733 Angriffe tollwütiger Wölfe, 839 Angriffe nicht tollwütiger Wölfe; 19. Jahrhundert: 896 beziehungsweise 1613 Angriffe; erste Hälfte des 20. Jahrhunderts: 183 beziehungsweise 531 Angriffe. Zudem erfassten diese Autoren folgende Todesfälle durch Wolfsangriffe: 18. Jahrhundert: mehr als 910; 19. Jahrhundert: 1437; erste Hälfte des 20. Jahrhunderts: mehr als 202 (davon 115 in Indien). Die europäischen Wolfsangriffe betrafen teilweise Wölfe, die aus Gefangenschaftshaltung entkommen waren.
Viele der historischen Berichte sind umstritten. So ist bis heute ungeklärt, ob es sich bei der sogenannten Bestie des Gévaudan tatsächlich um einen oder mehrere Wölfe, um Hybriden zwischen Wölfen und großen Hütehunden oder um einen aus der Gefangenschaft entkommenen subadulten Löwen handelte.
Am 30. Juli 2025 erfolgte in den Niederlanden durch einen bereits seit längerem durch Vorfälle bekannten Wolf nahe der Pyramide von Austerlitz eine Attacke auf einen Sechsjährigen. Dabei versuchte der Wolf, das Kind in einen Wald zu schleifen. Der Wolf konnte vertrieben werden werden, das Kind kam mit Bisswunden in eine Klinik. Für den Wolf, der „Bram“ genannt wird, lag zum Zeitpunkt der Attacke seit Wochen eine Abschussgenehmigung vor, ein Einspruch dagegen war einige Tage vor dem Vorfall von einem Richter abgewiesen worden.

### Wirtschaftliche Nutzung
Pelze aus Wolfsfell sind vielseitig nutzbar. Ihre Bedeutung in Europa hat mit dem Rückgang der Wolfspopulationen abgenommen. Wolfsfelle wurden für Bekleidungszwecke und in den Wohn- und Schlafstätten verwendet; sie galten als desto wertvoller, je weißer sie waren. Die Wolfshaut wurde auch zu Leder gegerbt und zu Handschuhen, Pauken- und Trommelfellen verarbeitet. Die Wolfsleber hatte Eingang in die Pharmazie gefunden.

## Der Wolf in der Kultur
Der Wolf spielt als Motiv in den Mythologien, Sagen und Märchen sowie in der Literatur und Kunst zahlreicher Völker eine zentrale Rolle. Dabei spiegelt sich die ambivalente Einstellung des Menschen gegenüber dem Wolf wider. Einerseits verehrt er ihn als starkes und überlegenes Tier, zum anderen projiziert er auf das Raubtier vielfältige Ängste.

### Mythologische Bedeutung

#### Totem-Kultur
In etlichen Kulturen erscheint der Wolf als Totem, etwa bei dem Indianerstamm der Tlingit, bei den Irokesen, bei Turkmenen und den Mongolen. Die Usbeken und die Hunnen leiteten ihre Herkunft vom Wolf ab, ebenso galt die Wölfin als Urmutter der alten Türken. Der nordamerikanische Indianerstamm der Schoschonen glaubte, Kojoten und Wölfe hätten die Welt geschaffen und die Toten ihres Stammes würden in deren Reich einkehren. Die Seelen der Toten würden zuvor von Kojoten in einem Fluss gewaschen und könnten erst dann die ewigen Jagdgründe betreten.

#### Bibel
In der Bibel wird der Wolf mehrfach als ein herdenreißendes, gefährliches Tier dargestellt, so etwa in (Gen 49,27 ); (Jer 5,6 ); (Joh 10,12 ). Wenn „der Wolf beim Lamme“ liegt, so bedeutet dies dementsprechend die Verbindung von Ungleichem und wird daher von Jesus Sirach als Gleichnis für den Umgang zwischen Sündern und Gerechten gebraucht (Sir 13,17 ). Jesaja indes verwendet das utopische Bild als Metapher für den Anbruch des Reiches Gottes (Jes 65,25 ). Im deutschen Sprachgebrauch gibt es die der Bibel entlehnte Redewendung vom Wolf im Schafspelz.

#### Griechische Mythologie
Die griechische Göttin Hekate, die mit dunkler Hexerei und Zauberei in Verbindung stand, wurde in der bildenden Kunst häufig in der Begleitung von drei Wölfen dargestellt. Der griechische König Lykaon wurde von Zeus in einen Wolf verwandelt.

#### Die säugende Wölfin

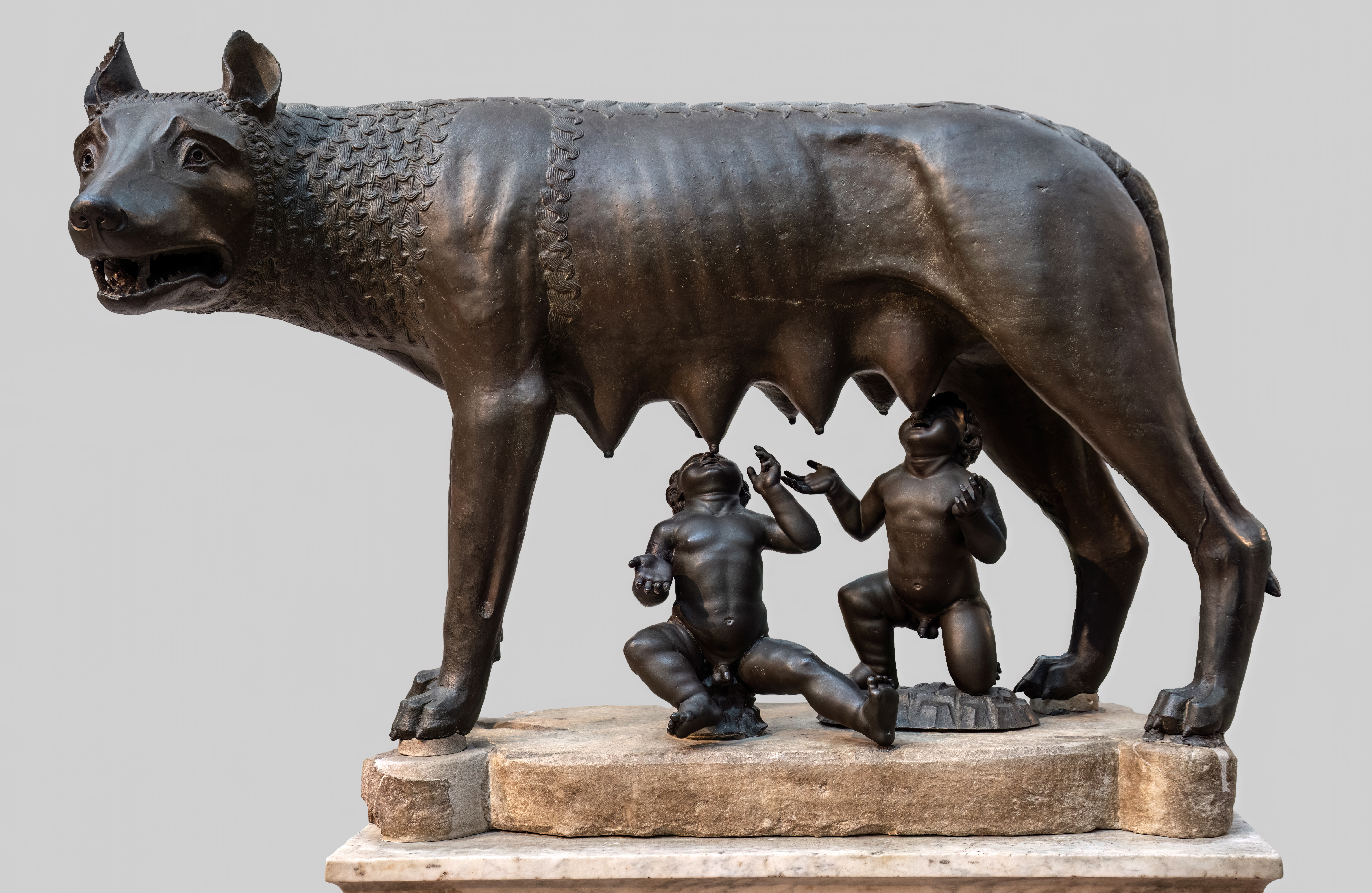
Kapitolinische Wölfin mit Romulus und Remus

Die legendären Gründer der Stadt Rom, Romulus und Remus, sollen von einer Wölfin gesäugt und aufgezogen worden sein. Vergleichbare Überlieferungen gibt es aus dem indischen Raum; auch die slowakischen Recken Waligor und Wyrwidub sowie der Gründer des altpersischen Reiches, Kyros II., sollen von Wölfen aufgezogen worden sein. Auch das moderne Motiv der Wolfskinder hat hier seine Ursprünge.

#### Germanische Mythologie
In der germanischen bzw. nordischen Mythologie werden dem Siegesgott Odin neben zwei Raben auch die Wölfe Geri und Freki beigesellt, die als streitlustige und tapfere Tiere den Kampf verfolgen und sich auf die Leichen der Gefallenen stürzen. Sonne und Mond werden von den Wolfsbrüdern Skoll bzw. Hati gejagt. Beide haben noch einen weiteren Bruder namens Managarm, der sich vom Fleisch der Toten ernährt. Der Fenriswolf spielt beim Weltuntergang Ragnarök eine entscheidende Rolle. Er verschlingt zu Beginn der Götterdämmerung zunächst den Mond, später Odin. Der Wolf Ysengrin des Mythos hat viele Wesensmerkmale des verschlagenen Fuchses. Germanischen Ursprungs ist auch die Figur des Werwolfs, der ungeachtet seines Lebens in der bürgerlichen Gesellschaft zeitweilig Wolfsgestalt annimmt. Ein Korndämon und Kinderschreck der deutschen Sage, der auch in Frankreich, Polen, Lettland und Estland Entsprechungen hat, ist der Roggenwolf.

#### Mythologien sonstiger Kulturen
Aufgrund der Überlieferung der Asena-Legende rangiert der Wolf in der Türkei als Nationalallegorie. Manche nordamerikanischen Ureinwohner kennen mit Waheela eine Art Geist in der Gestalt eines riesigen Wolfes. Den Chinesen galt der Wolf als Symbol für Grausamkeit, Gefräßigkeit und Gier.

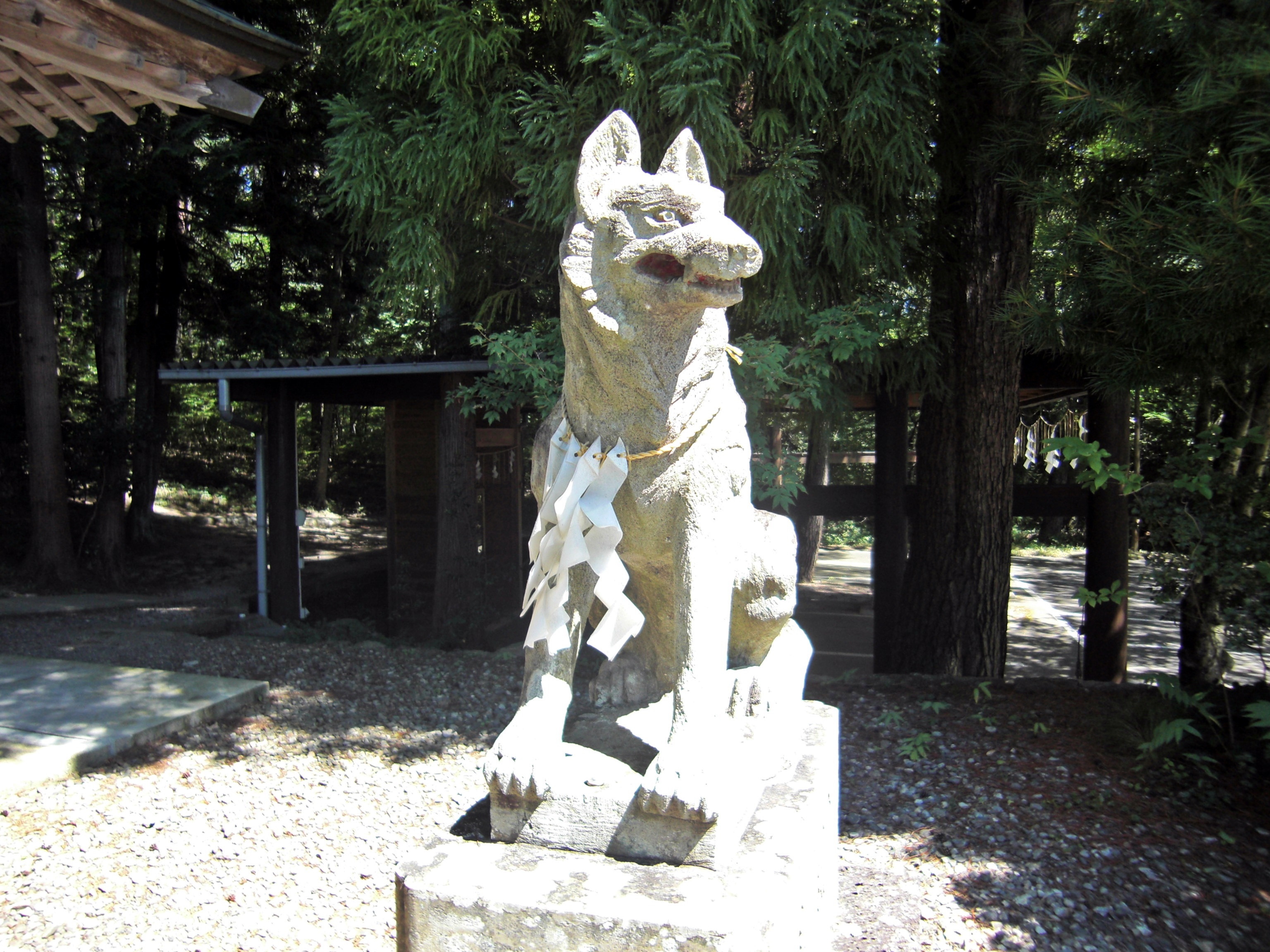
Wolfsstatue am Yamatsumi-Schrein

In der japanischen Mythologie und Folklore wurden Wölfe meist positiv gesehen. In Schreinen wurden sie als Boten der Götter angebetet, die Bauern vor Schädlingen und Haushalte vor Feuer und Diebstahl schützten. Eine Ursache für dieses positive Ansehen war möglicherweise, dass Japan stärker als Europa durch den Anbau von Reis und anderen Pflanzen anstatt durch Viehzucht landwirtschaftlich geprägt war, sodass eher Konflikte mit Pflanzenfressern wie Wildschweinen, die Feldfrüchte schädigten, als mit Raubtieren wie Wölfen auftraten. Während Wölfe in Europa mit dem Teufel assoziiert wurden, wurde Knochenmehl aus Wolfsschädeln in Japan sogar zur Austreibung böser Geister verwendet. Im Volksglauben wurde er aber auch als „heimtückisch“ angesehen, wie beispielsweise das fiktive Wesen Senbiki-ōkami (千疋狼; „Tausendwolf“) aufzeigt und letztlich wurde der Wolf in Japan ausgerottet.

### Der Wolf in der Literatur

Der Wolf an der Seite Rotkäppchens

In Fabeln antiker Autoren wie Äsop und Phädrus, deren Stoffe später insbesondere Jean de Lafontaine und Gotthold Ephraim Lessing aufgriffen, werden negative menschliche Charaktereigenschaften wie Habgier, Streitlust, Heimtücke und Verschlagenheit auf den Wolf projiziert. In Das Lamm und der Wolf etwa sucht der Wolf mit aller Macht einen Vorwand, um das mit ihm am Fluss trinkende Lamm zu zerreißen. In Löwe, Wolf und Fuchs fällt eine vom Wolf angezettelte Intrige auf ihn zurück. In Der Wolf und der Kranich betrügt er einen hilfsbereiten Vogel um seinen Lohn. In Der Wolf und der Hund steht er als Vertreter des gefährdeten, aber freien Lebens im Gegensatz zum unter dem Joch lebenden Haushund. Bekannt ist auch Der Hirtenjunge und der Wolf, eine Fabel über einen Hirtenjungen, der so oft um Hilfe wegen angeblicher Wölfe rief, bis ihm niemand half, als eines Tages wirklich ein Wolf seine Herde riss.

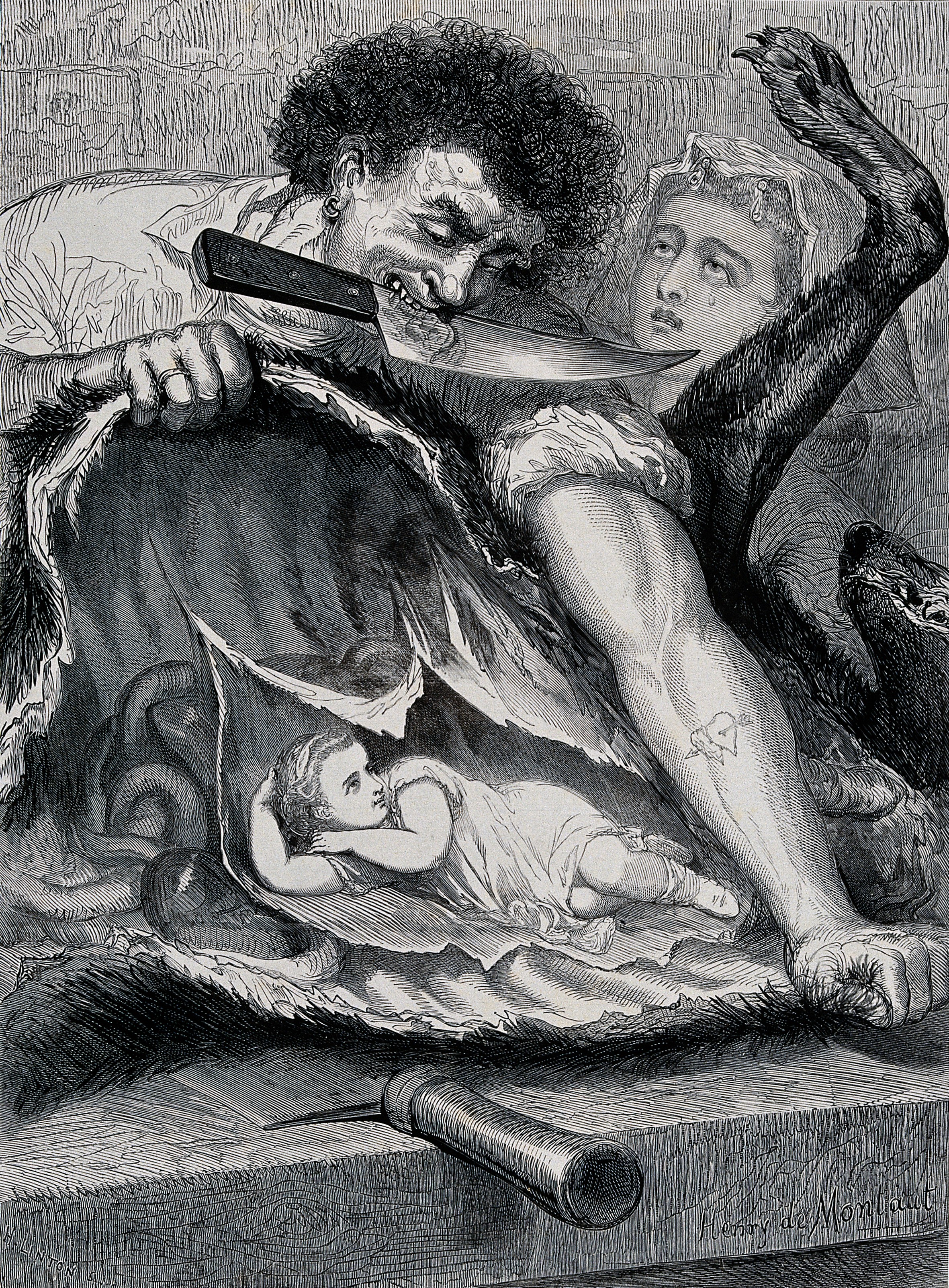
Mann befreit ein von einem Wolf verschlungenes Mädchen

Im lateinischen Mittelalter ist der Wolf als Ysengrimus, eingedeutscht Isegrim, Fabelwesen des Tierepos Reineke Fuchs, für das sich später die Brüder Grimm interessierten. In mehreren ihrer Tiermärchen kommt den Wolf seine Gier teuer zu stehen: Der Wolf und der Mensch, Der Wolf und der Fuchs, Der Fuchs und die Frau Gevatterin. Er wird Opfer des schlauen Fuchses oder menschlicher Überlegenheit, so auch in Der wunderliche Spielmann und Daumesdick. In Die zwei Brüder ist er einem Hund gleich Gefährte des Menschen, in Der alte Sultan ist der Wolf sogar schlauer. Allgemein kennt man ihn in Märchen als meist bösartige Figur. In Rotkäppchen etwa erschleicht er sich das Vertrauen eines kleinen Mädchens, frisst dann dessen Großmutter und am Ende auch Rotkäppchen. In Der Wolf und die sieben jungen Geißlein verschafft er sich mit durch Kreide verfälschter Stimme Zutritt zum Haus einer Ziegenfamilie und verschlingt alle deren Kinder bis auf eines. Doch werden die Opfer gerettet und der Wolf wird getötet. Aus dem angelsächsischen Bereich schließlich stammt das Märchen vom Wolf und den drei Schweinchen.
In der modernen Weltliteratur finden sich Wolfsmotive in Rudyard Kiplings Das Dschungelbuch und bei Jack London (Ruf der Wildnis, White Fang). Die Beschreibung einer Wolfsjagd in Russland findet sich in Krieg und Frieden. Tschingis Aitmatow greift in der Erzählung Die Träume der Wölfin den Konflikt Mensch-Natur in der Kirgisischen Steppe auf. Eine wesentliche Rolle spielt der Wolf auch in Erzählungen über Vampire, die sich, wie etwa Dracula, in Wölfe verwandeln können, um ihrer Opfer habhaft zu werden. Auch Hermann Hesse vergleicht in seiner Erzählung Der Wolf den Überlebenskampf eines Wolfsrudels im harten Winter mit den Menschen. Sein Roman Steppenwolf schließlich benutzt das Wolfmotiv als Metapher für die animalische, die triebgesteuerte Seite des einsamen und menschenscheuen Protagonisten Harry Haller. Käthe Recheis Fantasy-Roman Der weiße Wolf betont mythologische Züge. In Alison Croggons Fantasy-Roman Das Rätsel helfen die freien, wilden Tiere dem Schamanen. Ein weiterer moderner Roman ist Isegrim von Antje Babendererde (2013).
Wanders Deutsches Sprichwörter-Lexikon (Band 5) bietet zum Thema Wolf (inklusive Wortzusammensetzungen) etwa 700 Sprichwörter.

### Comic und Zeichentrickfilm
Auch in Comics und Zeichentrickfilmen tauchen vielfach Wölfe auf. In der sowjetischen Zeichentrickserie Hase und Wolf spielen ein böser, tollpatschiger Wolf sowie ein guter Hase mit. In Walt Disneys Zeichentrickfilm Die drei kleinen Schweinchen will ein schlaksiger, schwarzfelliger Wolf mit bunter Latzhose und Schlapphut die Häuschen der drei Schweinchen umblasen. Bei jenen aus Stroh und Holz gelingt ihm dies, nicht so indes bei dem aus Stein. Verkleidet wie in Rotkäppchen nähert er sich den Schweinchen im Aufzug einer alten Frau. Der Kurzfilm beinhaltete auch den von Frank Churchill geschriebenen berühmt gewordenen Song Who’s Afraid of the Big Bad Wolf. Im Disney-Comic Lil’ Bad Wolf versucht ein böser Wolf namens Zeke (deutsch: Ede) erfolglos seinen Jungen nach seinem Bilde zu formen: Stattdessen schließt der Kleine enge Freundschaft mit den kleinen Schweinchen. Ein weiterer schurkenhafter Wolf tritt im Disney-Film The big bad wolf auf. Er hat auch ein Gastspiel im Micky-Maus-Cartoon Mickey’s Polo Team von 1936, in dem Disney-Figuren gegen Zeichentrick-Versionen berühmter Schauspieler dieser Zeit Polo spielten. Zu nennen sind in diesem Zusammenhang auch die Wolfs-Figuren Lupo, Lupinchen und Eusebia aus Rolf Kaukas Serie Fix und Foxi von 1953.
Auch in der auf Runer Jonssons Büchern beruhenden Zeichentrickserie Wickie und die starken Männer von 1974 kommen häufig Wölfe vor, ausgehungerte Tiere von grotesk-zottiger Magerkeit, die den ängstlichen Wikingerjungen Wickie jagen. In Hayao Miyazakis Anime Prinzessin Mononoke von 1997 lebt die Protagonistin mit Wölfen zusammen, die je nach Perspektive der Figuren eine positive oder eine negative Rolle spielen. Des Weiteren stellen Wölfe einen Großteil der Protagonisten in der Anime-Serie Wolf’s Rain des Animationsstudios Bones von 2003. Dort sollen die Wölfe die Wegbereiter in das Paradies sein, gelten aber als ausgestorben. Dabei können sie eine menschliche Form vorgaukeln und unerkannt unter Menschen leben. Das Motiv des Wolfskinds erscheint in Rudyard Kiplings Erzählung Das Dschungelbuch, die 1942 zuerst als Spielfilm „Das Dschungelbuch“ verfilmt und dann 1967 von Walt Disney für seinen Zeichentrickfilm „Das Dschungelbuch“ aufgegriffen wurde. Es folgten weitere Verfilmungen und Animationsfilme auf dieser Basis.

### Moderne Abhandlungen und Monographien
- Claudio Sillero-Zubiri: Family Canidae (Dogs). In: Don E. Wilson, Russell A. Mittermeier (Hrsg.): Handbook of the Mammals of the World. Band 1: Carnivores. Lynx Edicions, Barcelona 2009, ISBN 978-84-96553-49-1, S. 352–446.
- Dmitrij Iwanowitsch Bibikow: Der Wolf. Canis lupus (= Die Neue Brehm-Bücherei. Bd. 587). 3. Auflage, unveränderter Nachdruck der 2. Auflage 1990. Westarp Wissenschaften, Hohenwarsleben 2003, ISBN 3-89432-380-9.
- L. David Mech, Luigi Boitani (Hrsg.): Wolves. Behaviour, Ecology, and Conservation. The University of Chicago Press, Chicago IL u. a. 2003, ISBN 0-226-51696-2.
- Henryk Okarma: Der Wolf. Ökologie, Verhalten, Schutz. Parey, Berlin 1997, ISBN 3-8263-8431-8.
- Ilka Reinhardt, Gesa Kluth: Leben mit Wölfen. Leitfaden für den Umgang mit einer konfliktträchtigen Tierart in Deutschland (= BfN-Skripten. 201, ZDB-ID 1476341-2). Bundesamt für Naturschutz (BfN), Bonn 2007 (PDF; 3,3 MB).
- Kurt Kotrschal: Wolf – Hund – Mensch. Die Geschichte einer Jahrtausende alten Beziehung, Brandstätter Verlag, 2012, ISBN 978-3-85033-675-8 (Wissenschaftsbuch des Jahres 2013 in der Kategorie Medizin/Biologie)
- Erik Zimen: Der Wolf. Verhalten, Ökologie und Mythos. Das Vermächtnis des bekannten Wolfsforschers. Neuauflage. Kosmos, Stuttgart 2003, ISBN 3-440-09742-0.
- Shaun Ellis, Monty Sloan (Fotos): Der Wolf – wild und faszinierend. Parragon Books Ltd., 2012, ISBN 978-1-4454-8426-6.
- Ausschuss für Umwelt, Naturschutz, Bau und Reaktorsicherheit: Bericht des Bundesministeriums für Umwelt, Naturschutz, Bau und Reaktorsicherheit zur Lebensweise, zum Status und zum Management des Wolfes (Canis lupus) in Deutschland. zum Fachgespräch am 4. November 2015. Hrsg.: Deutscher Bundestag. Ausschussdrucksache 18(16)313. Berlin 28. Oktober 2015 (Digitalisat [PDF]).
- Will N. Graves, Valerius Geist (Hrsg.): Wolves in Russia – Anxiety Through the Ages. Detselig Enterprise Ltd. Calgary 2007, ISBN 978-1-55059-332-7.
- Heiko Anders: Das Leben unserer Wölfe. Beobachtungen aus heimischen Wolfsrevieren. Hrsg.: NABU e. V., Haupt Verlag, Bern 2019, ISBN 978-3-258-08108-3.

Zum Umgang mit Wölfen
- Kontaktbüro Wolfsregion Lausitz, Internationaler Tierschutz-Fonds (Hrsg.): Wölfe vor unserer Haustür. Im Grenzgebiet zwischen Deutschland und Polen. 2014, (PDF; 47 kB).
- Kontaktbüro Wolfsregion Lausitz, Internationaler Tierschutz-Fonds (Hrsg.): Wenn Sie einem Wolf begegnen. 2014, (PDF; 1 MB).
- Stefan Willeke: Die Wölfe kommen. In: Die Zeit. 1. April 2015, S. 11–13.
- Eckhard Fuhr: Rückkehr der Wölfe. Wie ein Heimkehrer unser Leben verändert. Riemann Verlag, München 2014, ISBN 978-3-570-50171-9.
- Dirk Wüstenberg: Maßnahmen gegen Wölfe nach der brandenburgischen Wolfsverordnung. In: Landes- und Kommunalverwaltung – Verwaltungsrechts-Zeitschrift für die Länder Berlin, Brandenburg, Sachsen, Sachsen-Anhalt, Thüringen (LKV) 2018, S. 106–112.

### Digitalisiertes älteres Schrifttum
- Theodor Schmidt: Zur naturgeschichtlichen Statistik der in Pommern ausgerotteten Säugethiere. In: Jubelschrift zur vierhundertjährigen Stiftungsfeier der Universität Greifswald, Stettin 1856, insbesondere S. 27–100: Der Wolf (Google Books).
- Theodor Schmidt: Der Wolf. In: Baltische Studien. Band 24, Stettin 1872, S. 65–154. (Google Books).
- Julius von Bohlen-Bohlendorf: Nachrichten über das Vorkommen und die Verbreitung des Luchses (F. lynx.) und des Wolfes (C. lupus.) im ehemaligen Schwedischen Antheil von Pommern im 17. und 18. Jahrhundert. In: Mittheilungen aus dem naturwissenschaftlichen Vereine von Neu-Vorpommern und Rügen. Fünfter und Sechster Jahrgang, Berlin 1873 u. 74, S. 1–20 (Google Books).
- Georg Wolfram: Zur Geschichte der Wolfsplage in Lothringen. In: Jahr-Buch der Gesellschaft für lothringische Geschichte und Altertumskunde. Vierter Jahrgang (Erste Hälfte), G. Scriba, Metz 1892, S. 165–176 (Google Books).